# Deutsche Sprachgeschichte

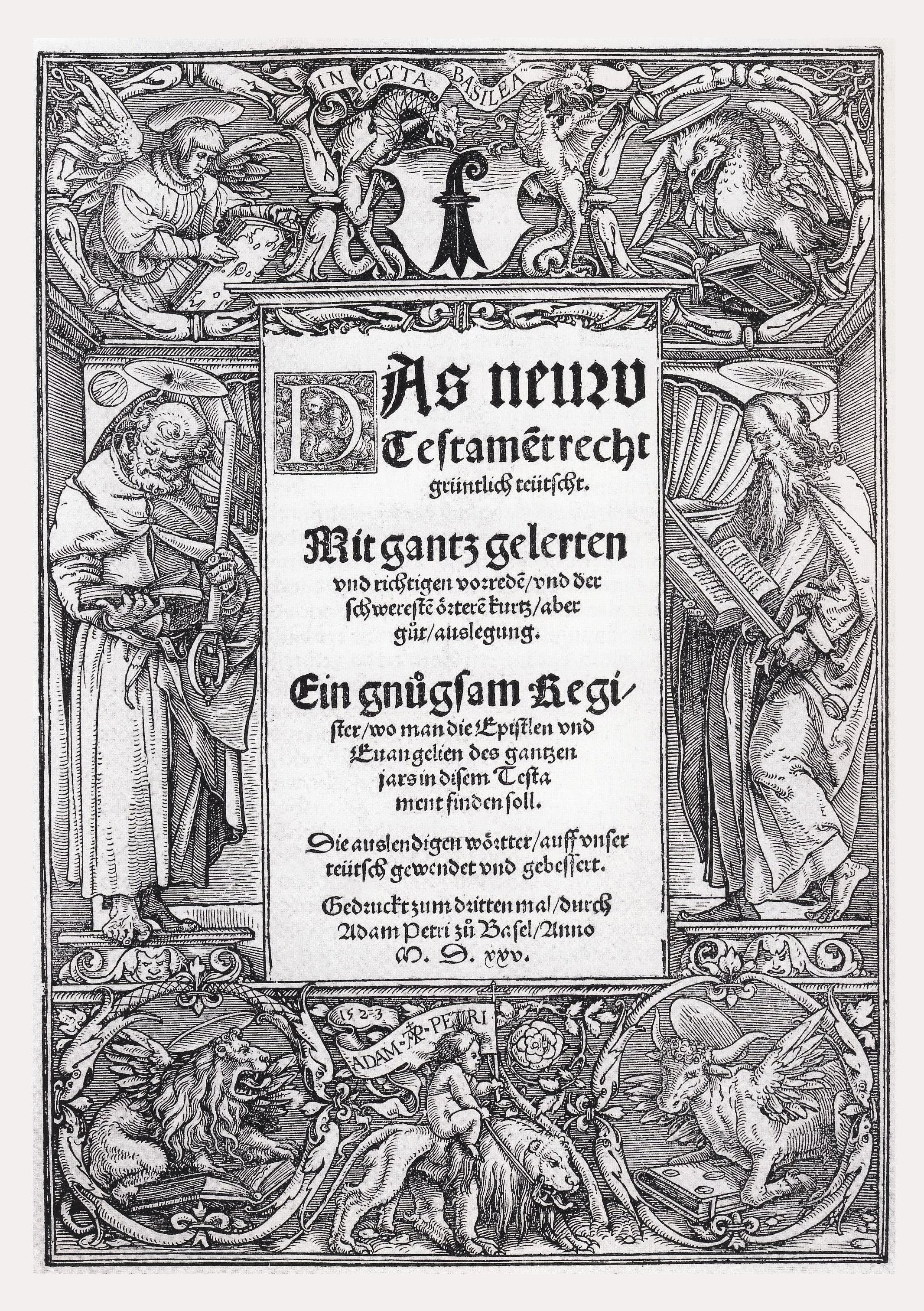
Titelseite der frühneuhochdeutschen Übersetzung des Neuen Testaments von Martin Luther

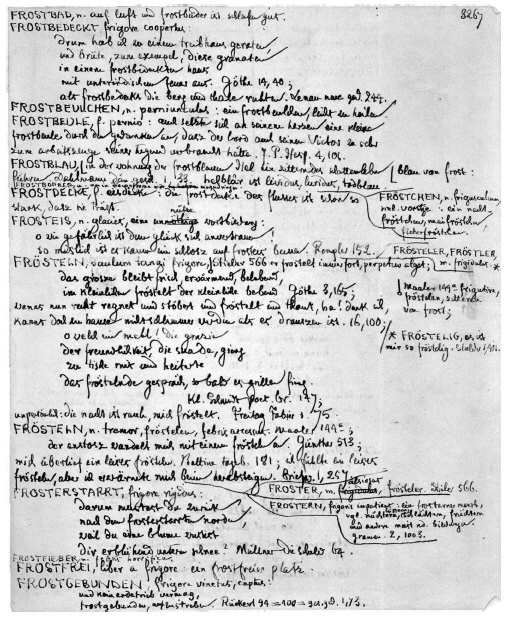
Jacob Grimms Manuskript zum Deutschen Wörterbuch

Die deutsche Sprachgeschichte oder Geschichte der deutschen Sprache beginnt im engeren Sinne Mitte des 8. Jahrhunderts mit den ersten überlieferten althochdeutschen Texten und Glossaren, wie den Merseburger Zaubersprüchen und dem Abrogans. Nicht allzu lange davor, im 7. Jahrhundert, hatten sich die vordeutschen Dialekte in Süd- und Mitteldeutschland mit der zweiten Lautverschiebung aus dem Kontinuum der westgermanischen Sprachvarianten herausgelöst. Auch das 7. Jahrhundert kann insofern als Beginn der deutschen Sprache angesehen werden. Allerdings sind aus dem 3. bis 7. Jahrhundert im späteren deutschen Sprachgebiet nur eine kleine Zahl kurzer Runeninschriften erhalten. Unter Berücksichtigung ihrer Vorgeschichte ist die deutsche Sprache indes viel älter und kann unter Einbeziehung ihrer westgermanischen, urgermanischen und indogermanischen Vorläufer bis mindestens ins 4. Jahrtausend vor Christus zurückverfolgt werden.

## Die deutsche Sprachgeschichte im Überblick
Deutsch, als eine der Sprachen der germanischen Sprachgruppe, gehört zur indogermanischen Sprachfamilie und hat ihren Ursprung in der rekonstruierten proto-indogermanischen Sprache. Diese hat sich spätestens im 3. Jahrtausend vor Christus in einen östlichen und einen westlichen („alteuropäischen“) Zweig geteilt. Letzterer bildet die Vorform der italischen, keltischen und germanischen Sprachen und damit auch des Deutschen. Die bronze- und eisenzeitliche Vorform der germanischen Sprachen des zweiten und frühen ersten Jahrtausends vor Christus („Frühurgermanisch“ bzw. gelegentlich „prägermanisch“) wurde von der linguistischen Forschung lange Zeit wenig bearbeitet und erst im frühen 21. Jahrhundert genauer erforscht und beschrieben. Inzwischen (Stand 2023) ist das frühe Urgermanische ziemlich gut erforscht, und die Veränderungen in Phonologie, Morphologie und Wortschatz  vom (westlichen) Indogermanisch des späten 3. Jahrtausends vor Christus zum (späteren) Urgermanischen der Zeit um 100 v. Chr. können heute recht genau nachvollzogen werden.
Aus dieser Zwischenstufe hat sich erst in der zweiten Hälfte des ersten Jahrtausends v. Chr., also in der La-Tène-Zeit, das späte Urgermanische herausgebildet, das in der Forschung traditionell auch einfach als urgermanische Sprache bezeichnet wird. Die entscheidende Zäsur hierfür waren die Erste Lautverschiebung, die Veränderungen infolge des sog. Vernerschen Gesetzes sowie die Verlagerung des Akzents auf die Stammsilbe. Die daraus hervorgegangene, rekonstruierte urgermanische Sprache wurde im 2. und 1. Jahrhundert vor Christus gesprochen, beispielsweise von den Sueben und Cheruskern. Auch aus dieser Sprache sind keine Texte überliefert, sondern nur eine Reihe von Lehnwörtern im Finnischen (etwa kuningas aus germ. *kunningaz „König“), eine kleine Zahl von Lehnwörtern und Herrschernamen im Lateinischen. Auch die Runeninschrift von Negau gehört wahrscheinlich dazu. Die germanische Sprache befand sich in dieser Zeit in einem schnellen Umbruch, und bereits im 1. Jahrhundert v. Chr. zerbrach die germanische Spracheinheit infolge von Sonderentwicklungen im Ostgermanischen, die anhand der erhaltenen gotischen Texte des 4. Jahrhunderts n. Chr. gut nachvollzogen werden können.
Klar ist heute, dass das frühe Urgermanische weit länger gesprochen wurde (nämlich etwa 1600 Jahre lang, allerdings auch mit vielen Veränderungen in dieser Zeit) als das „klassische“ (= späte) Urgermanische nach der ersten Lautverschiebung.
Die germanischen Varianten in Skandinavien und im westlichen Mitteleuropa bildeten danach noch für eine gewisse Zeit eine Einheit, die in der Forschung meist Nordwestgermanisch bzw. Proto-Northwest-Germanic genannt wird. Ein näherungsweiser Beleg für das (späte) Nordwestgermanische ist die Runeninschrift von Gallehus. Ab etwa dem 2. Jahrhundert begannen sprachliche Sonderentwicklungen in Skandinavien, die zur Herausbildung des Urnordischen führten. Die verbliebenen Varianten des Germanischen, die etwa in den heutigen Benelux-Ländern, im heutigen Deutschland östlich und nördlich von Rhein und Donau und in den böhmischen Ländern gesprochen wurden, werden unter dem Begriff „Westgermanisch“ zusammengefasst. Diese Sprachstufe hielt sich vom 3. bis 7. Jahrhundert, und dazu gehörten auch noch das damalige Friesisch und die Vorformen des Altenglischen und Altniederländischen. 
Bereits ab dem 6. Jahrhundert begann die Desintegration des Westgermanischen. Hauptgrund waren die angelsächsische Eroberung Englands und die fränkische Expansion nach Gallien hinein, beides ab Mitte des 5. Jahrhunderts. Das westgermanische Sprachgebiet war damit so groß und politisch so unzusammenhängend geworden, dass die regionalen Dialekte sich verselbständigten. Eine wichtige Etappe dieser Entwicklung war die Zweite Lautverschiebung des 7. Jahrhunderts, die unmittelbar zur Entstehung der althochdeutschen Sprache geführt hat.
Diese erste in längeren Texten überlieferte Stufe des Deutschen dauerte von zirka 750 bis um 1050. Ihr folgte die Stufe der mittelhochdeutschen Sprache, die in deutschen Gebieten bis um 1350 gesprochen wurde. Ab dann spricht man von der Epoche des Frühneuhochdeutschen und seit ungefähr 1650 des Neuhochdeutschen – der Entwicklungsphase der deutschen Sprache, die bis heute andauert. Die angegebenen Daten sind nur angenähert, denn Sprachen verändern sich fast immer kontinuierlich und in langen Zeiträumen; im Deutschen unterscheiden sich diese Veränderungen außerdem regional in Umfang und Tempo.
In der mittelhochdeutschen Periode entwickelte sich im deutschen Sprachgebiet eine spezifische Ausprägung des Deutschen, die von Juden untereinander gesprochen und meist mit dem hebräischen Alphabet geschrieben wurde, das Jiddische. Charakteristisch sind viele Entlehnungen aus dem Hebräischen (ca. 15 % des Wortschatzes) sowie in geringem Maße aus dem Romanischen (Französisch, Italienisch und Spanisch, ca. 5 % des Wortschatzes), zu denen ab dem 14. Jahrhundert Entlehnungen aus slawischen Sprachen kamen.

## Indogermanisch

### Ursprung der indogermanischen Sprachen
Ähnlichkeiten zwischen verschiedenen Sprachen Europas und Asiens (zum Beispiel Latein, Altgriechisch und Sanskrit) wurden schon im 17. und 18. Jahrhundert bemerkt; aber erst Anfang des 19. Jahrhunderts begannen Sprachwissenschaftler (u. a. Franz Bopp und Jacob Grimm), diese Ähnlichkeiten systematisch zu erforschen. Dabei wurde erkannt, dass fast alle Sprachen Europas und mehrere Sprachen Asiens auf eine gemeinsame Vorform zurückgehen und diese Protosprache auch näherungsweise rekonstruiert werden kann. Im Deutschen wird sie die indogermanische Sprache genannt. Außerhalb des deutschen Sprachraums wird diese erschlossene Sprache (rückübersetzt ins Deutsche) meist als „indoeuropäische“ Sprache bezeichnet. Das primäre Verbreitungsgebiet des Indogermanischen, traditionell oft „Urheimat der Indogermanen“ genannt, lag nach aktuellem Forschungsstand wahrscheinlich nördlich und östlich des Schwarzen Meeres, von wo aus es sich über weite Teile Europas und Asiens (und in der Neuzeit weltweit) ausgebreitet hat.

### Auseinanderentwicklung der indogermanischen Sprachen, östliche und westliche Gruppe
Der Wortschatz und die grammatischen Strukturen des Indogermanischen wurden bis ins 4. Jahrtausend v. Chr. zurück erschlossen, unter Einbeziehung des Hethitischen sogar bis ins 5. Jahrtausend v. Chr. Schon früh – spätestens im ausgehenden 4. Jahrtausend vor Christus – begann der Differenzierungsprozess des Indogermanischen, bereits damals begannen sich die Vorformen mehrerer der heutigen Sprachgruppen zu entwickeln, wobei nicht immer klar ist, in welcher Reihenfolge sich die Untergruppen und einzelnen Nachfolgesprachen trennten.
Als gesichert gilt heute – nach der frühen Abspaltung des anatolischen Sprachen (v. a. Hethitisch) – eine primäre Aufgliederung des Indogermanischen in eine östliche Gruppe und eine westliche, „alteuropäische“ Gruppe. Diese Aufgliederung kann kaum vor etwa 3400 v. Chr. zum Abschluss gekommen sein, weil beide Untergruppen gemeinsame Worte haben für „Nabe“ (idg. *h₃nebʰ-) und „Rad“ (dafür gab es sogar zwei idg. Lexeme, nämlich *kʷékʷlos, daraus engl. wheel aus späturgerm. *hwehwlą und griech. kyklos sowie idg. *Hróth₂, daraus dt. Rad und lat. rota), die Erfindung des Rades lässt sich jedoch mit archäologischen Mitteln auf etwa 3400 v. Chr. datieren. Möglich ist, dass eine erste Differenzierung in eine östliche und westliche Gruppe bereits vor diesem Zeitpunkt eingetreten ist, sofern die beiden Dialektgebiete einander noch so nahe standen, dass das neue Wort für Rad sich noch über die Dialektgrenze hinweg ausbreiten konnte. Im Hethitischen sind die drei indogermanischen Worte für Rad und Nabe jedenfalls nicht mehr greifbar.
Zur östlichen Gruppe gehören als Nachfolgesprachen Sanskrit (Altindisch), Avestisch (Altiranisch), Griechisch und Armenisch, außerdem wahrscheinlich das Tocharische. Zur westlichen Gruppe die baltischen, italischen und keltischen Sprachen sowie die germanische Sprachfamilie. Die slawischen Sprachen nehmen trotz ihrer Nähe zum Baltischen eine Zwischenstellung ein. 
Bis zur Entdeckung des Tocharischen nahm man dagegen nach einer Theorie von Peter von Bradke aus dem Jahre 1890 vielfach an, die primäre Aufgliederung des Indogermanischen sei diejenige in Kentum- und Satemsprachen gewesen. Die Bezeichnungen stammen von dem altpersischen (satem) und lateinischen (centum) Wort für hundert, das im Indogermanischen *k̑m̥tóm gelautet hatte. Diese Theorie war von Anfang an nicht ganz plausibel und wurde bereits nach recht kurzer Zeit im frühen 20. Jahrhundert mit der Entzifferung des Tocharischen widerlegt. Seitdem werden die Begriffe „Kentum-“ und „Satemsprachen“ nur noch deskriptiv (beschreibend) verwendet, nicht aber im Sinne einer sprachgeschichtlichen Aufgliederung entlang dieses Merkmals.
Der endgültige Nachweis der primären Aufgliederung des Proto-Indogermanischen in eine östliche und eine westliche Gruppe gelang erst in den 1970er Jahren mit dem Nachweis der primären Verwandtschaft des Griechischen mit dem Sanskrit, insbesondere anhand gemeinsamer Archaismen in der Nominalflexion beider Sprachen.

### Textproben

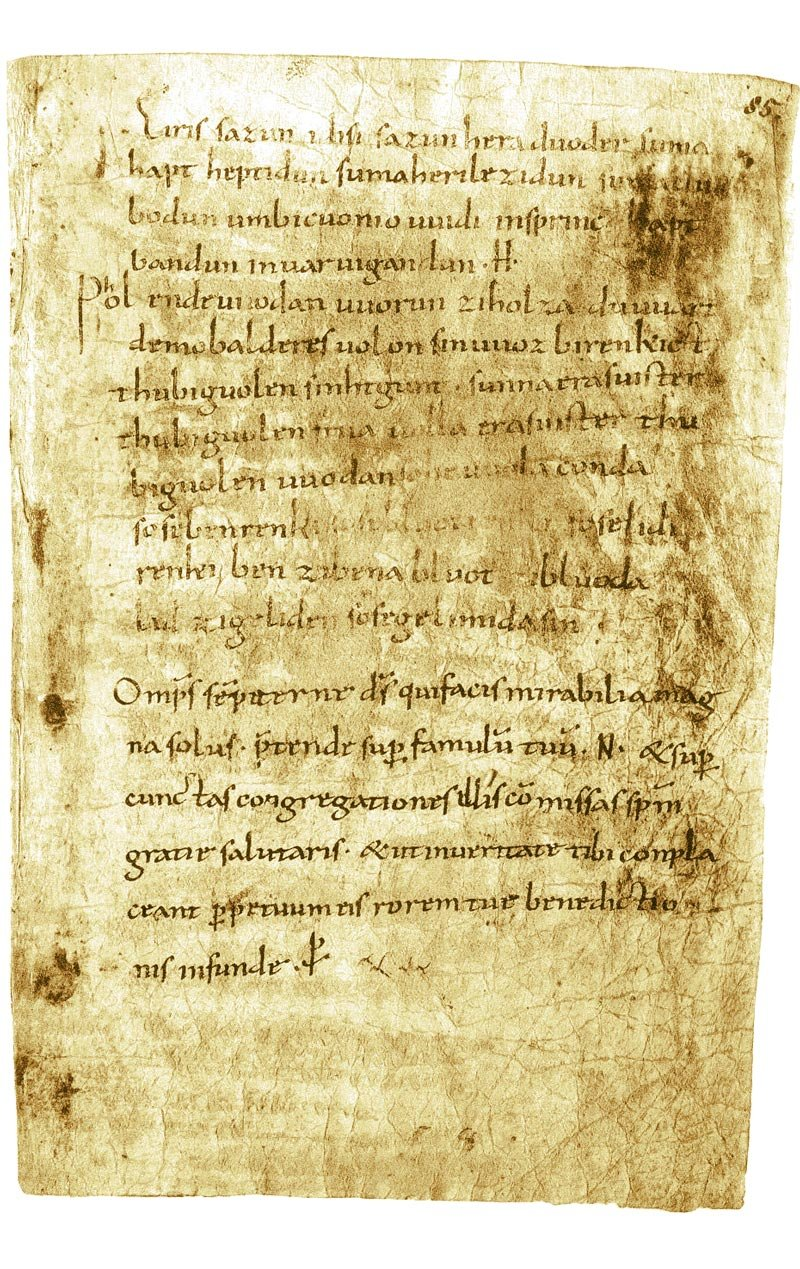
Merseburger Zaubersprüche

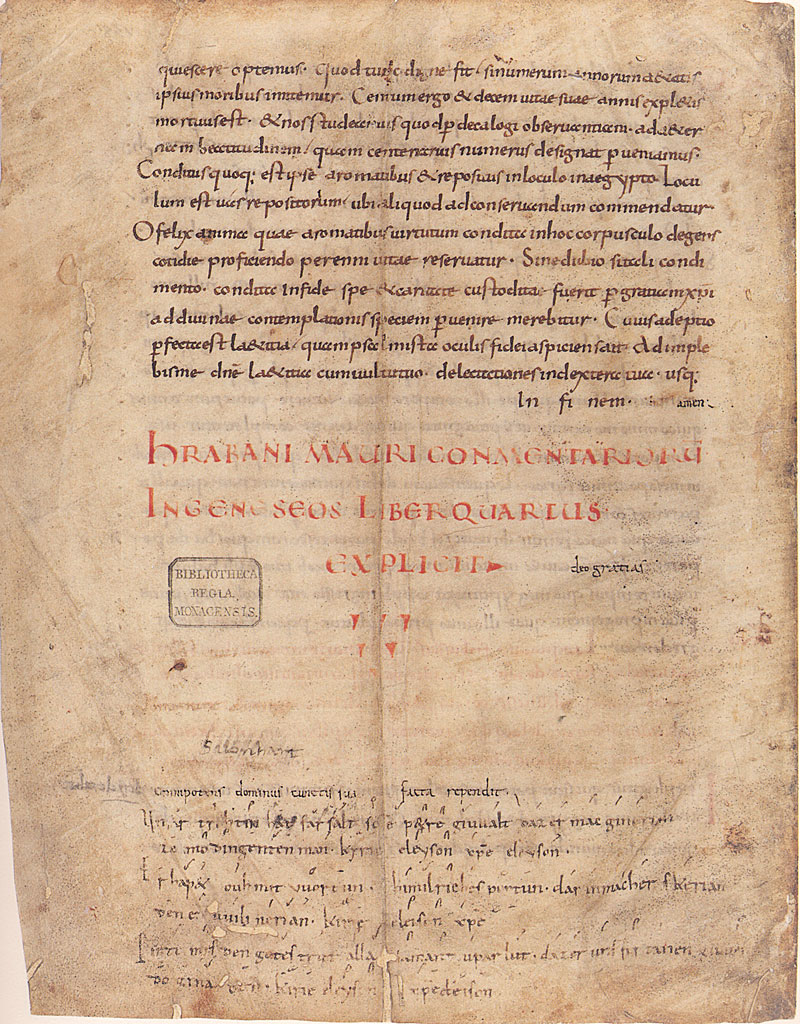
Petruslied (im unteren Teil des Manuskripts)

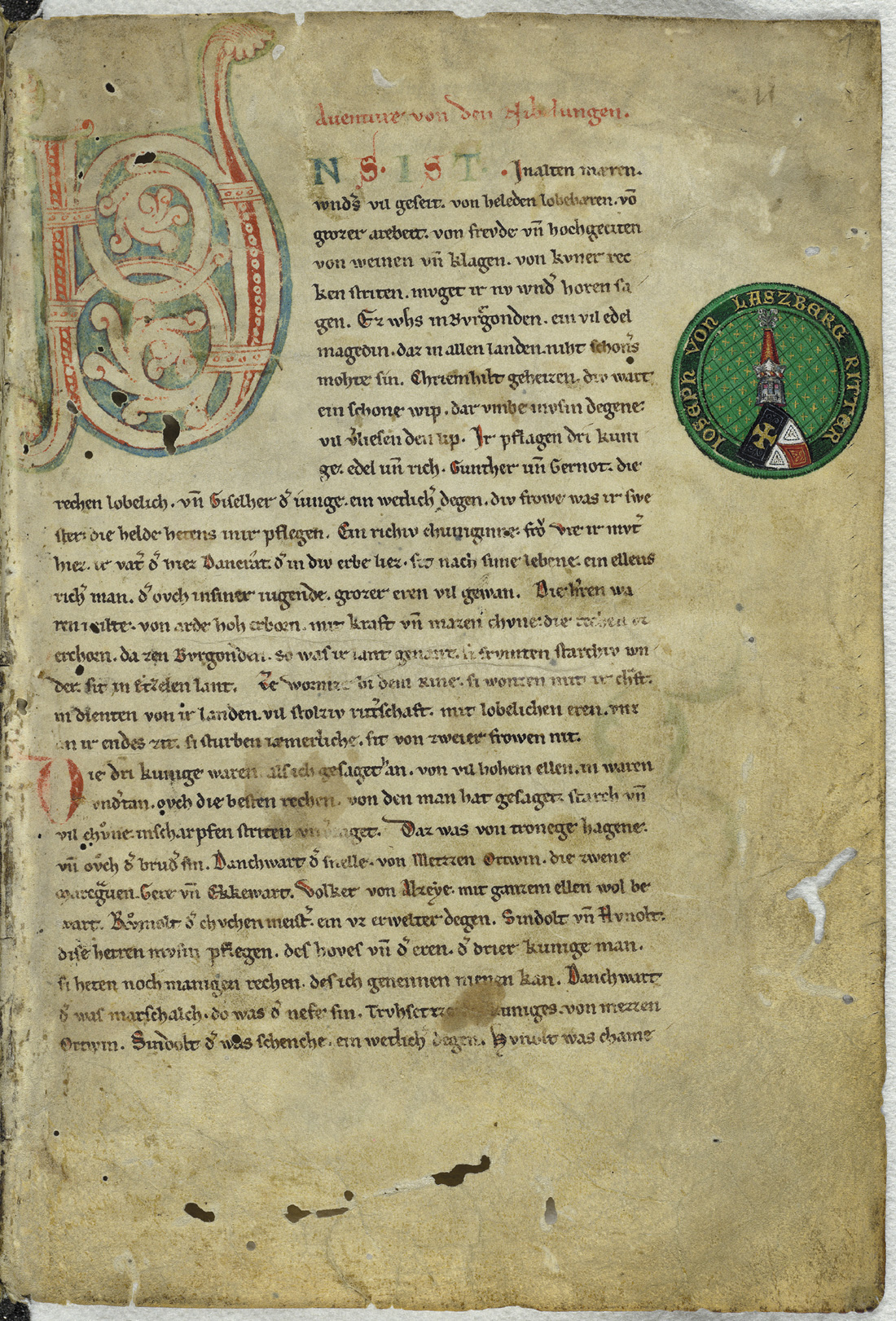
Manuskript des Nibelungenlieds

#### Die indogermanische Fabel nach Schleicher (1868)

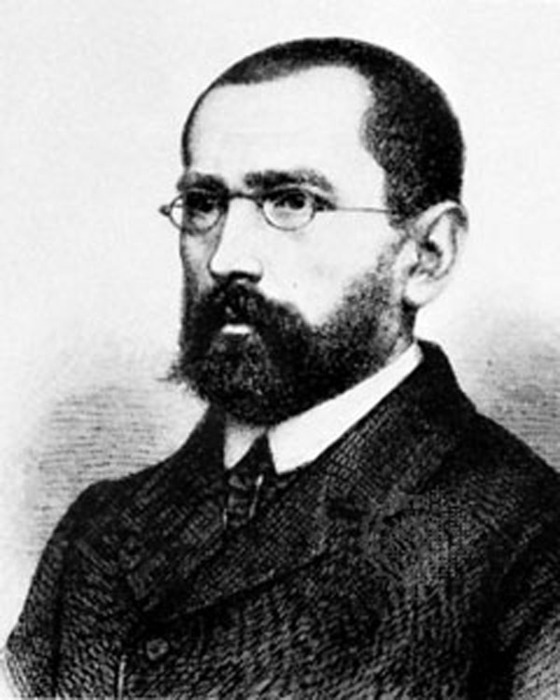
August Schleicher, Autor der indogermanischen Fabel

Nach der erfolgreichen Rekonstruktion von Lexemen, Phonemen und morphologischen Strukturen haben Linguisten immer wieder auch kurze Texte in der proto-indogermanischen Sprache rekonstruiert. Der älteste und bekannteste ist die sogenannte Indogermanische Fabel Das Schaf und die Pferde, die 1868 von August Schleicher verfasst wurde. Schleichers Rekonstruktion ist heute überholt, jedoch gibt es neuere Fassungen, die den Forschungsstand für verschiedene Phasen der Vorgeschichte des Deutschen veranschaulichen.
Hier zunächst der kurze Text in heutigem Deutsch:
Ein Schaf, das keine Wolle mehr hatte, sah Pferde, eines einen schweren Wagen fahrend, eines eine große Last, eines einen Menschen schnell tragend. Das Schaf sprach: Das Herz wird mir eng, wenn ich sehe, dass der Mensch die Pferde antreibt. Die Pferde sprachen: Höre Schaf, das Herz wird uns eng, weil wir gesehen haben: Der Mensch, der Herr, macht die Wolle der Schafe zu einem warmen Kleid für sich und die Schafe haben keine Wolle mehr. Als es dies gehört hatte, bog das Schaf auf das Feld ein.

#### Schleichers Fabel nach F. Kortlandt (2007/2010)
Eine aktuelle Version dieser Fabel geht auf Frederik Kortlandt zurück. Er unterscheidet zwischen dem frühen Indogermanisch vor Abspaltung des Hethitischen, wohl 5. Jahrtausend v. Chr., und dem „klassischen“ Indogermanisch des 4. Jahrtausends. Zu beachten ist, dass Kortlandt die drei indogermanischen Laryngale im Unterschied zur üblichen Notation mit ihrem mutmaßlichen Lautwert angibt, also *h₁ mit ʔ (glottaler Verschlusslaut), *h₂ mit ʕ (pharyngaler Frikativ) und *h₃ mit ʕʷ (pharyngaler Frikativ mit Lippenrundung):
ʕʷeuis ʔiḱ:ueskʷ:e ʕʷeuis i ʕueli nēʔst ʔeḱ:ums uēit:, t:o kʷ'rʕeum uoḱom uḱent:m, t:o mḱ'eʕm porom, t:o tḱmenm ʔoʔḱ:u prent:m. uēuk:t ʕʷeuis ʔiḱ:uos, ʕetḱo ʔme ḱ:ērt ʕnerm uit'ent:i ʔeḱ:ums ʕḱ'ent:m. ueuk:nt: ʔiḱ:ues, ḱ:luti ʕʷue, ʕetḱo nsme ḱ:ērt: uit'ent:i, ʕnēr p:ot:is ʕʷuiom ʕueli sue kʷermom uesti kʷ:rneut:i, ʕʷuēi kʷ:e ʕueli neʔsti. t:o ḱ:eḱ:luus ʕʷeuis pleʕnom pēuk't.
Im 4. Jahrtausend v. Chr. (nach der Abspaltung des Hethitischen):
ʕʷeuis ioi ʕulʔneʕ nēʔs ʔeḱuns ʔe uēi'd, tom 'gʷrʕeum uoǵom ueǵontm, tom m'ǵeʕm borom, tom dǵmenm ʔoʔḱu berontm. ʔe uēuk ʕʷeuis ʔeḱumus, ʕedǵo ʔmoi ḱēr'd ʕnerm ui'denti ʔeḱuns ʕe'ǵontm. ʔe ueukn'd ʔiḱues, ḱludi ʕʷuei, ʕedǵo nsmi ḱēr'd ui'denti, ʕnēr potis ʕʷuiom ʕulʔneʕm subi gʷermom uesti kʷrneuti, ʕʷuimus kʷe ʕulʔneʕ neʔsti. to'd ḱeḱluus ʕʷeuis pleʕnom bēu'g.

#### Schleichers Fabel etwa 2000 Jahre später, in frühem Urgermanisch
Im zweiten und noch im frühen ersten Jahrtausend vor Christus hätte Schleichers Fabel nach den Forschungen von Don Ringe und Wolfram Euler etwa so gelautet:
Owis ékwōs-kʷe Owis, kʷóso wulná ne wóse, ékwons konsókʷe, óinon gurún wógʰonon wégʰontun, ánteron mégelon bʰóron, tritjón gʰumónun bʰérontun. Owis ékwonmis gʷóte: „Kérdun konánghjetoi mes sékʷonti ékwons gʰumónun ágontun.“ Ekwōses gʷētúnd: „Konkóusije, ówei, kérdun konángʰjetoi unses sékʷontumis: gʰumó, pótis ówjon wulnán ses gʷʰormón wéstron gʷʰórjeti; óvimis wulná né ésti.“ Tód konkóusijonts ówis agrón tlóuke.
Es fällt auf, dass hier viele Wörter noch auf der zweiten Silbe betont werden, weil die für das spätere Germanisch typische Verlagerung der Betonung auf die Stammsilbe damals noch nicht vollzogen war.

#### Schleichers Fabel etwa 3500 Jahre später, in (spätem) Urgermanisch
Es gibt auch Übertragungen dieser Fabel in die (spät)urgermanische Sprache (um 100 v. Chr.), etwa durch die Linguisten Carlos Quiles Casas (2007) und Wolfram Euler (2009). Nachfolgend die Version von Euler:
Awiz eχwōz-uχe. Awis, þazmai wullō ne wase, eχwanz gasáχwe, ainan kurun waganan wegandun, anþeran mekelōn burþīnun, þridjanōn gumanun berandun. Awiz eχwamiz kwaþe: „Χertōn gaángwjedai mez seχwandi eχwanz gumanun akandun.“ Eχwōz kwēdund: „Gaχáusî, awi, χertōn gaángwjedai unsez seχwandumiz: gumō, faþiz awjōn wullōn sez warman westran garwidi; avimiz wullō ne esti.“ Þat gaχáusijandz awiz akran þlauχe.

## Vom westlichen Indogermanisch zum frühen Urgermanisch

### Einwanderung indogermanischer Gruppen nach Mitteleuropa

Ungefähre Verbreitung der Schnurkeramik; nach Osten die Jamnaja-Kultur und Kugelamphoren-Kultur, nach Süden die Badener Kultur

Im Laufe des 3. Jahrtausends vor Christus wanderten in mehreren Wellen indogermanische Gruppen nach Mitteleuropa ein und etablierten dort die Bronzeherstellung. Diese Expansionsbewegung wurde bereits im 19. Jahrhundert mit der Ausbreitung der Schnurkeramiker in Verbindung gebracht, da diese Kultur die Bronzeverarbeitung, das domestizierte Pferd sowie Rad und Wagen kannte – alles Merkmale (auch) der Indogermanen ab dem späten 4. Jahrtausend vor Christus. Im 20. Jahrhundert wurde diese Theorie teilweise in Frage gestellt, in den letzten Jahren aber durch humangenetische Untersuchungen und Vergleiche wieder klar bestätigt. Eine etwas später, ab etwa 2300 v. Chr., in Mitteleuropa gut belegte Gruppe ist die sog. Aunjetitzer Kultur mit zusätzlichen Merkmalen einer indogermanischen Identität, insbesondere bei den Bestattungssitten. Es gilt unter Prähistorikern und Linguisten heute als nahezu sicher, dass die Träger dieser beiden Kulturen (und vielleicht weitere, unbekannte Gruppen) westlich-indogermanische Idiome sprachen, aus denen später die keltischen, italischen und germanischen Sprachen hervorgegangen sind.

### Die Aufgliederung des westlichen Indogermanischen
Die Trennung des frühesten Germanischen vom frühesten Italokeltischen kann kaum früher als im späten 3. Jahrtausend v. Chr. geschehen sein, weil die rekonstruierbaren Protosprachen, insbesondere das inzwischen gut erforschte früheste Germanische noch einen so altertümlichen Charakter hatten, dass eine frühere Aufspaltung des westlichen Indogermanischen wenig plausibel wäre. Diese Aufspaltung kann aber auch kaum nach Mitte des 2. Jahrtausends v. Chr. geschehen sein, weil insbesondere die italischen Sprachen bis zum Beginn ihrer Überlieferung im 7. Jahrhundert v. Chr. noch eine sehr starke (und in sich vielfältige) Veränderung durchlaufen haben, die kaum weniger als ein Jahrtausend gedauert haben kann. Deswegen wird in der aktuellen Literatur als wahrscheinlichster Zeitraum der Ausgliederung des frühesten Germanischen aus dem westlich-indogermanischen Dialektkontinuum das frühe 2. Jahrtausend v. Chr., also die frühe Bronzezeit, angenommen. Weitere Abgleiche mit den baltischen Sprachen, mit denen das Germanische eine kleine Zahl spezifischer Gemeinsamkeiten teilt, machen eine Aufspaltung später als im frühesten 2. Jahrtausend vor Christus zusätzlich unwahrscheinlich.

### Der Charakter des frühen Urgermanischen vor der ersten Lautverschiebung

#### Grundsätzliche Fragen
Seit längerem ist bekannt, dass die Erste Lautverschiebung, die das phonologische System des Germanischen am stärksten verändert hat, nach etwa 500 v. Chr. geschehen sein muss. Denn eine Reihe keltischer und (mutmaßlich) skytischer Lehnwörter im Germanischen, die nicht früher entlehnt worden sein können, haben die Veränderungen der Ersten Lautverschiebung alle noch mitvollzogen. Die Forschung des 19. und 20. Jahrhunderts war aber auf die Rekonstruktion eines Sprachzustandes fokussiert, der zwar alle in den germanischen Einzelsprachen feststellbaren Archaismen enthält, aber zugleich den letzten Zustand vor der Aufspaltung dieser Einzelsprachen aus der rekonstruierbaren Vorform beschreibt. Dieser Ansatz führte zu einem Sprachzustand, wie er für das 2. Jahrhundert v. Chr. angenommen werden kann, weil erst ab etwa dieser Zeit sich das Gotische aus dem Zusammenhang der germanischen Idiome getrennt und seitdem eigenständig entwickelt hat.
Dieser „urgermanisch“ genannte Sprachzustand ist heute intensiv erforscht und wird gut verstanden, wobei es auch hier noch offene Fragen gibt. Eine davon ist, in welchem Maße dieses Urgermanisch der späten Latènezeit bereits dialektal gegliedert war. Bis ins späte 20. Jahrhundert nahm die Forschung mehrheitlich Homogenität an (u. a. weil die frühesten Runeninschriften des 2. bis 4. Jahrhunderts n. Chr. noch so gut wie keine regionalen Unterschiede aufweisen), heute gilt hingegen eine (deutliche) regionale, d. h. dialektale Gliederung als weitaus wahrscheinlicher. Nimmt man aber Dialekte an, dann ist es möglich, dass ein Teil der von der traditionellen Forschung für das gesamte urgermanische Gebiet postulierten Archaismen im 2. Jahrhundert v. Chr. nur noch in Teilbereichen vorhanden waren. Beispiele dafür sind das Mediopassiv, der Vokativ und der Dual (nur belegt im Gotischen, 4. Jahrhundert n. Chr.) einerseits und die archaischen mi-Verben, der Instrumental und sehr wahrscheinlich Relikte des Aorist (nur im Westgermanischen, 8. Jahrhundert n. Chr.) andererseits. Alle sechs Phänomene müssen einst in der gesamten Germania bestanden haben, denn sie sind erkennbar alt. Es ist aber unklar, ob dies noch im 2. Jahrhundert v. Chr. der Fall war oder ob einige dieser Archaismen regional bereits zu diesem Zeitpunkt verloren waren. 
Umgekehrt ist überaus wahrscheinlich, dass zu diesem Zeitpunkt noch etliche Archaismen zumindest in Teilen des germanischen Gebiets vorhanden waren, die bei Beginn der Überlieferung der Einzelsprachen nirgendwo mehr greifbar waren. Durch genauen Vergleich des belegten Materials bei immer besserem Verständnis der Veränderungsprozesse vom (westlichen) Indogermanischen über die verschiedenen Phasen des Germanischen bis zu den belegten Einzelsprachen kann heute sogar für einige im Germanischen ganz verloren gegangene Elemente des Indogermanischen aufgezeigt werden, dass ein eher später Verlust wahrscheinlich ist.

#### Der Begriff „urgermanisch“ und seine Differenzierungen
Wie erwähnt begann erst im 21. Jahrhundert die systematische Erforschung des vorangegangenen Sprachzustandes, der vom frühen 2. bis zum eher späten 1. Jahrtausend v. Chr. kaum weniger als 1600 Jahre lang bestanden hat, natürlich mit vielen Veränderungen in dieser langen Zeit. Erst damit kam ins Bewusstsein, dass der Begriff „urgermanisch“, den die Linguistik so lange nur für den Sprachzustand nach Vollzug von Erster Lautverschiebung, Verners Gesetz und Akzentverlagerung auf die Stammsilbe verwendet hat, womöglich treffender auf den langen Zeitraum davor anzuwenden wäre. Momentan behilft sich die Wissenschaft hier mit dem Begriff „frühes Urgermanisch / Frühurgermanisch“ bzw. „Pre-Proto-Germanic“. Gesichert ist, dass die Kulturen der nordischen Bronzezeit im südlichen Skandinavien und in Norddeutschland sowie die eisenzeitliche Jastorf-Kultur im südlichen Dänemark, Norddeutschland und Teilen Mitteldeutschlands – lange vor der Ersten Lautverschiebung – germanisch waren.

### Die wichtigsten Veränderungen in der Zeit des frühen Urgermanischen

#### 1. Phonologie (Lautsystem)
Die wichtigsten frühen Veränderungen im Konsonantismus vom Indogermanischen zum frühen Germanischen waren nach heutigem Forschungsstand:
- Der Verlust der indogermanischen Laryngale (mit nur wenigen Reflexen im germanischen Vokalismus),
- die Vokalisierung der indogermanischen silbentragenden Nasale und Liquida zu *um, *un, *ul, und *ur,
- der Verlust der palatalen Plosive *ḱ, *ǵ und *ǵʰ bzw. ihr Zusammenfallen mit den velaren Plosiven *k, *g und *gʰ.

Über den frühen Zeitpunkt dieser drei Innovationen besteht weitgehend Konsens, ebenso darüber, dass das früheste Germanisch insgesamt – zumindest hinsichtlich seiner Phonologie – einen konservativen Charakter hatte. Im Vokalismus unterschied es sich sogar noch fast gar nicht vom Proto-Indogermanischen und kann deswegen noch lange als westlich-indogermanischer Dialekt bezeichnet werden, auch nach vollzogener Trennung vom Proto-Italokeltischen. Bei anderen phonologischen Innovationen besteht kein Konsens über ihre relative Datierung: Beispielsweise datiert Ringe die Assimilation von *nw zu nn und von *ln zu ll deutlich früher als Euler.

#### 2. Morphologie (Formensystem)
Mehrere Formenkategorien, die für die indogermanische Protosprache sicher erschlossen werden können, sind in den belegten germanischen Einzelsprachen nur noch in Relikten vorhanden oder fehlen ganz. Sie müssen also in der Zwischenzeit verloren gegangen sein und teilweise ist es möglich, Aussagen darüber zu treffen, ob der Verlust eher in früh- oder späturgermanischer Zeit erfolgt ist. Die wichtigsten Beispiele sind:
- Der Dual fehlt in der Nominalflexion der germanischen Sprachen ganz und ist bei den Pronomina nur noch in Spuren vorhanden. In der Verbalflexion war der Dual im Gotischen mit reduziertem Formenbestand erhalten. Dieser Verlust ist wahrscheinlich zu einem großen Teil bereits in der Frühzeit eingetreten.
- Im Kasussystem des Germanischen leben der Vokativ und der Instrumental nur noch in Resten weiter. Vom indogermanischen Ablativ finden sich nur noch vage Reflexe im Gotischen. Der ererbte Dativ und Lokativ des Singulars sind im Germanischen verschmolzen, wobei überwiegend alte Lokativformen die dativische Funktion mit übernommen haben; im Plural ist der Dativ mit dem Instrumental vermischt. Dieser sog. Synkretismus hat vermutlich früh begonnen, insbesondere mit der Fusion von Dativ und Lokativ und der Erosion bzw. dem Verlust des Ablativs.
- In der Nominalflexion (einschließlich Pronomina und Adjektive) finden sich im Germanischen Relikte mehrerer Stammklassen, die im Indogermanischen noch weit häufiger waren, darunter Wurzelnomina auf Langvokal und Langdiphthong, Konsonantstämme, Neutra auf -s, dazu sog. u-Adjektive, Adjektive mit Stammauslaut -i- sowie Partizipien mit n-Stamm und Relikte ehemaliger präteritaler Aktivpartizipien. Hier sind für einzelne Verluste Plausibilitätsüberlegungen zur (relativen) Datierung möglich, vieles bleibt offen.
- Das nur im Gotischen – und auch dort nur im Präsens – erhaltene Mediopassiv ist erkennbar eine Reliktkategorie mit ehemals größerem Formenbestand. Das Paradigma kann für das Frühurgermanische weitgehend erschlossen werden, der Zeitpunkt des Verlusts ist unklar.
- Im Westgermanischen wiederum finden sich deutliche Spuren des indogermanischen Aorists (des asigmatischen Aorists und Reste des Wurzelaorists). Dieser Verlust ist wahrscheinlich spät eingetreten, wie neue Forschungen über die Umgestaltung des Verbalsystems im frühen Germanischen nahelegen[19]. Mehrere Aorist-Paradigmata können noch für die späturgermanische Zeit rekonstruiert werden, eines sogar im Optativ.
- Schließlich finden sich im Germanischen bei noch fünf häufig gebrauchten Verben Reste der alten athematischen Flexion, nämlich bei den Verben für sein, tun, gehen, stehen und wollen (sog. Wurzelverben). Der Umstand, dass die entsprechenden Relikte über das West- und Ostgermanische verteilt sind und die entsprechenden Verbformen in den germanischen Einzelsprachen deutlich voneinander abweichen, deutet auf einen eher späten Verlust.

#### 3. Lexikon (Wortschatz)
Hinsichtlich des Wortschatzes sind die germanischen Sprachen generell eher konservativ. Ein sehr großer Teil des germanischen Lexikons kann auf indogermanische Wurzeln zurückgeführt werden und umgekehrt findet ein großer Teil des indogermanischen Lexikons zumindest in einzelnen germanischen Sprache Fortsetzer, und sei es in Reliktformen. Die Annahme von Sigmund Feist (1865–1943), dass rund ein Drittel des germanischen Wortschatzes keine oder keine sichere indogermanische Etymologie habe, gilt als ganz widerlegt. Auf dieser Annahme aufbauend hat Feist ab 1910 die sogenannte Germanische Substrathypothese entwickelt, die seit längerem ebenfalls als widerlegt gilt.
Es bleiben allerdings bis heute eine Reihe auffälliger Lexeme im Germanischen ohne klare indogermanische Etymologie, darunter Blut, Bein (mit der alten Bedeutung "Knochen", vgl. engl. bone), Hand, Regen, Stein, gut, trinken u. a. m. Diese haben im späten Urgermanischen gelautet *blōþą, *bainą, *handuz, *regną, *stainaz, *gōdaz, *drinkaną. Frühurgermanische Formen dieser Lexeme lassen sich nicht bzw. nur sehr hypothetisch erschließen, weil sichere außergermanische Vergleichsformen fehlen; eben deswegen ist unklar, ob diese Wörter im frühen Germanischen schon existiert haben. Der Wandel des Lexikons verteilt sich vermutlich nicht gleichmäßig über die beiden Hauptphasen des Urgermanischen vor und nach der Ersten Lautverschiebung; infolge der konservativen Phonologie des frühen Urgermanischen ist vielmehr davon auszugehen, dass in dieser Zeit auch nur vergleichsweise wenige sog. Erbwörter verloren gegangen sind.

### Religion, Gesellschaft und Alltagskultur im Reflex der frühurgermanischen Sprache
Aus dem bronze- und vorrömisch-eisenzeitlichen Mitteleuropa sind keinerlei historische Aufzeichnungen erhalten. Dennoch ist die Archäologie nicht die einzige Erkenntnisquelle über Religion, Gesellschaft, Landwirtschaft, natürliche Umwelt, Handwerk und Alltagskultur in dieser Zeit. Auch mit rein philologischen Methoden sind gewisse Aussagen über diese Lebensbereiche möglich. Beispielsweise kann klar aufgezeigt werden, dass der religiöse Kult um die Eiche als Lebensbaum sehr alt ist und mindestens bis in die frühurgermanische, aber wahrscheinlich bis in die alteuropäisch-indogermanische Zeit zurückreicht. Lexikalische Vergleiche legen nahe, dass in der Frühzeit nicht etwa Wotan, sondern *Tīwaz (älter *Teiwaz aus frühurgermanisch *Dejwós) der höchste Gott der Germanen war (wie bis in die römische Zeit hinein bei den Semnonen und noch danach bei den Alamannen). Ebenso ist erkennbar, dass manche Tote unter Grabhügeln bestattet wurden (es gab ein eigenes Wort dafür: späturg. *hlaiwą aus frühurg. *klojwon) und dass es die Vorstellung eines jenseitigen Aufenthaltsortes der gefallenen Krieger gab. Weiter deuten solche Vergleiche darauf hin, dass die Gerste weit früher angebaut wurde als der Hafer und die meisten anderen Getreidearten (archäologisch bestätigt), dass Schaf und Hund früher domestiziert wurden als Rind und Pferd (ebenfalls archäologisch bestätigt) und dass Haustüren schon zu einer sehr frühen Zeit oft zweiflügelig waren, denn das entsprechende Wort ist ein alter Dual. Ähnliche Aussagen sind möglich über einige Werkzeuge, Waffen und landwirtschaftliche Geräte. Der lexikalische Befund deutet schließlich an, dass Waisenkinder kaum Rechte hatten und mitunter als Sklaven verkauft wurden und dass die Gesellschaft patriarchalisch organisiert war; es gab aber auch ein Wort für "Herrscherin" und es gab weibliche Gottheiten.
Interessanterweise zeigt die Linguistik auch, dass der "typisch germanische" Stabreim offenbar nicht in die Frühzeit des Germanischen zurückreicht. Er funktioniert nämlich kaum ohne die Initialbetonung, die aber erst recht spät, in der Latènezeit, aufgekommen ist.

## Das spätere Urgermanisch nach der Ersten Lautverschiebung

### Kontroversen um die Herkunft der Germanen
Auf den Mediziner Ludwig Wilser geht die Theorie zurück, dass sich die Urheimat der Urgermanen im heutigen Dänemark und den angrenzenden Teilen Südschwedens und Norddeutschlands befunden habe. Wilser vertrat diese Theorie ab 1885, zuvor wurde ganz überwiegend eine mitteleuropäische Urheimat der Vorfahren der Germanen angenommen, so bereits im Jahre 1696 von Gottfried Wilhelm Leibniz. Wilsers Theorie wurde ab etwa 1895 durch den prominenten Prähistoriker Gustaf Kossinna übernommen und setzte sich daraufhin durch, sie ist aber bis heute umstritten. 

### Benachbarte Sprachgruppen
Südöstlich dieser prägermanischen Gebiete, vermutlich in Böhmen und daran östlich und südlich angrenzenden Gebieten, lebten im 2. Jahrtausend vor Christus wahrscheinlich Vorfahren der späteren Italiker. Direkt südlich und südwestlich des germanischen Gebietes hingegen lebten keltische Stämme beziehungsweise deren Vorfahren.

Expansion germanischer Völker vor unserer Zeitrechnung – Kenntnisstand um 1990; nach aktuellem Forschungsstand war ein großer Teil des dunkelblauen und auch ein Teil des grauen Gebietes um 1000 v. Chr. (und lange davor) bereits germanisch besiedelt

Gegen Ende des 2. Jahrtausends v. Chr. zogen die Präitaliker nach Süden und siedelten sich im heutigen Italien an, wo Teile von ihnen später die Stadt Rom und das Römische Reich gründeten. Die einst am ehesten präitalischen Gebiete wurden von germanischen Stämmen erst ab dem 1. Jahrhundert vor Christus besiedelt. Die Ausbreitung der Germanen im 1. Jahrtausend vor Christus in Mitteleuropa geschah hingegen überwiegend auf Kosten bis dahin mutmaßlich keltischer Gebiete. Dies gilt vor allem für die Gebiete zwischen Ems und Rhein und für die Ausbreitung nach Süden bis zum Main und weiter bis zur Donau. Vermutlich in der La-Tène-Zeit wurden die seit jeher bestehenden Kontakte mit den Kelten intensiver, wobei damals die Kelten kulturell und wohl auch militärisch ihren nördlichen Nachbarn zunächst überlegen waren. Kontakte mit keltischen Stämmen in dieser Zeit führten zur Aufnahme vieler neuer Wörter in die urgermanische Sprache, zum Beispiel auf dem Gebiet von Politik (das Wort „Reich“), Gesellschaft (das Wort „Amt“), Technik (das Wort „Eisen“), Bekleidung (das Wort engl. „breeches“ = Hose) und Recht (vgl. altirisches oeth, altsächsisches āth und althochdeutsches eid – Eid, oder altirisches licud, gotisches leihwan und althochdeutsches līhan – leihen).
Das Ergebnis der Kontakte der Germanen mit slawischen und baltischen Stämmen im Osten sind Wörter wie Gold (aus späturgermanisch *gulþą < westl.-idg. *ǵʰĺ̥h₃tom, vgl. polnisch złoto, tschechisch zlato aus proto-slawisch *zolto) und tausend (vgl. gotisch þūsundi < späturgermanisch *þūsundī, vgl. polnisch tysiąc, litauisch tukstantis), weitere Beispiele sind die Worte Roggen und Leute. Bei diesen spezifisch germanisch-slawischen Gemeinsamkeiten ist oft unklar, wer von wem entlehnt hat. Andere Nachbarn der Germanen im Osten waren zeitweise die Veneter, von denen ein Teil nach Angaben antiker Schriftsteller an der mittleren Weichsel lebte.

### Entstehung des späten Urgermanischen: Die wichtigsten Veränderungen
Die germanische Sprache bildete sich aus dem Indogermanischen im Laufe eines langsamen Prozesses heraus, der in der ersten Hälfte des 2. Jahrtausends einsetzte und ein bis zwei Jahrtausende dauerte. Die Änderungen, die viel später zur Entstehung des späteren Urgermanischen führten, betrafen vor allem die Phonologie (Lautlehre).

#### Akzentverlagerung auf die Stammsilbe
Während der Akzent bei den Germanen, wie in anderen indogermanischen Sprachzweigen, anfangs noch auf unterschiedlichen Silben liegen konnte – was auch Bedeutungsunterschiede bezeichnete – setzte sich bei ihnen später der Akzent auf der Stammsilbe durch. Meistens war dies die erste Silbe eines Wortes, es gibt aber auch unbetonte Vorsilben. Diese Form des Wortakzents gilt bis heute im Deutschen und in den anderen lebenden germanischen Sprachen. In manchen Sprachen (zum Beispiel im Russischen) blieb der Akzent wie im Indogermanischen beweglich, das heißt, er kann auf verschiedene Silben morphologischer Formen eines Wortes fallen. Dasselbe galt für Griechisch und Latein sowie bis heute in der Verbalflexion der romanischen Sprachen (vgl. ital. amo / frz. j'aime „ich liebe“ mit Betonung auf der ersten Silbe gegenüber amiamo / nous aimons „wir lieben“ mit Betonung auf der zweiten Silbe). Ganz analoge Betonungsverhältnisse bestanden noch im frühen Urgermanischen (*ézmi „ich bin“ neben *ezumé „wir sind“), aber nicht mehr im späteren Urgermanisch wo diese Formen – jeweils mit Akzent auf der ersten Silbe – *immi und *izum lauteten.
Die Initialbetonung führte allmählich zur Abschwächung von Silben ohne Akzent, zunächst vor allem von Endsilben, und bewirkte viele Änderungen im morphologischen System bereits ab der urgermanischen Zeit und später in den germanischen Einzelsprachen. Überholt ist dagegen die Ansicht, dass die Initialbetonung auch zu größeren Änderungen im Lautsystem geführt hätte. Insbesondere stellen nur noch sehr wenige Wissenschaftler einen Zusammenhang mit der ersten Lautverschiebung her. Dies schon deswegen, weil die Betonung im Germanischen mit Sicherheit erst nach der Geltung des Vernerschen Gesetzes auf die Stammsilbe übergegangen sein kann, die meisten Altgermanisten diesen Vorgang aber seinerseits später datieren als die Erste Lautverschiebung.

#### Erste Lautverschiebung
Von allen Änderungen im Lautsystem hat die so genannte Erste Lautverschiebung (auch bekannt als Grimmsches Gesetz) die Entwicklung der germanischen Sprachen am stärksten geprägt. Dieser Prozess, dessen genauer Ablauf bis heute nicht völlig geklärt ist, setzte nach 500 v. Chr. ein und war im Westen der Germania, insbesondere am Niederrhein, wohl erst um Christi Geburt abgeschlossen. Er umfasste drei Änderungen im Konsonantensystem:
1. Indogermanische stimmlose Verschlusslaute (p, t, k, kʷ) wurden zu stimmlosen Frikativen (f, þ, h, hw).
2. Indogermanische stimmhafte Verschlusslaute (b, d, g, gʷ) wurden zu stimmlosen Verschlusslauten (p, t, k, kʷ).
3. Indogermanische aspirierte Verschlusslaute (bʰ, dʰ, gʰ, gʷʰ) wurden zu stimmhaften Frikativen und dann zu stimmhaften Verschlusslauten (b, d, g, gw, dann w).

Die folgende Tabelle gibt eine Übersicht über die Änderungen infolge der Ersten Lautverschiebung:
| Wechsel                                                                    | nicht-germanische / unverschobene Bsp.                                                                                              | germanische / verschobene Bsp. |
| -------------------------------------------------------------------------- | --- | --- |
| *p→f                                                                       | 1) Altgr.: πούς (pūs), Lat.: pēs, pedis, Sanskrit: pāda, Russ.: под (pod), Lit.: pėda; 2) Lat.: piscis                              | 1) Engl.: foot, Deutsch: Fuß, Got.: fōtus, Isländ., Färöisch: fótur, Dän.: fod, Norw., Schwed.: fot; alle aus späturgerm. *fōts < frühurg. = idg. *pṓds 2) Engl.: fish, Deutsch: Fisch, aus späturg. *fiskaz < frühurg. *piskos < west.-idg. *pisḱos |
| *t→þ                                                                       | Altgr.: τρίτος (tritos), Lat.: tertius, Gaelic treas, Irisch: tríú, Sanskrit: treta, Russisch: третий (tretij), Litauisch: trečias  | Englisch: third, Althdt.: thritto, Gotisch: þridja, Isländ.: þriðji, alle aus späturg. *þridjô < frühurg. *tretjós < idg. *tr̥tyós |
| *k→χ (χ wurde später zu h, was nichts mit der Lautverschiebung zu tun hat) | 1) Altgr.: κύων (kýōn), Lat.: canis, Gälisch, Irisch: cú; 2) Lat.: capio; 3) Lat.: cord-                                            | 1) Engl.: hound, Niederl.: hond, Dt.: Hund, Gotisch: hunds, Isländisch, Färöisch: hundur, Dän., Norw., Schwed.: hund; alle aus späturg. *χundaz < frühurg. *kuntós < idg. *ḱwn̥tós 2) Got.: hafjan; 3) Engl.: heart, dt. Herz; beide aus späturg. *χertô < frühurg. *kérdun < idg. *ḱérd |
| *kʷ→χʷ (auch hier wurde χ später zu h)                                     | Lat.: quod, Gälisch: ciod, Irisch: cad, Sanskrit: ka-, kiṃ, Russisch: ко- (ko-), Litauisch: ką                                      | Engl.: what, Gotisch: ƕa („hwa“), Dänisch hvad, Isländisch: hvað, Färöisch hvat, Norw.: hva; alle aus späturg. *χʷat < frühurg. = idg. *kʷód |
| *b→p                                                                       | 1) Lat.: verber < proto-ital. *werβos < idg. *werbʰ- 2) Lit.: dubùs < *dubus < idg. *dʰéwbʰus                                       | Engl.: warp; Schwed.: värpa; Niederl.: werpen; Isländ., Färöisch: varpa, Gotisch wairpan; alle aus späturg. *werpaną Got.: diups < späturg. *deupaz < idg. *dʰewbʰnós |
| *d→t                                                                       | Lat.: decem, Griech.: δέκα (déka), Gaelisch, Irisch: deich, Sanskrit: daśan, Russ.: десять (des’at), Litauisch: dešimt;             | Engl.: ten, Niederl.: tien, Gotisch [wie späturg.]: taíhun, Isländisch: tíu, Färöisch: tíggju, Dän., Norw.: ti, Schwed.: tio; alle aus späturg. *teχun, älter *teχunt < frühurg. *dékund < idg. *déḱm̥t |
| *g→k                                                                       | 1) Lat.: gelū; 2) Lat.: augeō | 1) Engl.: cold, Niederl.: koud, Deutsch: kalt, Isländ., Färöisch: kaldur, Dän.: kold, Norw.: kald, Schw.: kall; alle aus späturg. *kaldaz < frühurg. *goltós 2) Got.: aukan < späturg. *aukaną < frühurg. *aug- < idg. *h₂éwgeti |
| *gʷ→kw                                                                     | Litauisch: gyvas | Engl.: quick, Friesisch: quick, queck, Niederl.: kwiek, Gotisch: qius, Altnorw.: kvikr, Norw. kvikk Isländ., Färöisch: kvikur, Schwed.: kvick alle aus späturg. *kwikwaz, älter *kwiwaz < frühurg. *gʷiwós < idg. gʷih₃wós |
| *bʰ→b                                                                      | Lat.: frāter, Altgr.: φρατήρ (phrātēr), Sanskrit: (bhrātā), Russ.: брат (brat), Litauisch: brolis, Altkirchenslaw.: братръ (bratru) | Engl.: brother, Niederl.: broeder, Deutsch: Bruder, Gotisch: broþar, Isländ., Färöisch: bróðir, Dän., Schwed.: broder, Norw. bror alle aus späturg. *brōþēr < frühurg. *bʰrātēr < idg. *bʰréh₂tēr |
| *dʰ→d                                                                      | Irisch: doras, Sanskrit: dwār, Russ.: дверь (dver), Litauisch: durys                                                                | Engl.: door, Friesisch: doar, Niederl.: deur, Gotisch: daúr, Isländ., Färöisch: dyr, Dän., Norw.: dør, Schwed.: dörr; teilw. aus späturg. *durz f. (eine Rückbildung letztlich aus idg. *dʰurih₁, ein Neutrum Dual), daraus deutsch Tür, teilweise aus späturg. *durą n. < frühurg. *dʰurom n. < idg. *dʰwer-, daraus deutsch Tor |
| *gʰ→g                                                                      | 1) Lat. [= proto-ital.]: hostis < früheres protoitalisch *χostis < idg. gʰóstis 2) Russ.: гусь (gus)                                | 1) Got.: gasts aus späturg. *gastiz aus frühurg. = idg. gʰóstis 2) Engl.: goose, Friesisch: goes, Niederl.: gans, Deutsch: Gans, Isländ.: gæs, Färöisch: gás, Dän., Norw., Schwed.: gås alle aus späturg. *gans < frühurg. *gʰans < idg. ǵʰh₂éns |
| *gʷʰ→gw→w                                                                  | 1) Sanskrit: gʰarmá 2) [Tocharisch] A: kip, B: kwípe (vulva)                                                                        | 1) Got. = engl.= deutsch: warm alle aus späturg. *warmaz < frühurg. *gʷórmos < idg. *gʷʰórmos 2) Engl.: wife, Proto-Germanisch: wiban (vom vorherigen gwiban), Altsächs., Altfriesisch: wif, Niederl.: wijf, Althochdeutsch: wib, Deutsch: Weib, Altnorw.: vif, Isländ.: víf, Färöisch: vív, Dän., Schwed., Norw.: viv, alle aus späturg. *wībą evtl. aus frühurg. = idg. *gʰwíbʰ- [über diese Etymologie und die Verwandtschaft mit dem Tocharischen besteht wissenschaftlich kein Konsens] |

#### Vernersches Gesetz
Die genauen Abläufe dieser Veränderungen waren allerdings komplizierter als es die obige Tabelle erkennen lässt. Im 19. Jahrhundert fand die Altgermanistik außerdem lange keine Erklärung für eine Reihe von (vermeintlichen) Ausnahmen von der Ersten Lautverschiebung, bis der dänische Linguist Karl Verner im Jahre 1877 die als Vernersche Gesetz bekannte Lösung fand: Wenn im Indogermanischen der Akzent auf eine Silbe fiel, die den stimmlosen Verschlusslauten p, t, k, kʷ folgte, wandelten sie sich diese im Germanischen nicht zu den stimmlosen Frikativen f, þ, h, hw (wie oben dargestellt), sondern zu stimmhaften ƀ, đ, ǥ, ǥʷ. Diese Erklärung setzt voraus, dass die Erste Lautverschiebung vor dem Übergang zum Stammsilbenakzent erfolgt sein musste – genauer gesagt: Ein Teil dieses Lautwandels muss vorher erfolgt sein, der Hauptteil kann auch später geschehen sein. Mehrere Autoren gehen heute davon aus, dass als erster Teil der Lautverschiebung zunächst die indogermanisch ererbten Tenues p, t und k sowie der Labiovelar kʷ aspiriert wurden, weil unter dieser Annahme der weitere Ablauf von Lautverschiebung und Vernerschem Gesetz einfacher zu erklären sei.
Beispiele für das Vernersche Gesetz (unabhängig von der letztgenannten Überlegung) werden in folgender Tabelle dargestellt, wo griechische Wörter (in denen die indogermanischen Laute nicht verschoben wurden) mit gotischen Wörtern verglichen sind:

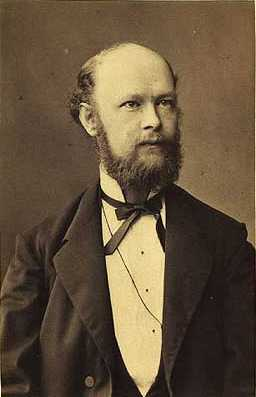
Karl Verner, der das Vernersche Gesetz formulierte.

| Wechsel | Griechische / unverschobene Bsp. | Germanische (gotische) / verschobene Bsp. |
| ------- | -------------------------------- | ----------------------------------------- |
| *p→ƀ    | έπτά [heptá]                     | sibun (sieben)                            |
| *t→đ    | πατήρ [patér]                    | fadar (Vater)                             |
| *k→ǥ    | δεκάς [dekás]                    | -tigjus (Zehner, -zig)                    |

#### Änderungen im Verbalsystem
Außer diesen Unterschieden in der Phonologie kam es im Germanischen zu Änderungen auch in anderen Teilen des Sprachsystems, vor allem im Gebrauch der Verben. Im Indogermanischen spielte zuerst der Aspekt eine wichtige Rolle. Diese verbale Kategorie, die als imperfektiver Aspekt bzw. perfektiver Aspekt erscheinen kann (vgl. I sang a song und I was singing a song im Englischen, beide Sätze werden ins heutige Deutsch gleich übersetzt: „ich sang ein Lied“), begann als Sprachkategorie im Germanischen zu verschwinden; aus Formunterschieden, die sich auf den Aspekt bezogen, wurden allmählich Verbformen, die zeitliche Unterschiede (Präsens und Präteritum) darstellten.
Eine andere wichtige Änderung im morphologischen System war die Entstehung der schwachen Verben, die heute das Präteritum mit -te bilden (vgl. die modernen Formen „ich machte“, „ich arbeitete“ im Unterschied zu den starken Verben „ich ging“, „ich kam“).

## Die westgermanisch-voralthochdeutsche Sprache der Völkerwanderungszeit

### Wanderungen germanischer Stämme
Die urgermanische Sprache war von Anfang an nicht homogen, sondern regional differenziert. Die westgermanischen Dialekte des Germanischen haben etwa vom 2./3. bis zum 5./6. Jahrhundert, also in der Völkerwanderungszeit, eine Reihe von Innovationen gemeinsam vollzogen, allerdings teilweise zeitversetzt, außerdem gab es damals schon Sonderentwicklungen innerhalb des Westgermanischen und sekundäre Prozesse von Ausgleich und Vermischung. Diese Effekte haben in den ab dem 7./8. Jahrhundert überlieferten westgermanischen Einzelsprachen (Altenglisch, Althochdeutsch, Altsächsisch, Altfriesisch und Altniederländisch) ein unübersichtliches und oft unklares Bild hinterlassen. Bis in das ausgehende 20. Jahrhundert wurde deswegen die Existenz einer westgermanischen Sprachstufe teilweise bestritten. Die Rekonstruktion der Proto-Westgermanischen Sprache war jedenfalls viel schwieriger als die Rekonstruktion des Urnordischen und ist erst in den Jahren 2013 und 2014 in einer von der wissenschaftlichen Gemeinschaft akzeptierten Weise gelungen. Ein – wenn auch überaus kurzes, nur aus einem Wort bestehendes – Beispiel des Westgermanischen ist die Runeninschrift von Erfurt-Frienstedt.
Bereits etwa ab dem 2. Jahrhundert vor Christus hatte das Gotische (zusammen mit anderen, eng verwandten ostgermanischen Dialekten) damit begonnen sich von den verbliebenen, nordwestlichen Varianten des Germanischen zu trennen. Diese Sonderentwicklungen wurden früher mit der Abwanderung der Goten aus Südskandinavien in das Gebiet der Weichselmündung erklärt, die neueste Forschung (Stand 2025) konnte diese Migrationsbewegung mit den Mitteln der Humangenetik zwar bestätigen, sie sieht den Ort und die Ursache der Veränderungen im Ostgermanischen aber eher in keltischen Einflüssen im Gebiet des heutigen Polens. Außerdem verweist Mottausch darauf, dass erst die weitere Wanderung der Goten an das Schwarze Meer im ausgehenden 2. Jahrhundert nach Christus den Zeitpunkt markiert, bis zu dem alle gemeingermanischen (also auch im Gotischen belegten) Veränderungen vollzogen gewesen sein müssen. Das überlieferte Gotische des 4. Jahrhunderts nach Christus unterscheidet sich jedenfalls schon so deutlich vom Westgermanischen, das für dieselbe Zeit erschlossen werden kann, dass kaum weniger als 500 Jahre einer getrennten Entwicklung angenommen werden können und müssen. Bis etwa zum 1. oder 2. Jahrhundert nach Christus entwickelten sich die skandinavischen und westmitteleuropäischen Dialekte ("Nordwestgermanisch") noch gemeinsam, ab dann begann auch hier eine zunehmend getrennte Entwicklung.
Diese Unterschiede vertieften sich, als ab dem 2. Jahrhundert n. Chr. germanische Stämme begannen, in andere Gebiete abzuwandern, noch vor der eigentlichen Völkerwanderung, die erst mit dem Einfall der Hunnen um 370/374 n. Chr. einsetzte. Bereits im 2. Jahrhundert begannen die Goten aus dem Gebiet des heutigen Polens nach Südosten, in Richtung Schwarzes Meer abzuwandern. Im 3. Jahrhundert zogen die ebenfalls ostgermanischen Burgunden von ihren Wohnsitzen an Weichsel und Oder an den Rhein, an ihre Stelle traten später slawische Stämme. Im Norden wanderten im 5. Jahrhundert die Angeln, sowie viele Sachsen und Jüten nach England ab. Diese Landnahme ist historisch überliefert, nach neuen Erkenntnissen von Archäologie und Humangenetik waren daran außerdem Franken und Friesen beteiligt, worüber die schriftlichen Quellen schweigen. Die westgermanische Besiedelung Englands war kein punktuelles Ereignis, sondern ein Prozess, der bereits im frühen 5. Jahrhundert begonnen hatte und das ganze 6. Jahrhundert hindurch andauerte. Aus den westgermanischen Dialekten dieser Siedler entstand in den folgenden etwa 250 Jahren die altenglische Sprache.
Im Zentrum des westgermanischen Gebietes begann im späten 4. Jahrhundert die Expansion der Franken noch als römische Foederaten ins heutige Flandern und dann im 5. Jahrhundert bis weit nach Gallien hinein. Bis ins 5. Jahrhundert mit seinen tiefgreifenden Umbrüchen vollzogen die westgermanischen Dialekte noch gemeinsame Neuerungen, weswegen für diese Zeit eine proto-westgermanische Sprache rekonstruiert werden kann. Auch sie war zu keinem Zeitpunkt homogen, sondern wies immer regionale Unterschiede auf. Beispiele dafür sind die deutschen Worte Rad, nass und Schlüssel gegenüber englisch wheel, wet und key, die jeweils bereits im 5. Jahrhundert (und schon davor) in ihrer heutigen Bedeutung bestanden. In den meisten anderen Fällen, in denen sich das Deutsche und das Englische im Wortschatz unterscheiden, sind die Unterschiede jedoch sekundär. Beispielsweise existierten die deutschen Worte Wald, Hund, Lohn, Sieg, Luft, Du, nehmen, fragen und Hunderte weitere in etwas anderer Form alle noch im Altenglischen. Umgekehrt existierten englische Worte wie some, body, Queen (in der alten Bedeutung "Ehefrau"), towel (in der alten Bedeutung "Waschlappen"), bright, to meet, to bear, to dare, brain, awe u.v.a.m. in wiederum etwas anderer Form alle noch im Althochdeutschen.
Aus den westgermanisch-voralthochdeutschen Dialekten der Alamannen, Bajuwaren, Franken und Thüringer sowie dem nordseegermanischen Dialekt der Sachsen entwickelte sich später das Kontinuum der deutschen Dialekte (Dialektkontinuum) bis zum heutigen Standarddeutsch.

### Einfluss des Lateins auf die germanischen Sprachen

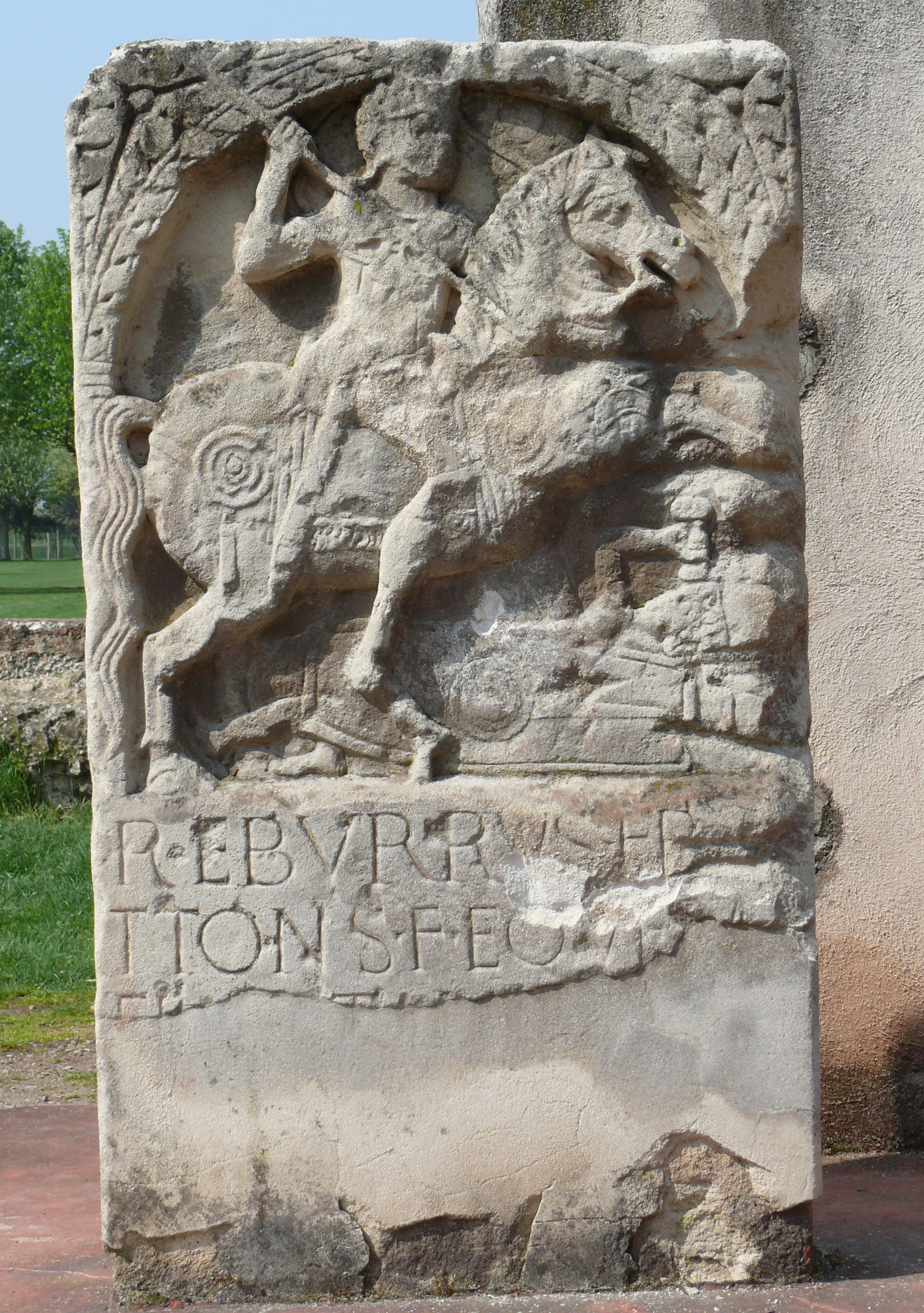
Sieg der Römer über die Germanen. Relief aus dem Archäologischen Park Xanten

Durch Kontakte mit den Römern, die ab dem Jahr 15 v. Chr. über den Rhein und die Donau vordrangen, mit germanischen Stämmen Kriege führten und die an das Römische Reich angrenzenden Gebiete mit ihrer Kultur beeinflussten, kamen viele lateinische Wörter in die germanische(n) Sprache(n). Von den drei Zweigen des Germanischen (Nord-, West- und Ostgermanisch), wurde das Westgermanische am meisten vom Lateinischen beeinflusst, weil hier der Sprachkontakt am längsten dauerte und am intensivsten war. Ein paar wenige lateinische Lehnwörter finden sich nur im Gotischen, das wegen seiner geografischen Lage auch ein paar griechische Lehnwörter aufnahm, die im Westgermanischen fehlen. Sehr gering blieb für lange Zeit der Einfluss des Lateinischen auf das Nordgermanische.
Aus dem Lateinischen stammen zum Beispiel Begriffe aus dem Bereich des Handelsverkehrs (zum Beispiel kaufen, vgl. lat. caupo – Schankwirt, cauponāri – schachern, gotisch kaupōn; Pfund, vgl. lat. pondo; Münze, vgl. lat. monēta, altnordisch mynt, altsächsisch munita). Außerdem Bezeichnungen für Handelswaren (Pfeffer, vgl. lat. pīper; Wein, vgl. vīnum), aus dem Bauwesen (Mauer, vgl. lat. mūrus; Ziegel, vgl. lat. tēgula, altsächsisch tiagla), dem Gartenbau (Kohl, vgl. lat. caulis, altnordisch kāl; Kürbis, vgl. lat. curcurbita, petersilia vgl. mittelalterliches Latein pētrosilium), dem Weinbau (Kelch, vgl. lat. calix, altsächsisch kelik; Kelter, vgl. lat. calcatūra) und der Küche (Kessel, vgl. lat. catinus, angelsächsisch cytel, ketil. Essig [< lat. acetum], Öl [< lat. oleum], Käse [< lat. caseus]; und das Wort Küche selbst, vgl. lat. coquina, angelsächsisch cycene). Weitere Lehnwörter gehören zum Bereich der Bildung: scrīban (schreiben, lat. scrībere), scuola (Schule, lat. scōla) oder der Heilkunst: arzat(er) (Arzt, lat. aus gr.: archiater). Ein Teil dieser Entlehnungen kann bereits in spätantiker Zeit geschehen sein, also vor der Christianisierung im späten 5. bis frühen 8. Jahrhundert, die viele weitere Entlehnungen ausgelöst hat (siehe unten).
Kriegerische Auseinandersetzungen und der Umstand, dass viele Germanen im römischen Heer dienten, führten zu der Übernahme vieler militärischer Begriffe. So entwickelte sich aus dem lateinischen Wort pīlum „Wurfspieß“ über westgermanisch *pīl und ahd. / mhd. pfīl das heutige Wort Pfeil; aus dem lateinischen pālus (Palisade) entstand das Wort Pfahl (im Westgermanischen, Angelsächsischen, Altfriesischen und Altsächsischen lautete das Wort (*)pāl). Auch das Wort Kampf ist lateinischer Herkunft, es geht zurück auf lat. campus „Feld, Schlachtfeld“. Dass diese Entlehnung sich etabliert hat, ist insofern überraschend, weil die germanische Sprache bereits eine reiche Synonymik für „Kampf“ hatte (vgl. noch ahd. gund, hild, wig, hadu, fechta) und weil die Germanen Mitte des 5. Jahrhunderts sich nach über 450 Jahren des Konflikts gegen das römische Reich militärisch durchsetzten. Es ist in der überlieferten Geschichte eine Ausnahme, dass eine militärisch erfolgreiche Gruppe Begriffe aus dieser Sphäre von der besiegten Seite übernimmt.
Im 3. bis 5. Jahrhundert übernahmen die Germanen unter römischem und griechischem Einfluss auch die Siebentagewoche, die letztlich orientalischen Ursprungs ist. Die germanischen (und deutschen) Namen der Wochentage sind zumeist Lehnübersetzungen der lateinischen Bezeichnungen. Die heutigen deutschen Wochentage haben folgende Etymologie:
1. Sonntag ist die wörtliche Übersetzung des lat. diēs Sōlis (Tag der Sonne), vgl. altnordisch sunnu(n)dagr, altsächsisch sunnundag, angelsächsisch sunnandæg und westgerm. *sunnōn dag.
2. Montag wurde in gleicher Weise aus lat. diēs Lūnae (Tag des Mondes) übersetzt, vgl. altnordisch mānadadagr, angelsächsisch mōn(an)dæg, altfriesisch mōnendei und westgerm. *mānini dag.
3. Dienstag, mittelniederdeutsch dingesdach, ist eine Lehnübertragung von lat. diēs Mārtis (Tag des Mars) und geht auf den mit dem latinisierten Namen Mars Thincsus belegten germanischen Gott Tyr (aus späturg. *tīwas), Beschützer des Thing, zurück, vgl. altnordisches tysdagr, vgl. westgerm. *Tīwas dag.
4. Mittwoch ist eine Lehnübersetzung aus kirchenlat. media hebdomas (Mitte der Woche) und setzte sich im Spätalthochdeutschen (mittawehha) durch. Zuvor setzte man den römischen Gott Mercurius (lat. Mercuriī diēs) dem germanischen Gott Wodan gleich, vgl. niederländisch woensdag, englisch wednesday beide aus westgerm. *Wōdanas dag.
5. Donnerstag entstand aus dem lateinischen diēs Jovis dadurch, dass der römische Gott Jupiter mit dem germanischen Gott Donar identifiziert wurde, vgl. altnordisch þōrsdagr, angelsächsisch þunresdæg, altfriesisch thunresdei und westgerm. *Þunras dag.
6. Freitag (lat. diēs Veneris) entstand auf eine ähnliche Weise – die germanische Göttin Freya wurde mit der römischen Göttin Venus identifiziert, vgl. westgerm. *Frījā dag.
7. Samstag ist ein Wort der gotisch-arianischen Mission, das aus dem Griechischen (sábbaton) und, indirekt, Hebräischen Schabbat (שבת) entlehnt wurde. Das gleichbedeutende Sonnabend wurde im Zuge der angelsächsischen Mission aufgenommen als Entsprechung von altenglisch sunnanǣfen (Vorabend des Sonntags); nach der damaligen Vorstellung begannen die Tage am jeweiligen Vorabend. Das englischen Saturday wiederum geht zurück auf westgermanisch *sāturnas dag, was genau wie bei den anderen Wochentagen eine Lehnübersetzung bzw. Lehnprägung ist aus bzw. nach lat. diēs Sāturnī.

### Runenschrift
Aus der Epoche der urgermanischen Sprache, die etwa im 2. Jahrhundert vor Chr. endete, gibt es noch keinerlei schriftliche Überlieferung. Die ersten, allesamt sehr kurzen Runeninschriften werden ins 2. Jahrhundert nach Chr. datiert, sind also rund 300 Jahre jünger. Die frühen, alle noch sehr kurzen Inschriften bis etwa zum 4. Jahrhundert weisen einen Lautstand auf, der dem des späten Urgermanischen noch nahekommt. Erst ab dem 4. Jahrhundert werden diese Inschriften häufiger und teilweise auch länger. In Mitteleuropa und in England enden diese Inschriften bereits etwa im 7./8. Jahrhundert mit der Christianisierung, in Skandinavien gibt es noch viele weitere und dann auch teilweise lange Runeninschriften bis ins 12. Jahrhundert. Sie enthalten allerdings für die Linguistik wenig Erkenntnisse, weil sie in einem späteren, aus anderen Quellen gut bekannten Sprachzustand abgefasst sind (altnordisch).
Die Runenschrift hat sich wahrscheinlich um die Zeitenwende aus den Buchstaben des nordetruskischen Alphabets entwickelt. Als Beleg dafür gilt insbesondere die Inschrift eines Helms, der 1811 in Negau (heute Negova in Slowenien) gefunden wurde und der auf die Mitte des 1. Jahrhunderts v. Chr. datiert wird – der germanische Text wurde in nordetruskischer (Runen-)Schrift aufgezeichnet. Diese Inschrift fällt allerdings räumlich und zeitlich aus dem Rahmen: Sie ist mehr als 200 Jahre älter als alle anderen bekannten Runeninschriften und sie wurde in einem Gebiet gefunden, das zum damaligen Zeitpunkt über 200 Kilometer vom germanischsprachigen Gebiet entfernt war. Die anderen, sehr alten Runeninschriften wurden außerdem überwiegend in Dänemark gefunden, etwas über 1000 Kilometer entfernt von Negau. Die Inschrift gilt in der Forschung dennoch als echt.

### Folgen der Christianisierung. Das geistig-kulturelle Leben im 5. bis 8. Jahrhundert
Nach dem wirtschaftlichen und kulturellen Niedergang, der mit dem Zerfall des Römischen Reichs einhergegangen war, begann nur langsam der Wiederaufbau des kulturellen Lebens, insbesondere durch die Christianisierung der germanischen Stämme. Mit Ausnahme der Sachsen geschah diese noch fast ganz in voralthochdeutscher Zeit, weswegen es kaum mehr althochdeutsche Texte mit heidnischem Inhalt gibt; eine Ausnahme sind die Merseburger Zaubersprüche.
Wichtigstes Datum der Christianisierung der Franken war die Taufe König Chlodwigs I. vermutlich im Jahre 496 in Reims. Im heutigen Süddeutschland und in der Schweiz begann die Christianisierung der Alemannen durch irische Mönche im 6. und 7. Jahrhundert. Sie gründeten 614 das Kloster St. Gallen, 615 das Kloster Hirsau und dann (724) das Kloster Reichenau. Im Zentrum und im Norden Deutschlands trieb vor allem der heilige Bonifatius die Christianisierung voran. Die neu gegründeten Klöster waren wichtige Zentren nicht nur des christlichen Glaubens, sondern auch der Kultur. Die Sprache der Gottesdienste war weiterhin überwiegend Latein, aber auch die westgermanisch-vordeutsche "Volkssprache" (das Wort "Deutsch" bedeutet eben "Volks-"[Sprache]) wurde verwendet, denn in lateinischer Sprache hätte die Bevölkerung die neuen christlichen Ideen nicht verstanden. Im Jahre 789, bereits in althochdeutscher Zeit, ordnete Karl der Große im Kapitular Admonitio generalis die Verwendung des Deutschen in Seelsorge und Predigt an und auf der Synode von Frankfurt im Jahre 794 wurde dem Deutschen der gleiche Rang wie dem Hebräischen, Lateinischen und Griechischen zuerkannt.
Durch die Christianisierung kam die Runenschrift außer Gebrauch und viele Begriffe heidnisch-religiösen Inhalts, die für das Germanische erschlossen werden können und vermutlich auch im Westgermanischen noch existierten, sind in den erhaltenen althochdeutschen, altsächsischen und altenglischen Texten nicht mehr belegt. Umgekehrt führte die Christianisierung zu sehr vielen Entlehnungen aus der lateinischen und zum Teil auch aus der griechischen Sprache, denn die neue Religion erforderte neue Begriffe für Vorstellungen, die den Germanen bisher unbekannt waren.
Viele dieser neuen Wörter waren Lehnbildungen, also Nachprägungen fremder Worte mit den Mitteln der eigenen Sprache. So entstand aus lat. com-mūnio die althochdeutsche gi-meini-da oder aus lat. ex-surgere das althochdeutsche ūf-stān (auferstehen). Beide Begriffe wurden erkennbar bereits in voralthochdeutscher Zeit gebildet, sind aber aus dieser Zeit noch nicht belegt.
Andere dieser Neubildungen waren Lehnbedeutungen, bei denen die Bedeutung eines Wortes aus der eigenen Sprache einem neuen Begriff angepasst wurde. Ein Beispiel ist das althochdeutsche Wort suntea, das zuerst ohne religiösen Bezug ein Verhalten bezeichnete, dessen man sich zu schämen hat. Durch die Christianisierung wurde diese Bedeutung leicht im Sinne der neuen Bedeutung Sünde verschoben. Viele weitere religiöse Begriffe wurden direkt aus dem Lateinischen übernommen, wie klōstar (Kloster, lat. claustrum), munich (Mönch, lat. monachus) und opfern, vgl. lat. offerre, altsächsisch offrōn. Beispiele für Entlehnungen christlicher Begriffe aus dem Griechischen sind die Wörter Priester, Bischof und Kirche.

### Textproben: Gotisch und rekonstruiertes Westgermanisch (4./5. Jahrhundert)
Von kurzen Runeninschriften abgesehen ist aus der Zeit vor dem 8. Jahrhundert n. Chr. nur ein einziges großes Werk in einer der germanischen Sprachen erhalten geblieben, die gotische Übersetzung der Bibel durch Bischof Wulfila aus der Zeit um 375 n. Chr. Erhalten ist davon aber nur etwas mehr als die Hälfte des Neuen Testaments und ein kleiner Teil des Alten Testaments (Prophet Nehemia). Für die Rekonstruktion des (späten) Urgermanischen ist dieser Text von zentraler Bedeutung, wobei die deutsche Sprache aber nicht auf das Gotische, eine Form des Ostgermanischen, zurückgeht. Vielmehr hat sich die gotische Sprache bereits ab etwa dem 2. Jahrhundert vor Christus von den anderen germanischen Dialekten wegentwickelt. Weiter folgt der Text des Gebets Vaterunser aus dem Matthäusevangelium (Mt 6, 9–13):

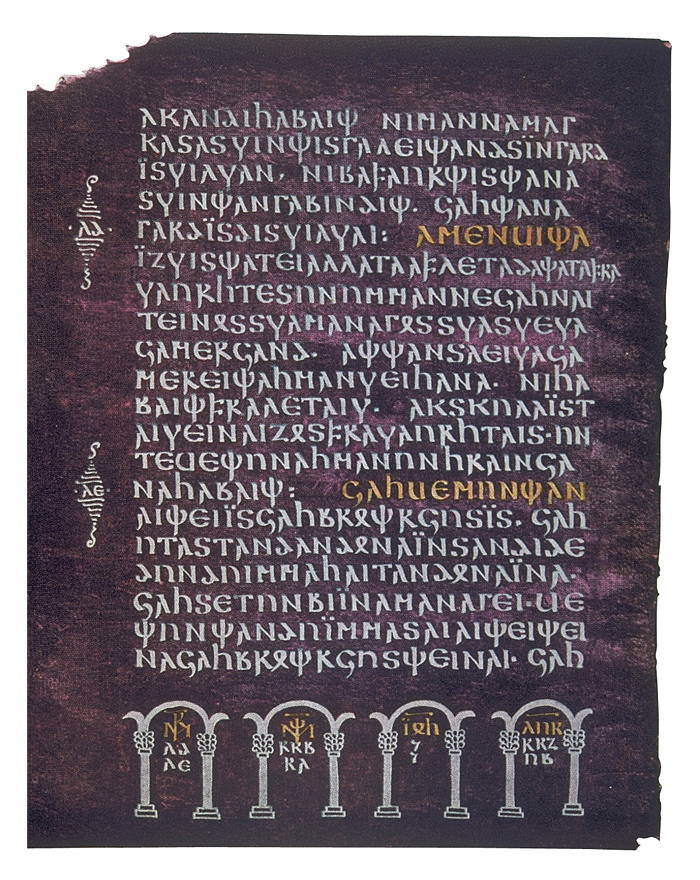
Abschrift der Wulfilabibel

| Gotisch (Wulfilabibel) | Heutiges Deutsch (ökumenische Fassung) |
| --- | --- |
| atta unsar þu ïn himinam weihnai namo þein qimai þiudinassus þeins wairþai wilja þeins swe ïn himina jah ana airþai hlaif unsarana þana sinteinan gif uns himma daga jah aflet uns þatei skulans sijaima swaswe jah weis afletam þaim skulam unsaraim jah ni briggais uns ïn fraistubnjai ak lausei uns af þamma ubilin unte þeina ïst þiudangardi jah mahts jah wulþus ïn aiwins amen | Vater unser im Himmel, Geheiligt werde Dein Name. Dein Reich komme; Dein Wille geschehe, Wie im Himmel, so auf Erden. Unser tägliches Brot gib uns heute; Und vergib uns unsere Schuld, Wie auch wir vergeben unseren Schuldigern. Und führe uns nicht in Versuchung, Sondern erlöse uns von dem Bösen. Denn dein ist das Reich und die Kraft Und die Herrlichkeit in Ewigkeit. Amen |

Auch dieser Text wurde von Linguisten in die urgermanische Sprache (2. Jh. v. Chr.) übertragen. Dies ist relativ sicher möglich, weil der Text außer in einer gotischen Version auch in althochdeutscher, altenglischer und altisländischer Sprache vorliegt. Inhaltlich ist der Text anachronistisch, weil das Vaterunser zu dieser Zeit noch nicht existiert hat:
Fađer unsere ini χiminai, weiχnaid namôn þînan, kwemaid rîkjan þînan, werþaid weljô þînaz, χwê ini χiminai swê anâ erþâi. χlaiban unseran sénteinan gebe unsiz χijô đagô, aflête unsiz, þat skulaniz sîme, swé wez aflêtamiz skulamiz unseraimiz, neχ bringaiz unsiz ini fraistôn, ake lausî unsiz afa ubelai. þînan esti rîkjan, maχtiz, wulþus-uχ ini aiwans.
In westgermanischer Sprache (frühes 5. Jahrhundert n. Chr.) würde der Text etwa folgendermaßen lauten:
Fader unsēr, þu in χimilum bist, gawīχi sī namō þīn, quemē rīki þīn, werþē willjō þīn, sama sō in χimilē, endi in erþu. Braod unserat emetīgat gib uns χiudagu. endi farlāt uns skuldi unserō, sama sō wir farlātam skulōm unseraem. endi ni galaedēs uns(ik) in kustunga. Aok arlaosi uns(ik) fona ubilē. [þīna ist rīki, maχti, wulþ-uχ in aiwa.]
Der Vergleich der westgermanischen mit der etwa zeitgleichen gotisch-ostgermanischen Version zeigt, dass zu dieser Zeit bereits keine fließende Kommunikation zwischen West- und Ostgermanen in ihrer jeweiligen Muttersprache mehr möglich war.

## Althochdeutsch

Die Ausdehnung des Frankenreichs 481 bis 814

Die Prozesse, die zur Herausbildung des Althochdeutschen führten, setzten um 600 n. Chr. mit der Zweiten Lautverschiebung ein. Die Periode des Althochdeutschen in der Geschichte der deutschen Sprache dauerte bis um 1050.

### Entstehung germanischer Staaten und des ostfränkisch-deutschen Reiches

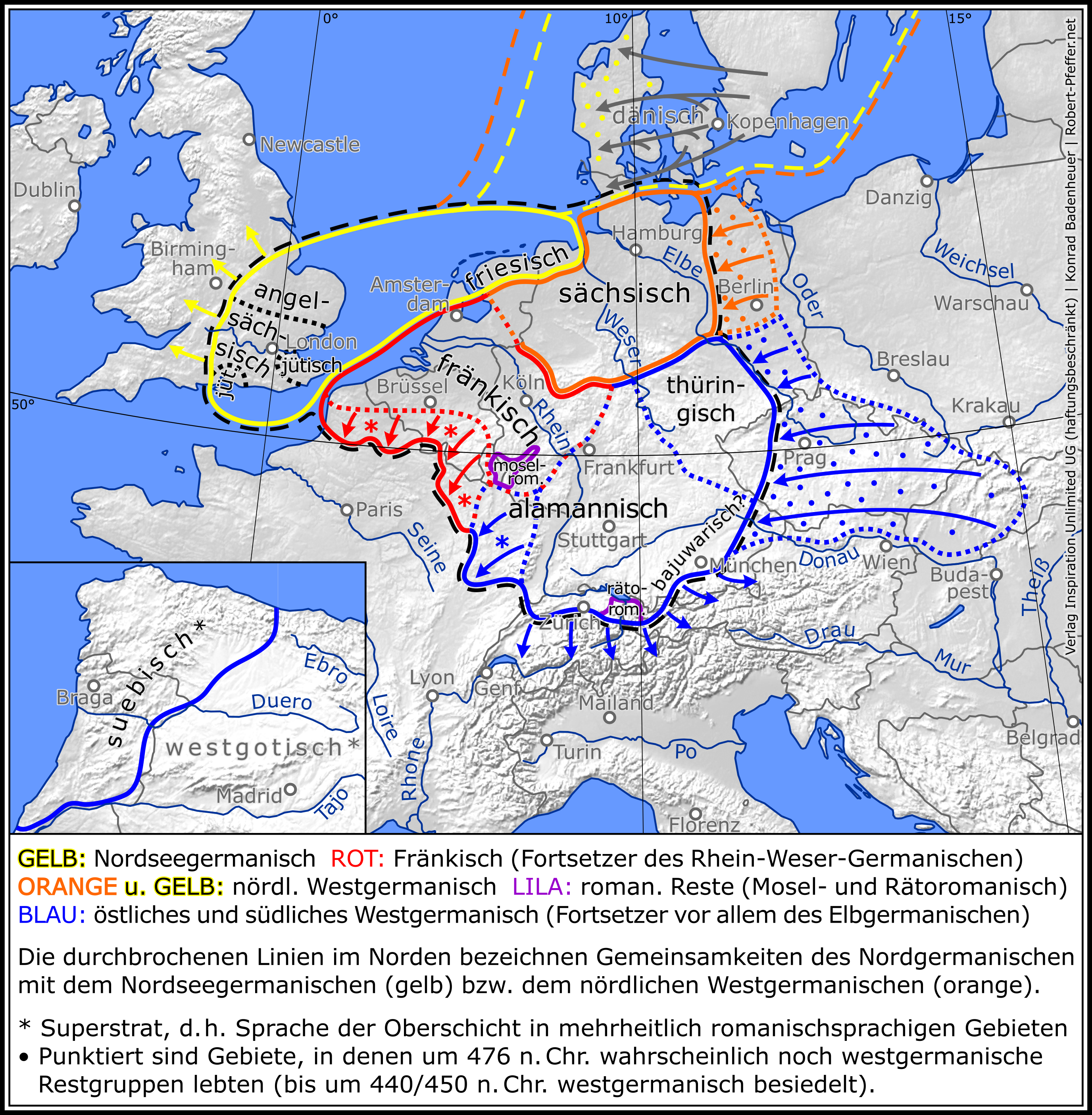
Das westgermanische Gebiet zur Zeit des Untergangs des römischen Reiches 476 n. Chr.

Das 5. Jahrhundert war die Zeit großer Umbrüche in Mitteleuropa. Im Zuge der Migrationen, die als Völkerwanderung bekannt wurden, brach das Weströmische Reich im Jahre 476 endgültig zusammen und an seine Stelle traten oft eher kurzlebige Stammesstaaten der Germanen, wie das Reich der Ostgoten in Italien oder das Westgotenreich in Spanien. Der mächtigste dieser Staaten war das im Jahre 482 von Chlodwig I. gegründete fränkische Reich der Merowinger, das in den folgenden Jahrhunderten mehrere andere germanische Stämme (zum Beispiel Alemannen und Thüringer) unterwarf. Den Merowingern folgten im 8. Jahrhundert die Karolinger, die unter Karl dem Großen ihr Reich bis zur Elbe und Saale im Osten, dem Ebro im Südwesten und bis nach Rom im Süden ausdehnten. Mit dem Vertrags von Verdun zerfiel im Jahre 843 das Frankenreich in drei Teile, und der östliche Teil wurde unter König Ludwig dem Deutschen (843–876) zur Wiege der deutschen Nation.

### Auseinandergehen der germanischen Sprachen

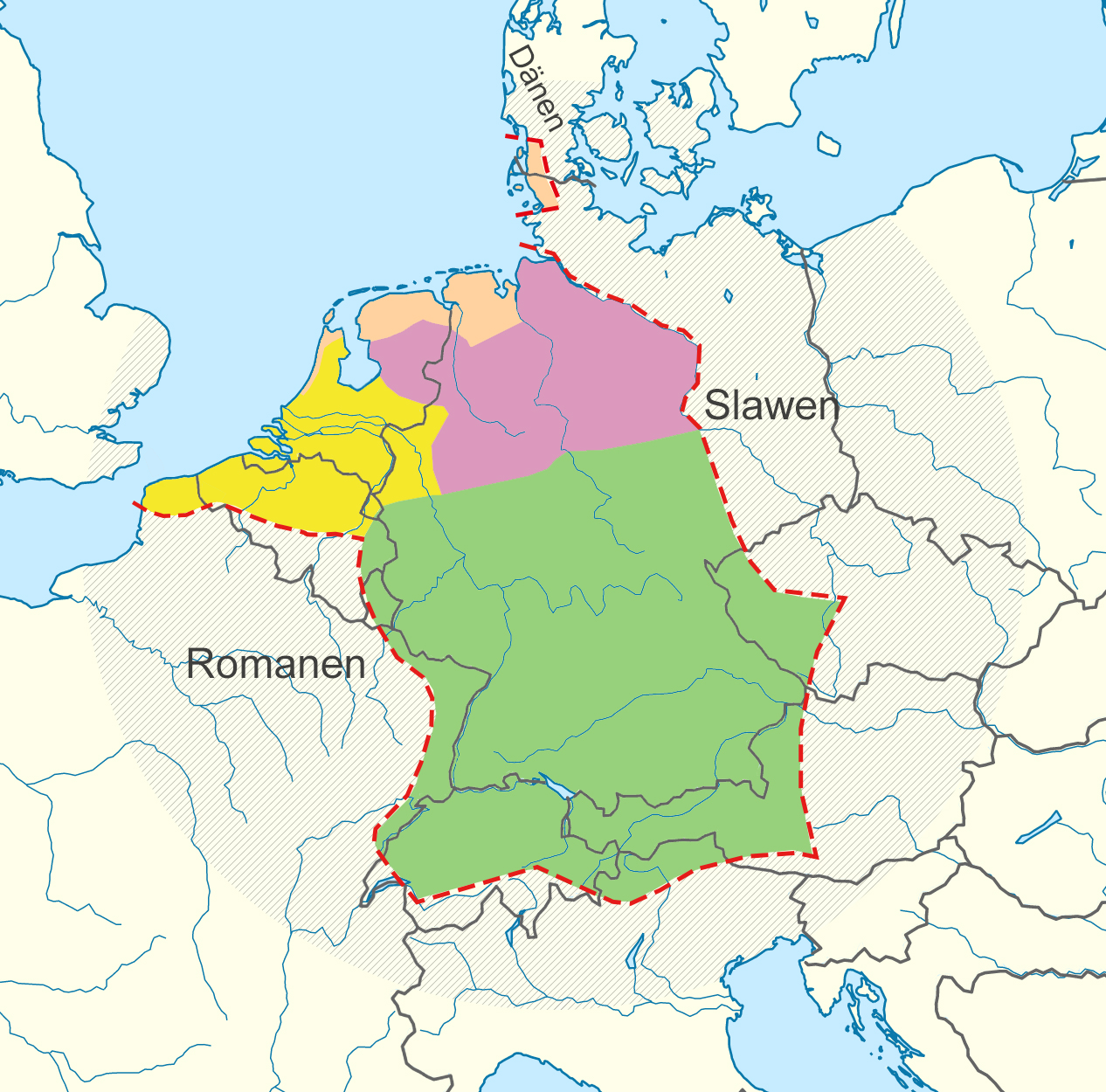
Der westgermanische Sprachraum (ohne Altenglisch) um 900 n. Chr.
Legende:
Altniederländische Varietäten
Althochdeutsche Varietäten
Altfriesische Varietäten
Altsächsische Varietäten
Markierung des kontinentalwestgermanischen Dialektkontinuums Diese Karte enthält Ungenauigkeiten: In Westböhmen und in der Westschweiz wurde damals nicht Althochdeutsch gesprochen; dagegen wurde im größten Teil des heutigen Schleswig-Holsteins Altsächsisch gesprochen, das slawischsprachige Gebiet reichte zu keiner Zeit bis zur Nordsee.

Diese Bemühungen der Herrschenden und Geistlichen führten zu einer zunehmenden Bedeutung der Volkssprache, einschließlich ihrer geschriebenen Formen. Die Kontakte zwischen verschiedenen Stämmen und die Tatsache, dass sie in einem einzigen Staat lebten, führten dazu, dass die lokalen Stammessprachen durch Territorialdialekte ersetzt wurden. Die Stämme, deren Sprachen bei der Herausbildung dieser Territorialdialekte die wichtigste Rolle spielten, waren die Alemannen, Bayern, Franken, Thüringer und Sachsen. Die Entwicklung der Dichtung verursachte, dass die Dialekte auch ihre literarischen Varianten entwickelten.
Während die einzelnen Sprachen und Dialekte der germanischen Völker eigene Namen trugen – „Fränkisch“, „Gotisch“ usw. –, gab es daneben für den Gegensatz zwischen Latein und Volkssprache das Wort *þeudisk, das aber vom Anfang (786) bis im Jahr 1000 nur in der mittellateinischen Form theodiscus überliefert wurde. Zum ersten Mal erwähnt wurde dieses Wort in einem Brief des päpstlichen Nuntius Georg von Ostia an Papst Hadrian I. über eine Synode, die 786 in England stattgefunden hatte. Wigbod, ein Kaplan Karls des Großen, teilte, ebenfalls 786, dem Papst mit, dass in einer Synode unter König Offa von Mercien die Konzilsbeschlüsse tam latine quam theodisce („auf Latein wie auch in der Volkssprache“) mitgeteilt wurden, „damit alle es verstehen könnten“ (quo omnes intellegere potuissent). In seiner (althoch-)deutschen Form diutsch bzw. tiutsch lässt es sich zuerst in den Schriften Notker III. belegen. Eine weitere frühe Fundstelle ist das Annolied, vermutlich aus der Feder eines Siegburger Mönchs aus dem 11. Jahrhundert, wo von diutischemi lande, diutsche lant, diutischimo lante „deutschem Lande“ sowie diutischin sprecchin „Deutsch bzw. Germanisch sprechen“ und diutschi man (als Sammelbegriff für die Stämme der Sachsen, Franken und Baiern) die Rede ist.
Der Ursprung dieses Wortes liegt, wegen Ähnlichkeiten in Lautform, mit großer Wahrscheinlichkeit im westfränkischen (bzw. altniederländischen) Gebiet des Fränkischen Reichs. Die Franken nannten ihre Sprache anfangs „frenkisk“ und die romanischen Sprachen wurden gemeinsam als *walhisk bezeichnet, als aber, im Verlauf des Frühmittelalters, im zweisprachigen Westfrankenreich der politische und der sprachliche Begriff „fränkisch“ sich nicht mehr deckten, weil auch die romanischsprachige Bevölkerung sich als „fränkisch“ (vgl. französisch: français) bezeichnete, setzte sich hier das Wort *þeudisk für den sprachlichen Gegensatz zu *walhisk durch und fand ein Bedeutungswandel statt, wobei die Bedeutung sich von „Volkssprache“ in „germanisch statt romanisch“ änderte. Da im ostfränkischen Reich (das spätere Deutschland) kein Anlass zu einem Bezeichnungswandel bestand, stellte sich dieser hier erst später ein, vielleicht nach westfränkischem Vorbild. Ganz allmählich wandelte sich damit bei theodisce/*þeudisk die Bedeutung von „volkssprachlich“ über „germanisch“ und, viele Jahrhunderte später, letztendlich zu „Deutsch“.

### Entwicklung des Schrifttums
Die ältesten erhaltenen Werke in althochdeutscher Sprache wurden in Klöstern aufgezeichnet und aufbewahrt. In erster Linie wurde dort religiöse Literatur gesammelt, daneben aber auch einzelne weltliche Werke wie das Hildebrandslied, das bereits im 7. Jahrhundert entstand und um 830 im Kloster Fulda niedergeschrieben wurde. Aus dem 8. Jahrhundert stammen auch erste Glossare – lateinisch-deutsche Wörterbücher, das älteste und bekannteste davon ist der Abrogans, der um 765 in der Domschule zu Freising entstand.
Beispiele religiöser Literatur aus dieser Zeit umfassen das Wessobrunner Gebet oder Muspilli – eine Dichtung vom Weltuntergang aus dem 9. Jahrhundert. Außerdem wurden Teile der Bibel übersetzt bzw. überarbeitet, etwa die Evangelienharmonie des Syrers Tatian. Im altsächsischen Epos Heliand weist Jesus Merkmale eines germanischen Herrschers auf.

### Entstehung des Althochdeutschen. Zweite Lautverschiebung
Eine gewisse Zäsur, die den Beginn des Althochdeutschen markiert, war die Zweite Lautverschiebung. Der Beginn dieser Veränderung wurde bis etwa 1990 auf das frühe 6. Jahrhundert n. Chr. datiert. Dies geschah v. a. mit Hilfe von ehemals lateinischen Ortsnamen, bei denen die Gründung der Orte archäologisch datierbar ist. Nach drei in den 1990er Jahren gefundenen Inschriften, darunter der Runenschnalle von Pforzen, begann sie jedoch erst ab ca. 600 (falls nicht die Schreibung konservativ ist und die neuen Laute noch nicht wiedergibt). Die ersten gesicherten Belege für die zweite Lautverschiebung finden sich in langobardischen Texten der 630er und 640er Jahre (u. a. im Edictum Rothari). Die langobardische Sprache wurde bis ins 9. Jahrhundert in Norditalien von der Oberschicht gesprochen, war aber ein westgermanisch-althochdeutscher Dialekt, der trotz der räumlichen Distanz noch gemeinsame Innovationen mit anderen westgermanischen Dialekten vollzog.
In der Zweiten Lautverschiebung wurden die (west)germanischen Verschlusslaute p, t, k im Althochdeutschen je nach ihrer Position im Wort zu den Zischlauten f, s, h oder zu den Affrikaten pf, ts, kh verschoben, außerdem entwickelten sich die (west)germanischen Reibelaute ƀ/b, đ/d, ǥ/g, þ zu den althochdeutschen Verschlusslauten p, t, k, d. Die folgende Tabelle enthält eine Übersicht über diese Änderungen, zur genaueren Unterscheidung werden auch die Änderungen im Zuge der Ersten Lautverschiebung nochmals dargestellt. Dabei verweist der Buchstabe G (Grimmsches Gesetz) auf den „Standardfall“ der Ersten Lautverschiebung, der Buchstabe V (Vernersches Gesetz) bezeichnet die akzentbedingten Ausnahmen (siehe oben). Die in dieser Tabelle angegebenen Datierungen entsprechen dem Forschungsstand der 1970er Jahre, heute wird der Beginn der Zweiten Lautverschiebung deutlich später datiert.
| Erste Lautverschiebung (Indoeuropäisch → Germanisch) | Phase | Hochdeutsche Lautverschiebung (Germanisch→ Althochdeutsch) | Position im Wort                                                                | Beispiele (Neuhochdeutsch) | Jahrhundert (Forschungsstand um 1970) | Geografische Ausdehnung                                           |
| ---------------------------------------------------- | ----- | ---------------------------------------------------------- | ------------------------------------------------------------------------------- | --- | ------------------------------------- | ----------------------------------------------------------------- |
| G: /*b/→/*p/                                         | 1     | /*p/→/f/                                                   | 1. Im Inlaut zwischen Vokalen. 2. Im Auslaut nach Vokal.                        | 1. niederdeutsch: slapen, englisch: sleep → schlafen; 2. niederdeutsch und englisch: Schipp, ship → Schiff. | 4/5                                   | Süd- und Mittel-Deutschland                                       |
| G: /*b/→/*p/                                         | 2     | /*p/→/pf/                                                  | 1. Im Anlaut. 2. Im Inlaut und Auslaut nach l, r, m, n. 3. In der Verdoppelung. | 1. niederdeutsch: Peper, englisch: pepper → Pfeffer; niederdeutsch: Plauch, englisch: plough → Pflug; 2. gotisch: hilpan, englisch: help → althochdeutsch helpfan → helfen; niederdeutsch: scherp, englisch: sharp → althochdeutsch: scharpf → scharf. 3. angelsächsisch: æppel, englisch: apple → althochdeutsch: apful → Apfel. | 6/7                                   | Oberdeutscher Sprachraum                                          |
| G: /*d/→/*t/                                         | 1     | /*t/→/s/                                                   | 1. Im Inlaut zwischen Vokalen. 2. Im Auslaut nach Vokal.                        | 1. niederdeutsch: eten; englisch: eat → essen. 2. niederdeutsch: dat, wat; englisch: that, what → das, was. | 4/5                                   | Ober- und mitteldeutscher Sprachraum                              |
| G: /*d/→/*t/                                         | 2     | /*t/→/ts/                                                  | 1. Im Anlaut. 2. Im Inlaut und Auslaut nach l, r, m, n. 3. In der Verdoppelung. | 1. niederdeutsch: Tiet, englisch: tide (Flut), schwedisch: tid → Zeit. 2. niederdeutsch: ver-tellen, englisch: tell → er-zählen; angelsächsisch: swart → althochdeutsch: swarz → schwarz. 3. angelsächsisch: settian → althochdeutsch: setzan → setzen.                                                                           | 5/6                                   | Ober- und mitteldeutscher Sprachraum                              |
| G: /*g/→/*k/                                         | 1     | /*k/→/x/                                                   | 1. Im Inlaut zwischen Vokalen. 2. Im Auslaut nach Vokal.                        | 1. niederdeutsch und englisch: maken, make → machen; 2. niederdeutsch: ik, altenglisch: ic → ich; niederdeutsch: auk → auch. | 4/5                                   | Ober- und mitteldeutscher Sprachraum                              |
| G: /*g/→/*k/                                         | 2     | /*k/→/kx/                                                  | 1. Im Anlaut. 2. Im Inlaut und Auslaut nach l, r, m, n. 3. In der Verdoppelung. | 1. Kind → bairisch: Kchind; 2. altsächsisch: werk → althochdeutsch: werkch → Werk. 3. altsächsisch: wekkian → althochdeutsch: wekchan → wecken. | 7/8                                   | südöstliches Österreich-Bayern und höchstalemannischer Sprachraum |
| G: /*bʰ/→/*b/ V: /*p/→/*b/                           | 3     | /*b/→/p/                                                   |                                                                                 | Berg, bist → bairisch: perg, pist. | 8/9                                   | Teilweise bairischer und alemannischer Sprachraum                 |
| G: /*d/→/*đ/→/*d/ V: /*t/→/*đ/→/*d/                  | 3     | /*dʰ/→/t/                                                  |                                                                                 | niederdeutsch: Dag oder Dach, englisch: day → Tag; niederländisch: vader → Vater. | 8/9                                   | Oberdeutscher Sprachraum                                          |
| G: /*gʰ/→/*g/ V: /*k/→/*g/                           | 3     | /*g/→/k/                                                   |                                                                                 | Gott → bairisch: Kott. | 8/9                                   | Teilweise bairischer und alemannischer Sprachraum                 |
| G: /*t/→/þ/ [ð]                                      | 4     | /þ/→/d/ /ð/→/d/                                            |                                                                                 | englisch: thorn, thistle, through, brother → Dorn, Distel, durch, Bruder. | 9/10                                  | Ganz Deutschland und Niederlande                                  |

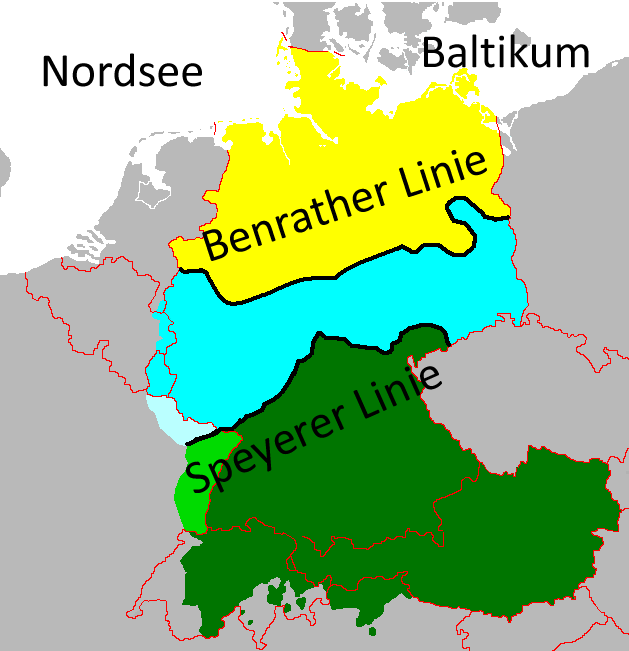
Die Benrather Linie teilt das Gebiet der niederdeutschen und niederfränkischen Dialekte (Gelb) von den Übergangsgebieten (Türkis) zum hochdeutschen Dialekt-Raum ab. Die Speyerer Linie teilt die Übergangsgebiete (Türkis) und den hochdeutschen Dialekt-Raum (Olivgrün).

Die in der Tabelle dargestellten Prozesse begannen wohl im frühen 7. Jahrhundert in Norditalien oder im Alpengebiet und breiteten sich dann über zwei bis drei Jahrhunderte nach Norden aus. Nur bei den Alemannen und Bayern verliefen sie ziemlich konsequent, die von Franken bewohnten Gebiete erfassten sie nur partiell und im Altsächsischen (und später in den niederdeutschen Dialekten) hinterließen sie keine Spuren. Die Grenze markiert die so genannten Benrather Linie, die im 19. und 20. Jahrhundert von Aachen über Düsseldorf, Elberfeld, Kassel, Aschersleben, Magdeburg bis nach Frankfurt (Oder) verlief. Nördlich dieser Linie erfolgte die Zweite Lautverschiebung überwiegend erst ab dem 20. Jahrhundert; die Linie stellt somit die Grenze zwischen der hochdeutschen und der niederdeutschen sowie niederfränkischen Sprache dar.

### Andere Änderungen im phonologischen und morphologischen System
Die Zweite Lautverschiebung bewirkte den wichtigsten phonologischen Unterschied des Althochdeutschen vom Westgermanischen; es war aber nicht die einzige wichtige sprachliche Veränderung in der 2. Hälfte des 1. Jahrtausends.
Der wichtigste Wandel im Vokalismus war der Umlaut des (west)germanischen a zu althochdeutschem geschlossenem e infolge der Wirkung eines i oder j der Folgesilbe. Ein Beispiel ist die Singular-Plural-Opposition des Wortes gast. Während im Germanischen die Formen noch *gast – *gasti lauteten, änderten sie sich im Althochdeutschen zu gast – gesti (diese Assimilation wurde allerdings durch bestimmte Konsonantenverbindungen, zum Beispiel ht oder hs, verhindert).
Im Althochdeutschen erschienen auch zum ersten Mal die Formen des bestimmten und unbestimmten Artikels, die im Indogermanischen und im frühen und späten Urgermanischen noch fehlten. Der bestimmte Artikel entwickelte sich aus den Demonstrativpronomina der, das, diu; der unbestimmte aus dem Zahlwort ein. Beide verdanken ihre Existenz der schwindenden Zahl der Kasus und den sich vereinfachenden Endungen der Substantive. Die Beziehung eines Substantivs zu anderen Wörtern im Satz konnte im Althochdeutschen nicht mehr so einfach wie noch im Germanischen anhand seiner Endung erkannt werden.
Aus ähnlichen Gründen wurden Personalpronomina nun häufiger benutzt. Früher waren sie im Germanischen (wie im Lateinischen) nicht notwendig, denn die Person war an der Personalendung erkennbar. Während die ersten Worte des christlichen Glaubensbekenntnisses in der Sankt Galler Fassung aus dem 8. Jahrhundert noch kilaubu in kot fater almahtîcun lauten, so lautet es in der Version Notkers aus dem 10. Jahrhundert schon: ich keloubo an got, almahtigen fater. Allerdings geht diese Veränderung auch auf Notkers Bemühung um eine phonetisch möglichst genaue Wiedergabe der deutschen Volkssprache zurück, was vielen anderen seiner am Lateinischen geschulten Vorgängern wie dem Verfasser des Georgsliedes nicht so gut gelungen war.
Wichtige Änderungen betragen das Tempussystem. Während es im späten Germanischen nur noch zwei Tempora – Präteritum und Präsens – gegeben hatte, begannen sich im Althochdeutschen neue, analytische Zeitformen zu entwickeln, bei denen die Zeitverhältnisse mit einem Vollverb und einem Hilfsverb ausgedrückt werden. So finden wir in althochdeutschen Texten schon Beispiele des Perfekts (ich habên iz funtan, nu ist er queman), des Futurs (nû willu ih scriban – ich werde schreiben, vgl. I will im Englischen), des Plusquamperfekts und des Passivs (iz was ginoman).
In der Wortbildung tauchte ein neues Suffix – -āri auf, das aus dem lateinischen -ārius entlehnt wurde und im Mittelhochdeutschen die Form -aere annahm. Das Suffix war zuerst auf Wörter lateinischer Herkunft (zum Beispiel mulināri aus lat. molinārius ‚Müller‘) beschränkt, später dehnte es sich auch auf einheimische Wörter aus.

### Das Wort „deutsch“
In der Periode des Althochdeutschen erschien auch zum ersten Mal das Wort „deutsch“ in seiner heutigen Bedeutung. Das Wort ist germanischer Herkunft; diot bedeutete im Althochdeutschen „Volk“ und diutisc – „volksmäßig“, „zum eigenen Volk gehörig“. Das Wort wurde auch sehr früh in lateinische Quellen in der Form theodiscus übernommen und diente zur Unterscheidung romanischer und germanischer Einwohner des Frankenreiches. Ein interessantes Beispiel seiner Nutzung finden wir im Bericht von einer Reichsversammlung von 788, wo der Bayernherzog Tassilo zum Tode verurteilt wurde. Der Schreiber der Kanzlei erklärte, dies geschah wegen eines Verbrechens, quod theodisca lingua harisliz dicitur („das in der Volkssprache harisliz [Fahnenflucht] genannt wird“). Zuerst wurde das Wort nur in Bezug auf die Sprache benutzt; bei Notker von Sankt Gallen finden wir zum Beispiel um 1000 in diutiscun – „auf Deutsch“. Erst fast ein Jahrhundert später, im Annolied, das um 1090 im Kloster Siegburg entstand, lesen wir von diutischi liuti, diutschi man oder diutischemi lande.

### Textproben
Aus der Periode des Althochdeutschen sind viel mehr Texte erhalten als aus urgermanischen Sprachen; ihr Spektrum reicht von vorchristlichen, germanischen Heldenliedern bis zu von christlicher Religion geprägten Werken. Weiter folgen nur einige Beispiele althochdeutscher Literatur:

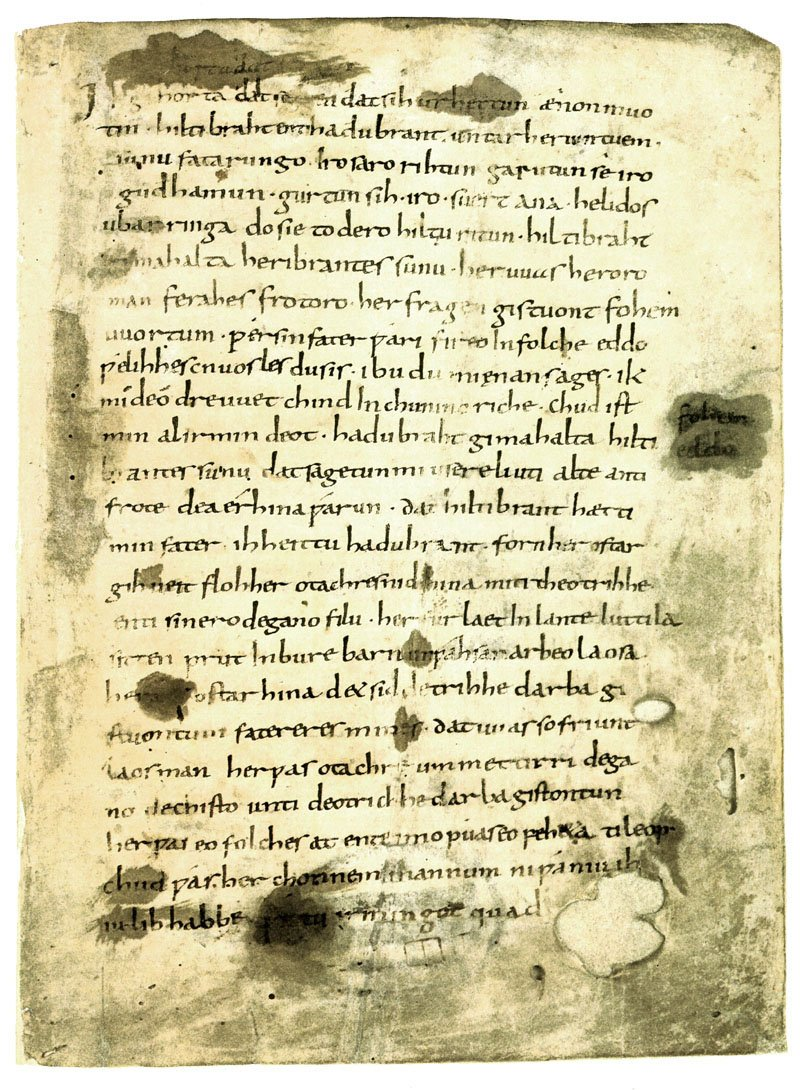
Hildebrandslied
| Hildebrandslied (Fragment in althochdeutscher Sprache) | Moderne Übersetzung |
| --- | --- |
| Ik gıhorta dat ſeggen dat ſih urhettun ænon muotın • hıltıbrant entı hadubrant untar herıun tuem • ſunu fatarungo • ıro ſaro rıhtun • garutun ſe ıro gudhamun • gurtun ſih • ıro • ſuert ana • helıdoſ ubar rınga do ſie to dero hıltu rıtun • hıltıbrant gımahalta herıbranteſ ſunu • her uuaſ heroro man feraheſ frotoro • her fragen gıſtuont fohem uuortum • ƿer ſin fater ƿarı fıreo ın folche … • | Ich hörte das sagen, dass sich Herausforderer einzeln abmühten: Hildebrand und Hadubrand zwischen zwei Heeren. Sohn und Vater bereiteten ihre Rüstung, richteten ihre Kampfgewänder, gürteten sich ihre Schwerter um, die Helden, über die Rüstung, als sie zu dem Kampf ritten. Hildebrand sagte, Heribrands Sohn, er war der ältere Mann, des Lebens erfahrener, er begann zu fragen, mit wenigen Worten, wer sein Vater gewesen sei unter den Menschen im Volke... |

Merseburger Zaubersprüche
| Merseburger Zaubersprüche (Fragment in althochdeutscher Sprache)                                                                                 | Moderne Übersetzung |
| --- | --- |
| Eiris sazun idisi sazun hera duoder. suma hapt heptidun, suma heri lezidun, suma clubodun umbi cuoniouuidi: insprinc haptbandun, inuar uigandun. | Einst saßen Frauen, setzten sich hierher [und] dorthin. Einige banden Fesseln, einige hielten das Heer auf, einige lösten ringsumher die (Todes)Fesseln: Entspringe [dem] Fesselband, entflieh den Feinden. |

Petruslied
| Petruslied (althochdeutsch) | Moderne Übersetzung |
| --- | --- |
| Unsar trohtin hat farsalt, sancte petre giuualt, daz er mac ginerian, ze imo dingenten man. kyrie, eleyson! christe, eleyson! Er hapet ouh mit uuortoun, himilriches portun. dar in mach er skerian, den er uuili nerian. kyrie, eleyson! christe, eleyson! Pittemes den gotes trut, alla samant upar lut, daz er uns firtanen, giuuerdo ginaden! kyrie, eleyson! christe, eleyson! | Unser Herr hat übertragen St. Peter die Gewalt dass er retten kann die ihm anvertrauten (gedingten) Menschen (Männer) Kyrie eleyson Christe eleyson Er hat auch die Verantwortung über die Pforte des Himmelreichs dass er hinein lassen kann, den er will retten Kyrie eleyson Christe eleyson Bitten wir den Vertrauten Gottes, alle zusammen überlaut dass er uns Verlorenen (Vertanen) gewähre Gnade Kyrie eleyson Christe eleyson |

## Mittelhochdeutsch
Die Anfänge der mittelhochdeutschen Sprache werden um das Jahr 1050 datiert. Der wichtigste Unterschied zum Althochdeutschen war die Enttonung unbetonter Mittel- und Endsilben im frühen 11. Jahrhundert (regional verschieden). Infolgedessen verloren viele alte Flexionsendungen ihre Eindeutigkeit und das System der Nominal- und Verbalflexion musste erheblich umgestaltet werden, um wieder Eindeutigkeit zu erhalten. Ein Beispiel ist der althochdeutsche Genitiv Plural zungōnō „der Zungen“. Infolge der Enttonung der Mittel- und Endsilbe wurde daraus mhd. zungen, was identisch war mit der Form des Nominativ Plural. Im 11. Jahrhundert, mit dem Übergang zum Mittelhochdeutschen, wurde die Eindeutigkeit wiederhergestellt durch Verwendung des bestimmten Artikels: die zungen = Nominativ, der zungen = Genitiv; diese mittelhochdeutschen Formen gelten im Prinzip (mit etwas geänderter Aussprache) bis heute.
Die mittelhochdeutsche Periode der deutschen Sprache dauerte bis um 1350 und entspricht in der Mediävistik ungefähr der Epoche des Hochmittelalters. Wie bei allen sprachlichen Erscheinungen sind diese zeitlichen Angaben nur grob zu verstehen, die Prozesse, die zur Entstehung des Mittelhochdeutschen und dann seines Nachfolgers, des Frühneuhochdeutschen führten, verliefen in verschiedenen Regionen des deutschen Sprachgebiets zu etwas verschiedenen Zeiten und auch unterschiedlich schnell. Wie in allen anderen Epochen war die deutsche Sprache auch im Hochmittelalter räumlich sehr differenziert.
In der politischen Geschichte des deutschen Sprachraums begann um 1050 eine Zeit der politischen Zersplitterung; die Herrscher einzelner Territorien machten sich vom Kaiser immer unabhängiger, was dazu führte, dass das deutsche Kaiserreich zu einem losen Verbund weitgehend souveräner Stammesherzogtümer wurde. Ein anderer Faktor, der für die Entwicklung der deutschen Sprache im Hochmittelalter wichtig ist, war die Ostsiedlung, also die Ansiedlung deutschsprachiger Siedler in größeren Gebieten Ostmitteleuropas (Schlesien, Pommern, West- und Ostpreußen, Grenzgebiete Böhmens. und Mährens, Slowakei, Siebenbürgen). Die ganz überwiegend slawischsprachige Vorbevölkerung (in Ostpreußen baltisch-sprachig) wurde dabei weitgehend assimiliert, wobei nicht wenige slawische Worte ins Deutsche übernommen wurden, etwa die Worte Peitsche (statt älterem Gerte) und Grenze (statt älterem Mark). Insgesamt hat die Ostsiedlung aber nicht zur Zersplitterung der deutschen Sprache beigetragen, weil in den betreffenden Regionen sogenannte Ausgleichsdialekte entstanden sind, also Mischmundarten aus den Dialekten der Siedler unterschiedlicher Herkunftsregionen.

### Geistig-kulturelles Leben

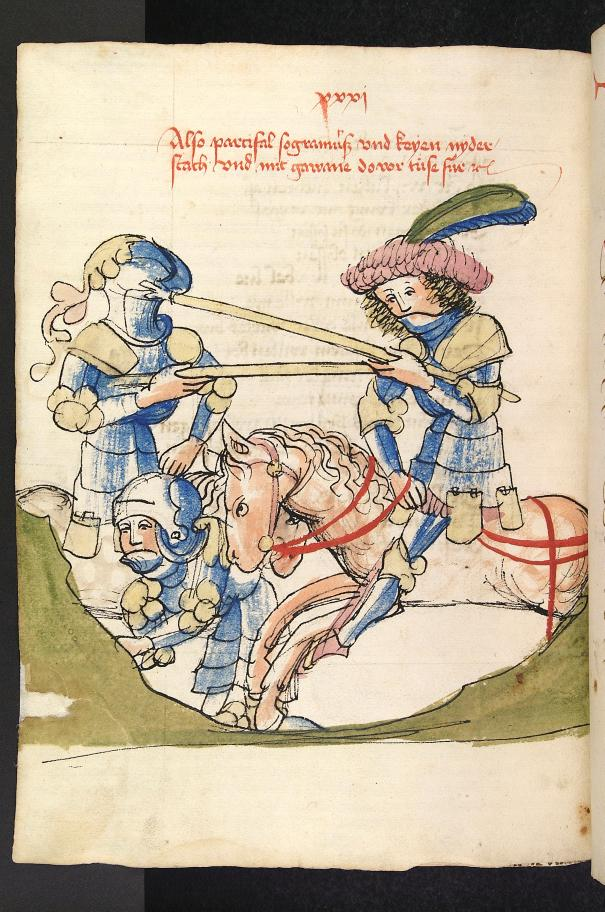
Illustration aus dem Parzival

Das geistig-kulturelle Leben im hochmittelalterlichen Deutschland war nicht auf ein Zentrum beschränkt, sondern konzentrierte sich an Höfen des Kaisers und einzelner Herrscher. Von besonderer Bedeutung war der süddeutsche (bayrische, österreichische und alemannische) Raum. Im Einflussbereich der Welfen in Bayern entstanden Dichtungen wie das Alexanderlied des Pfaffen Lamprecht oder die deutsche Übertragung des Rolandslieds des Pfaffen Konrad. Den Höhepunkt erreichte die deutsche Literatur des Hochmittelalters an der Wende vom 12. zum 13. Jahrhundert am Hof der staufischen Kaiser und der Babenberger in Wien. Meist nach französischem Vorbild entstanden hier Epen wie der Erec und der Iwein von Hartmann von Aue, der Parzival von Wolfram von Eschenbach oder der Tristan von Gottfried von Straßburg.
Das literarische Schaffen entwickelte sich auch im Zentrum und im Norden Deutschlands – im niederrheinisch-maasländischen Gebiet und in Thüringen, wo Ministeriale schufen, die antike Stoffe verarbeiteten. Der bekannteste Dichter aus diesem Kreis ist Heinrich von Veldeke, Autor des Eneasromans; in diesem Umkreis entstanden auch das Liet von troye von Herbort von Fritzlar und die Übersetzung der Metamorphosen des Ovid von Albrecht von Halberstadt.
Diese polyzentrische Entwicklung hatte zur Folge, dass sich noch keine einheitliche deutsche Literatursprache herausbildete. Es gab vielmehr verschiedene Varianten der Literatursprache, die auf regionalen Dialekten basierte; wichtig waren u. a. die bairische Variante und die westmitteldeutsch-maasländische Variante. Die damals bedeutendste Variante war die so genannte mittelhochdeutsche Dichtersprache des alemannisch-ostfränkischen Raums, die im Einflussbereich staufischer Kaiser entstand. In dieser Sprache verfassten ihre Werke Hartmann von Aue, Wolfram von Eschenbach und der unbekannte Autor des Nibelungenlieds.

### Änderungen im phonologischen System
Die Änderungen im phonologischen System des Mittelhochdeutschen gegenüber dem 400 Jahre älteren Althochdeutschen waren viel geringer als die Veränderungen des Althochdeutschen im Vergleich zum etwa 900 Jahre zuvor gesprochenen Urgermanischen. Natürlich steht die mittelhochdeutsche Sprache dem modernen Deutschen auch wesentlich näher, obwohl mittelhochdeutsche Texte unübersetzt nur mit Mühe verständlich sind. Zu den folgenden phonologischen Veränderungen kam es im Mittelhochdeutschen:
- Die wichtigste Änderung im phonologischen System des Mittelhochdeutschen war die Abschwächung unbetonter Silben. Der Grund dieses Wandels war der Akzent auf der Stammsilbe seit der Zeit des späten Urgermanischen. (Manchmal wird dabei von Initialbetonung oder Anfangsbetonung gesprochen, was ungenau ist, weil es seit jeher unbetonte Vorsilben gab.) Die Folge war jedenfalls, dass sich Vokale in unbetonten Mittel- und Endsilben zum Schwa-Vokal ([⁠ə⁠]), der e geschrieben wurde, abschwächten. So wurde aus althochdeutsch boto mittelhochdeutsch bote "Bote" (beide mit kurzem "o"), aus althochdeutsch hōran wurde mittelhochdeutsch und neuhochdeutsch hœren/hören. Die Abschwächung der Vokale in unbetonten Silben zu Schwa [⁠ə⁠] war – wenn auch zu ganz unterschiedlichen Zeiten – in allen germanischen Dialekten zu beobachten, mit den beiden einzigen Ausnahmen des Isländischen und Walliserdeutschen. Auch im Wallis ist dieser Prozess aber seit etwa 1980 stark in Gang gekommen, was das Flexionssystem dieses archaischen Dialekts heute in ähnlicher Weise verändert, wie es vor knapp 1000 Jahren in weiten Teilen Deutschlands der Fall war.

- Eine andere wichtige Erscheinung im Vokalismus war der Umlaut, der zwar schon im Althochdeutschen begann, aber erst jetzt zur vollen Entfaltung kam, und jetzt auch lange Vokale und Diphthonge umfasste. So entwickelten sich ahd. sālida zu mhd. sælde, ahd. kunni zu mhd. künne, ahd. hōhiro zu mhd. hoeher, ahd. gruozjan zu mhd. grüezen.

Es kam auch zu einzelnen Änderungen im Konsonantismus:
- Die Konsonanten b, d, g und h begannen vereinzelt zu verschwinden, wenn sie zwischen Vokalen standen. So entwickelte sich ahd. gitragidi zu mhd. getreide, ahd. magadi zu mhd. meit, ahd. habēn zu mhd. hān, ahd. er sagēt zu mhd. er seit (neben er sag[e]t) und ahd. Maginza zu mdh. Mainze "Mainz". Oft setzten sich später allerdings die alten Formen wieder durch (vgl. Magd neben Mädel mit beibehaltener Assimilation, haben und er sagt). Hauptgrund dafür ist, dass diese Assimilation vor allem im deutschen Südwestens als dem Zentrum des Mittelhochdeutschen vorkam; das Neuhochdeutsche basiert dagegen auf dem Ostmitteldeutschen, in dem diese Assimilation nur selten geschehen war.
- Der althochdeutsche Konsonant z, der sich aus dem germanischen t entwickelte (vgl. ezzan – engl. eat) fiel mit dem alten, noch aus dem Germanischen stammenden, Konsonanten s zusammen – ezzan wurde zu essen.
- Die althochdeutsche Lautverbindung sk wurde zu sch. So entstand zum Beispiel aus dem althochdeutschen Wort scōni die mittelhochdeutschen schōne und schœne (beide Wörter – schon und schön – haben im heutigen Deutschen dieselbe Herkunft).
- Der Konsonant s wandelte sich zu sch, wenn er vor l, m, n, w, p, t stand. Diesem Wandel verdanken wir die mittelhochdeutschen (und heutigen) Formen wie schwimmen, schmerz, schlange, schnē, die aus den althochdeutschen swimmen, smerz, slange und snē entstanden. In der Rechtschreibung war diese Änderung allerdings nicht sofort sichtbar: zuerst wurde im Mittelhochdeutschen zum Beispiel swimmen geschrieben und schwimmen gesprochen. Bei den Buchstabenverbindungen st und sp ist der Unterschied zwischen der Aussprache und Schreibweise bis heute geblieben – vgl. die Aussprache der Wörter stehen, spielen.

### Änderungen im morphologischen und syntaktischen System
Änderungen im morphologischen System der mittelhochdeutschen Sprache waren weitgehend vom phonologischen System abhängig. Von entscheidender Bedeutung war hier die Abschwächung der Vokale in unbetonten Endsilben zum Schwa-Vokal ([⁠ə⁠]). Dieser Wandel führte zu einschneidenden Änderungen in der Deklination der Substantive – es kam zu der formalen Übereinstimmung früher unterschiedlicher Kasusformen. Als Beispiel kann man hier die Deklination des mittelhochdeutschen Wortes bote (aus dem althochdeutschen boto) angeben:
| Kasus              | Althochdeutsch | Mittelhochdeutsch |
| ------------------ | -------------- | ----------------- |
| Nominativ Singular | boto           | bote              |
| Genitiv Singular   | botin          | boten             |
| Dativ Singular     | botin          | boten             |
| Akkusativ Singular | botun          | boten             |
| Nominativ Plural   | boton/botun    | boten             |
| Genitiv Plural     | botōno         | boten             |
| Dativ Plural       | botōm          | boten             |
| Akkusativ Plural   | boton/botun    | boten             |

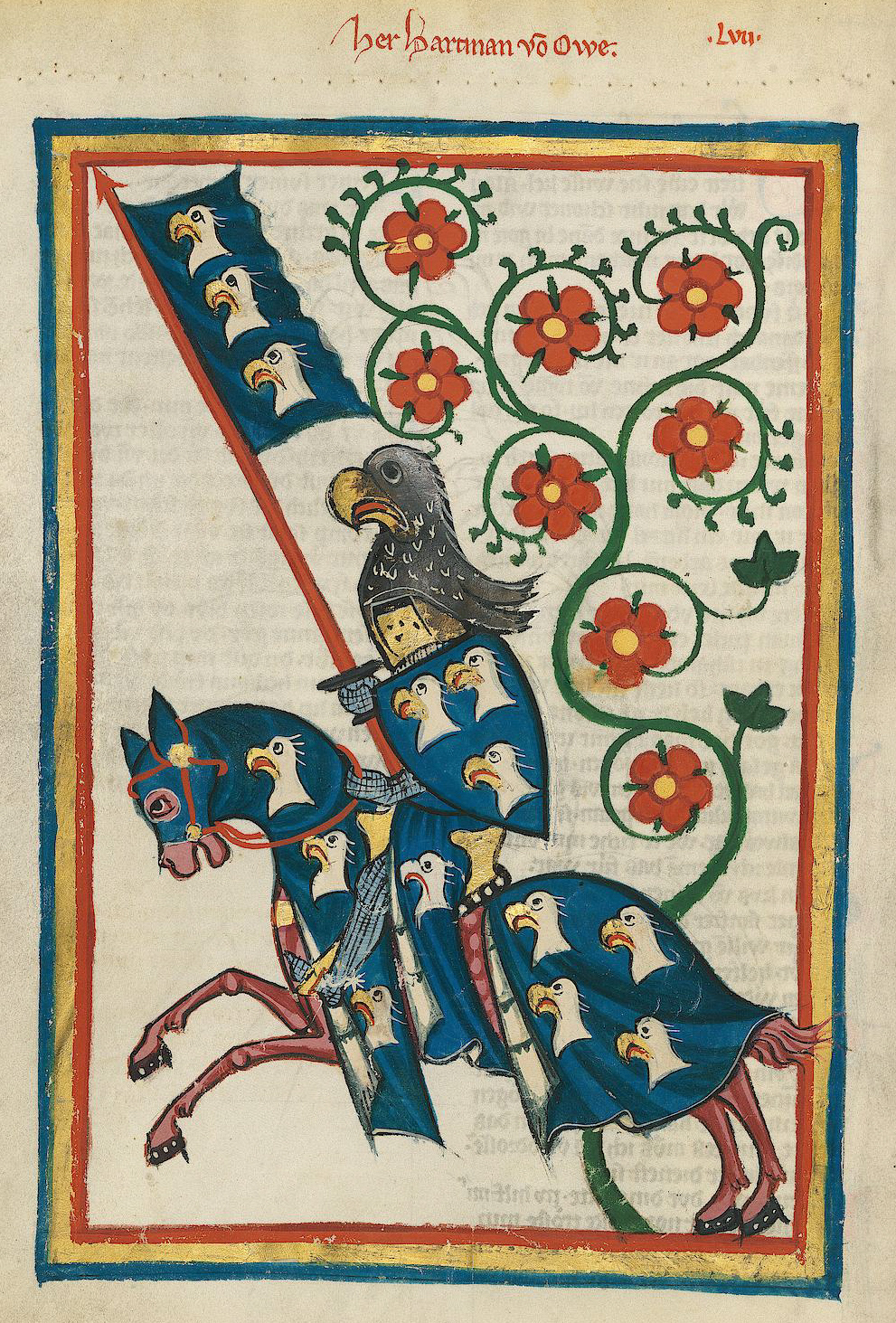
Abbild von Hartmann von Aue im Codex Manesse

Durch diese Entwicklung erhielt der Artikel (der im Althochdeutschen schon existierte) große Bedeutung (zum Beispiel des Boten, dem Boten) – ohne ihn wäre die Identifizierung des Kasus unmöglich.
Die Abschwächung der vollen Vokale zum Schwa-Laut bewirkte auch Änderungen im System der Konjugation der schwachen Verben, die heute das Präteritum mit dem Suffix -te bilden (zum Beispiel ich machte, wir antworteten). Im Althochdeutschen bestanden noch drei Unterklassen dieser Verben mit den Suffixen -jan (zum Beispiel galaubjan), -ôn (salbôn) und -ên (sagên). Nach der Abschwächung lauteten die genannten Verben: glauben, salben, sagen; die alten drei Suffixe verschmolzen zu einem -en.
Bei den Verbformen kam es im Mittelhochdeutschen zur weiteren Differenzierung des Tempussystems. Analytische Tempora, wie das Perfekt, das Plusquamperfekt und das Futur (die schon im Althochdeutschen bestanden) wurden häufiger. So können wir zum Beispiel im Nibelungenlied lesen:
Swaz der Hiunen mâge / in dem sale was gewesen,

Der enwas nu keiner / dar inne mê genesen.
Die Struktur der Sätze war noch nicht zu kompliziert, in der Syntax dominierte noch das Prinzip der Nebenordnung, was das nächste Fragment aus dem Nibelungenlied zeigt:
Dō stuonden in den venstern / diu minneclīchen kint.

Ir schif mit dem segele / daz ruorte ein hōher wint.

Die stolzen hergesellen / die sāzen ūf den Rīn.

Dō sprach der künec Gunther: / wer sol nu schifmeister sīn?
Vereinzelt tauchen aber in mittelhochdeutschen Texten auch ausgebaute Strukturen (Satzgefüge mit Nebensätzen) auf, die es schon in der früheren Periode gab.

### Änderungen im Wortschatz. Entlehnungen aus Fremdsprachen
Die deutsche Kultur des Hochmittelalters wurde stark durch die französische Kultur beeinflusst, was in der großen Zahl der Entlehnungen aus dem Französischen zur Erscheinung kam. Diese Entlehnungen kamen nach Deutschland oft über Flandern. Den französischen Entlehnungen im Mittelhochdeutschen verdanken wir zum Beispiel Turnier (mhd. turnei), Palast (mhd. palas), Kissen.
Aus dem Französischen stammen auch bestimmte Lehnprägungen, die nach dem Vorbild dieser Sprache geformt wurden. Dazu gehören zum Beispiel die Wörter hövesch (höfisch), das nach dem altfranzösischen courtois gebildet wurde, und ritter (aus dem altfranzösischen chevalier).
Französischer Abstammung sind auch bestimmte Suffixe, wie -ieren (studieren, marschieren), das aus dem Französischen -ier entstand, und -ei, das sich aus dem mittelhochdeutschen -īe entwickelte (zum Beispiel zouberīe – Zauberei, erzenīe – Arznei).
Kontakte der Deutschen mit ihren slawischen Nachbarn im Osten führten auch zur Übernahme bestimmter Wörter, obwohl die Zahl dieser Entlehnungen viel weniger als beim Französischen war. Aus dem Slawischen stammen zum Beispiel Grenze (mhd. grenize, poln. granica) und Jauche (mhd. jûche, poln. jucha).

### Textproben
Der arme Heinrich von Hartmann von Aue

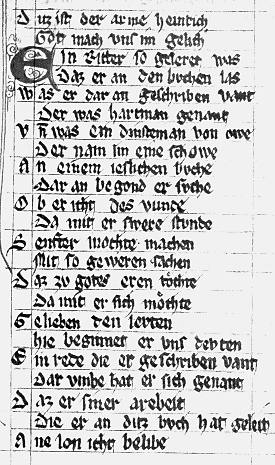
Prolog des Armen Heinrich

| Der arme Heinrich (mittelhochdeutsch)                                                                                                   | Moderne Übersetzung |
| --- | --- |
| Ein ritter sô gelêret was, daz er an den buochen las, swaz er dar an geschriben vant: der was Hartmann genannt, dienstman was er zouwe. | Es war einmal ein Ritter, der so gebildet war, dass er alles, was er in den Büchern geschrieben fand, lesen konnte. Er hieß Hartmann und war Lehnsmann zu Aue. |

Tristan von Gottfried von Straßburg (Lob Hartmanns von Aue)
| Tristan (mittelhochdeutsch) | Moderne Übersetzung |
| --- | --- |
| Hartman der Ouwære, âhî, wie der diu mære beide ûzen unde innen mit worten und mit sinnen durchverwet und durchzieret! … swer guote rede zu guote und ouch ze rehte kan verstân der muoz dem Ouwaere lân sîn schapel und sîn lôrzwî, | Hartmann von Aue ja, wie der seine Geschichten sowohl formal wie inhaltlich mit Worten und Gedanken völlig ausschmückt und verziert! … Wer gute Sprache gut und auch richtig zu verstehen vermag, der muss Hartmann seinen Siegerkranz und Lorbeer lassen. |

Nibelungenlied
| Nibelungenlied (mittelhochdeutsch) | Moderne Übersetzung |
| --- | --- |
| Uns ist in alten mæren wunders vil geseit von helden lobebæren, von grôzer arebeit, von fröuden, hôchgezîten, von weinen und von klagen, von küener recken strîten muget ir nu wunder hœren sagen. Ez wuohs in Burgonden ein vil edel magedîn, daz in allen landen niht schœners mohte sîn, Kriemhilt geheizen: si wart ein scœne wîp. dar umbe muosen degene vil verliesen den lîp. | Uns wurde in alten Erzählungen viel Wundersames gesagt von ruhmreichen Helden, von großem Leid, von Freuden, Festen, von Weinen und von Klagen, vom Kampf kühner Recken sollt ihr nun Wunder hören sagen. Es wuchs in Burgund ein sehr feines Mädchen heran, dass in allen Ländern kein schöneres sein konnte, Kriemhild geheißen: Sie wurde eine schöne Frau. Deswegen mussten viele Kämpfer ihr Leben verlieren. |

## Frühneuhochdeutsch
Die Entwicklung des heutigen Deutsch begann schon um 1350, als sich die frühneuhochdeutsche Sprache herauszubilden begann. Diese Periode in der Geschichte der deutschen Sprache dauerte bis etwa 1650. Die frühneuhochdeutsche Sprache wurde durch Martin Luthers Bibelübersetzung wesentlich beeinflusst, Luther war aber keineswegs der Schöpfer der (früh)neuhochdeutschen Sprache.

### Politische und wirtschaftliche Voraussetzungen für die Entwicklung des Frühneuhochdeutschen

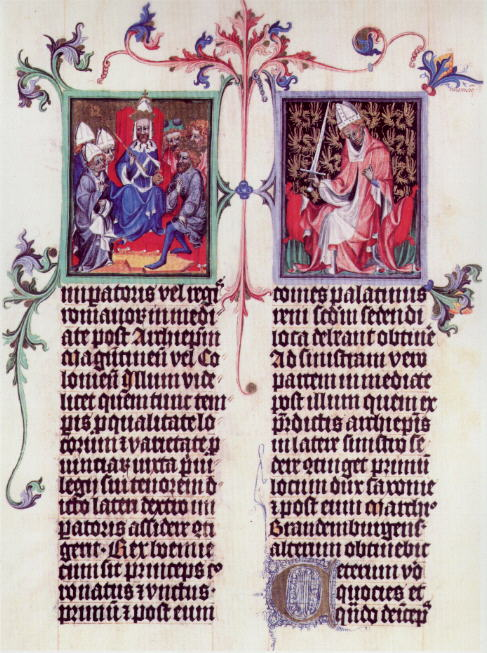
Seite aus einer Handschrift der Goldenen Bulle

Im Spätmittelalter setzten sich im Deutschen Reich Tendenzen zur Dezentralisierung des Staates und zur Schwächung der Kaisergewalt fort. Im Jahre 1356 wurde das wichtigste Grundgesetz des Reiches, die Goldene Bulle Karls IV., erlassen, in der für die kommenden 550 Jahre bis zum Jahre 1806 insbesondere die Regeln der Königswahl und die Rechte der Kurfürsten verbindlich festgelegt wurden. Das Reich gliederte sich zu dieser Zeit schon seit langem in eine Vielzahl von insbesondere durch Erbschaft und Heirat, aber auch Verpfändung und Belehnung entstandenen Territorien, mit einem Wechsel von Vereinigung und Zersplitterung. 1442 tauchte zum ersten Mal die Bezeichnung Heiliges Römisches Reich Deutscher Nation auf.
Ebenfalls im 15. und 16. Jahrhundert wurde auch die Bezeichnung Deutschland üblich, nur sehr vereinzelt taucht der Begriff schon davor auf, etwa in der Frankfurter Übersetzung der Goldenen Bulle (um 1365) in der Form (das) Dutschelant (gesprochen: Dütschelant). Davor sind nur Wortfügungen des Attributs „deutsch“ mit „Land“ belegt, beispielsweise in der unbestimmten Singularform „ein deutsches Land“ oder in der bestimmten Pluralform „die deutschen Lande“, nicht aber in der bestimmten Singularform „das deutsche Land“. Das Wort „Deutschland“ ist also von seiner Entstehung her kein Name, sondern eine (eher junge) substantivische Wortfügung. Erst später wurde sie durch Verkürzung und Univerbierung zum stehenden Begriff und verdrängte ab dem 16. Jahrhundert (oft in der Form „Teutschland“) zunehmend die vorher übliche Bezeichnung „deutsche Lande“. Erst im 20. Jahrhundert wurde die Bezeichnung „Deutschland“ zum Bestandteil des Namens eines Staates, der Bundesrepublik Deutschland.
Handel und Manufakturen erlebten im Spätmittelalter eine Blüte, besonders im Nordwesten des Reichs – in Flandern und Brabant, deren Städte Brügge, Gent und Antwerpen schon seit Mitte des 13. Jahrhunderts führende wirtschaftliche Zentren waren. Im 15. Jahrhundert büßten flandrische Städte an Bedeutung ein, und der Schwerpunkt des Handels ging auf den Norden über, wo die Hanse der wichtigste Faktor der wirtschaftlichen Entwicklung und Ausstrahlung des Deutschtums war. Handelskontakte, die weit über die Grenzen lokaler Territorien hinausgingen, förderten die Entwicklung einer einheitlichen, genormten Sprache, die nicht an Dialekte gebunden war.

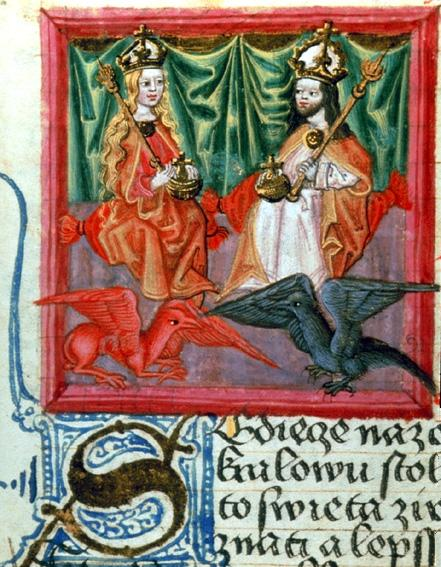
Karl IV. und seine Frau Blanca Margarete von Valois

Einer gemeinsamen Sprache bedurfte auch die kaiserliche Kanzlei zur Verfassung amtlicher Dokumente. Der Kaiserhof im spätmittelalterlichen Deutschland wechselte im Laufe der Zeit seinen Sitz, was auch auf die Entwicklung der deutschen Sprache Einfluss nahm. Karl IV. aus dem Haus Luxemburg residierte im 14. Jahrhundert in Prag, was zu einem starken Anteil bairischer und ostfränkischer Elemente in der an seinem Hofe gebrauchten Kanzleisprache führte. Als die Dynastie Habsburg die Macht übernahm, wurde die kaiserliche Kanzlei im 15. Jahrhundert nach Wien verlegt, und in der Kanzleisprache gewannen ostoberdeutsche Elemente die Vorrangstellung. Im Osten Deutschlands (vor allem im heutigen Sachsen und Thüringen) gewann dagegen seit dem 15. Jahrhundert das Haus Wettin an Bedeutung. Dies führte dazu, dass um 1500 in Deutschland zwei Varianten der Gemeinsprache miteinander konkurrierten: die ostmitteldeutsche Variante der meißnisch-sächsischen Kanzlei (Sächsische Kanzleisprache) und die oberdeutsche Variante der kaiserlichen Kanzlei (Maximilianische Kanzleisprache, die sich später zur Oberdeutschen Schreibsprache entwickelte), die sich auf unterschiedliche Territorialdialekte stützten. Diese beiden Varianten, wie früher die Sprachen der flandrischen Handelszentren und der Hansestädte, wurden nicht nur im Herrschaftsbereich der Wettiner und Habsburger angewandt, sondern fanden auch in anderen Teilen des Reichs Anerkennung.

### Geistig-kulturelle Entwicklung im Spätmittelalter
Das Spätmittelalter war durch die Entwicklung der Wissenschaft und Bildung charakterisiert. Zu nennen ist hier vor allem die Gründung der ersten Universitäten auf deutschem Boden im 14. Jahrhundert. Die erste Hochschule in den Reichsgrenzen war die Universität Prag, gegründet von Kaiser Karl IV. im Jahre 1348; ihr folgten die Universität Wien (1365) und die Universität Heidelberg (1386). Obwohl der Unterricht an den Universitäten in lateinischer Sprache geführt wurde, trugen die Hochschulen zur Vertiefung des Interesses für allgemeines Wissen und somit die deutsche Sprache bei.
Kultur und Bildung wurde auch durch das sich schnell bereichernde und emanzipierende Bürgertum gefördert. Aus dem 15. Jahrhundert datiert die Tradition der Meistersinger, und um 1400 entstand Der Ackermann aus Böhmen von Johannes von Tepl, ein Werk, in dem frühhumanistische Konzepte zu finden sind, einhundert Jahre bevor sie in die deutsche Kultur allgemein übernommen wurden.

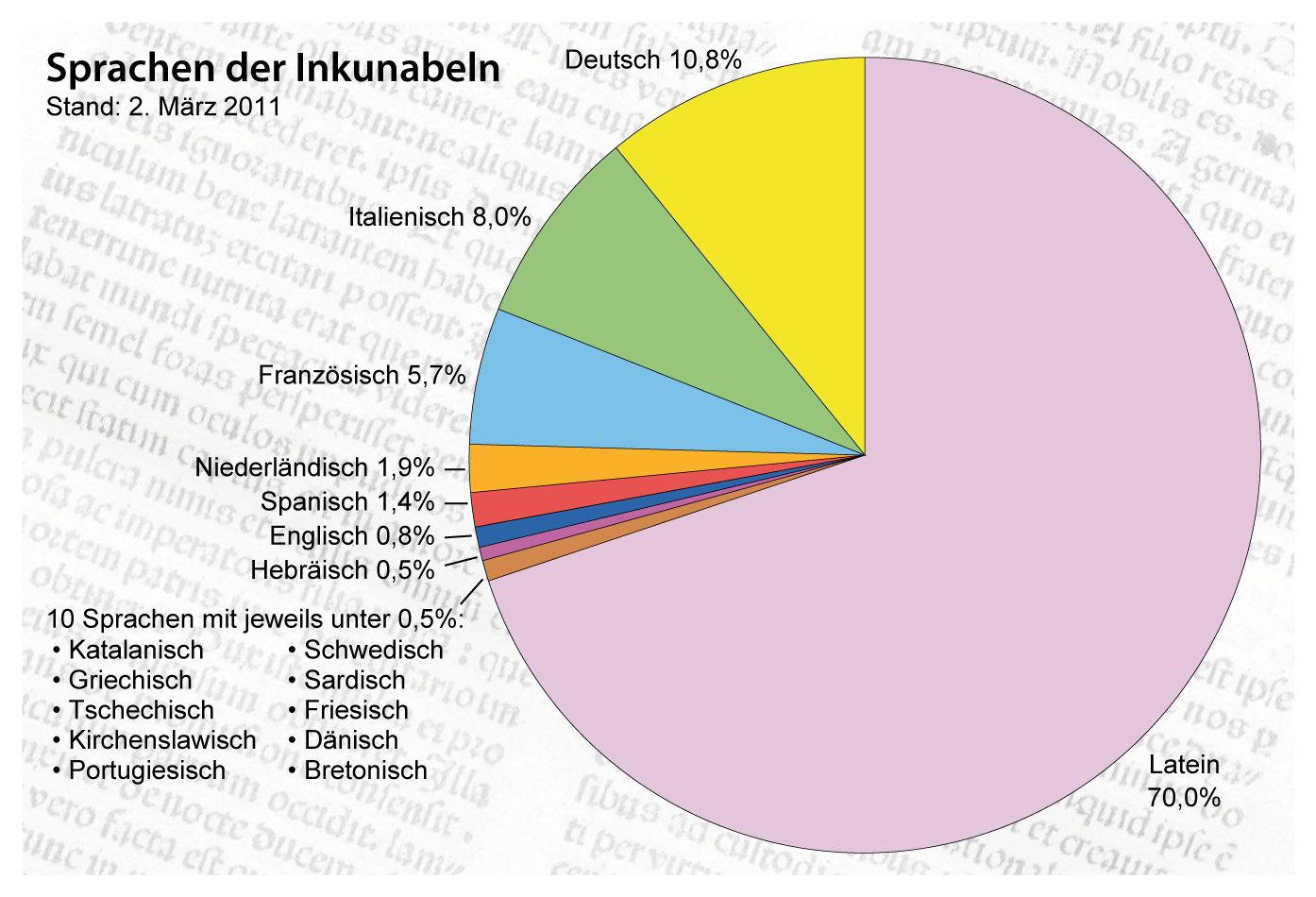
Sprachverteilung von Wiegendrucken: In der Frühzeit des Buchdrucks wurde die Bedeutung der deutschen Schriftsprache noch bei weitem von Latein übertroffen.

Von entscheidender Bedeutung für die Entwicklung der Kultur und des Schrifttums war die Erfindung des Buchdrucks von Johannes Gutenberg um 1446. Diese Erfindung eröffnete ganz neue Perspektiven für die Sprachentwicklung – Bücher waren jetzt preiswerter und erreichten einen viel breiteren Bevölkerungskreis als früher. Die Mehrheit der in der frühneuhochdeutschen Zeit gedruckten Bücher war noch immer in lateinischer Sprache verfasst (die Zahl der deutschen Drucke übertraf die der lateinischen erstmals 1681), die Bedeutung der deutschen Sprache im Verlagswesen wuchs aber ständig, zumal die Auflagen deutscher Bücher gewöhnlich größer als die der lateinischen waren. Großer Beliebtheit erfreuten sich Volksbücher, wie Till Eulenspiegel (1515) und Historia von D. Johann Fausten (1587). Noch größere Auflagen hatte die Luthersche Bibelübersetzung, von der in den Jahren 1534 bis 1584 ungefähr 100.000 Exemplare gedruckt wurden. Autoren, die mit ihren Büchern landesweit auf Leser zielten, konnten nicht in lokalen Dialekten schreiben, sondern mussten eine Standardsprache gebrauchen, die überall verständlich war. Anfangs gab es noch mehrere Varianten dieser Standardsprache, in denen in verschiedenen Gebieten des deutschen Sprachraums Bücher gedruckt wurden; im 16. Jahrhundert begannen sie sich anzugleichen.

### Änderungen im phonologischen System
Das phonologische System der deutschen Sprache hat sich zum letzten Mal im späten Mittelalter deutlich verändert, das Deutsche ist damit hinsichtlich seines Lautsystems konservativer als viele andere Sprachen. Die damaligen phonologischen Änderungen markieren zugleich den Unterschied des Frühneuhochdeutschen gegenüber dem Mittelhochdeutschen. Sie sind regional in unterschiedlichem Umfang und oft auch zu unterschiedlichen Zeiten durchgeführt worden. In der Schweiz, in Südbaden und im Elsass gibt es alemannische Dialekte, die (fast) keine dieser Änderungen vollzogen haben, deren Phonologie also noch weitgehend der des Mittelhochdeutschen entspricht. Die wichtigsten Änderungen waren:
- Quantitative Änderungen in der Länge der Vokale, die um 1200 im Niederdeutschen einsetzten und sich allmählich nach Süden ausdehnten:
  - Kurze offene Vokale, die in betonter Position standen, wurden gedehnt. So wurden zum Beispiel die mittelhochdeutschen Wörter lěben, gěben, trăgen, bŏte, lĭgen zu frühneuhochdeutschen lēben, gēben, trāgen, bōte, lī(e)gen, welche Aussprache bis heute erhalten blieb.
  - Lange Vokale, denen mehrere Konsonanten folgten, wurden dagegen gekürzt, ebenso einzelne Vokale denen nur ein Konsonant folgte. Aus den mittelhochdeutschen Wörtern dāhte, hērre, klāfter, rāhe, jāmer entstanden zum Beispiel die frühneuhochdeutschen Formen dăchte, hěrr, klăfter, răche und jămmer.

- Qualitative Änderungen der Haupttonsilben, die die Diphthongierung und Monophthongierung betrafen:
  - Stammsilbenvokale ī, ū, iu wurden zu Diphthongen ei, au, eu. So entwickelten sich zum Beispiel aus den mittelhochdeutschen Wörtern wīse, mūs und triuwe die frühneuhochdeutschen Formen weise, maus und treue, und zum Beispiel Leute, die in ein neues Haus einzogen, sagten jetzt nicht mīn niuwez hūs, sondern mein neues haus. Diese Änderung tauchte zuerst im 12. Jahrhundert im Ostalpengebiet auf und breitete sich nach Nordwesten aus. Der niederdeutsche und der südwestalemannische Raum blieben allerdings davon unberührt, deshalb spricht man heute in der Schweiz nicht Schweizerdeutsch, sondern Schwizerdütsch.
  - Nach der Diphthongierung (in einigen Regionen Mittelhessens aber vor dieser; siehe Mittelhessische Dialekte) geschah die Monophthongierung, ein umgekehrter Prozess, in dem sich die Diphthonge ie, uo, üe, die in betonten Positionen standen, zu den langen Monophthongen ī, ū, ü entwickelten. Im Ergebnis des Prozesses wurden die mittelhochdeutschen Wörter miete (im Mittelhochdeutschen wurde das Wort [ˈmiə̯tə] ausgesprochen), bruoder und güete zu frühneuhochdeutschen mīte, brūder und güte; und jemand, der Geschwister hatte, konnte sie jetzt nicht liebe guote brüeder, sondern lībe gūte brüder nennen. Diese Neuerung begann im Mittelhessischen und breitete sich auf den mitteldeutschen Sprachraum aus. Im oberdeutschen Raum werden die Diphthonge bis heute verwendet, während der niederdeutsche Raum diese Diphthonge überhaupt nie entwickelt hatte.
  - Einem Wandel unterlagen auch mittelhochdeutschen Diphthonge ei, ou und öu (gesprochen öü), wobei zu bemerken ist, dass die erste Buchstabenverbindung im Mittelhochdeutschen nicht wie jetzt ([ai]), sondern [ei] ausgesprochen wurde. Die Diphthonge ei, ou und öu wurden im Frühneuhochdeutschen zu ei [ai], au und eu [oi]; so wurde stein [stein] Stein, roup zu Raub und fröude zu Freude. Dieser Vorgang heißt neuhochdeutsche Diphthongverstärkung und fand im mitteldeutschen Raum statt; im Oberdeutschen (Bajuwarischen und Alemannischen) hingegen nicht.

### Änderungen im morphologischen und syntaktischen System
Änderungen im morphologischen System des Frühneuhochdeutschen waren nicht so einschneidend wie in der Phonologie oder Morphologie der früheren Epochen.
Änderungen kamen vor allem beim Numerus vor, bei dem verschiedene Mittel zur Kennzeichnung des Plurals in Gebrauch kamen. Eine größere Bedeutung gewann der Umlaut, der jetzt auch dort auftauchte, wo es, phonologisch gesehen, keine Berechtigung hatte. In der frühneuhochdeutschen Epoche entstanden Singular-Plural-Oppositionen wie hof/höfe, stab/stebe, nagel/negele, sohn/söhne. Häufiger wurde der Plural jetzt auch mit Hilfe des Lauts r gebildet, der früher nur ganz selten bei der Pluralbildung benutzt wurde. Während es im Mittelhochdeutschen noch die Formen diu buoch, diu wort (ohne jegliches Suffix) gab, begegnen wir in frühneuhochdeutschen Texten schon den Formen die bücher und die wörter.
Neue Suffixe waren auch für Ableitungen charakteristisch. In der frühneuhochdeutschen Periode erschienen zum ersten Mal die Suffixe -heit, -nis und -unge – die mit ihrer Hilfe gebildeten Wörter waren oft Verdeutschungen lateinischer abstrakter Begriffe, zum Beispiel hōhheit (lat. altitudo), wunderheit (lat. miraculum).
Als Präfixe wurden be-, ent-, er-, ver-, zer-, abe-, ane-, ūf-, umbe-, uz- und in- oft gebraucht. Neue Suffix- und Präfixbildungen kamen besonders in der mystischen Literatur dieser Zeit vor, die immer nach neuen Mitteln suchte, abstrakte Begriffe und Gefühle auszudrücken. So lesen wir zum Beispiel in einem mystischen Traktat aus dem Spätmittelalter:
Dîn güete ist ein ûzwallender brunne; wan so er ein tûsintist teil einer wîle sînen ûzfluz lieze, sô müeste ê himel under ertrîch zerstoeret werden.
Der Gebrauch der Suffixe und Präfixe schwankte auch je nach Region des Schreibers oder Sprechers. Während zum Beispiel Luther in seinen Schriften die Präfixe ver-, zer- bevorzugte (die sich später durchsetzten), waren in der frühneuhochdeutschen Sprache, besonders in ihrer ostmitteldeutschen Variante, auch vor-, zu- (zubrochen) geläufig. Von den Suffixen wurde zum Beispiel, insbesondere in der oberdeutschen Variante der deutschen Sprache, das Abstraktsuffix -nus (erkenntnus) gebraucht, das erst später durch das ostmitteldeutsche nis verdrängt wurde.
Die syntaktische Struktur frühneuhochdeutscher Texte kennzeichnet sich durch größere Komplexität als in früheren Epochen; die Sätze wurden länger, mit einem größeren Anteil der Satzgefüge. Diese Tendenz wurde in den nächsten Jahrhunderten fortgesetzt und führte in der Schriftsprache, besonders im 17. Jahrhundert, schließlich dazu, dass literarische und offizielle Texte in ihrer Komplexität und barocken Ornamentik kaum überschaubar waren.
Im Frühneuhochdeutschen war auch schon die moderne Wortfolge der deutschen Sprache erkennbar – mit dem Verb in der Zweitstellung und der Reihenfolge anderer Satzglieder entsprechend ihrer Wichtigkeit im Satz – dem wichtigsten Satzglied am Ende.

### Änderungen im Wortschatz

#### Bedeutungswandel
Wie in den anderen Entwicklungsstufen des Deutschen kam es im Frühneuhochdeutschen oft zum Bedeutungswandel, der geänderte gesellschaftliche Verhältnisse widerspiegelte. Hier sind nur drei Beispiele dieser Änderungen angegeben:
- Frau – Jungfrau – Weib – Magd: In der mittelhochdeutschen höfischen Dichtung wurde das Wort vrouwe nur für adlige Herrinnen und Ehefrauen von Feudalherren benutzt (entsprechend bedeutete juncvrouwe junge Edeldamen). Normale Bezeichnungen für Frauen waren wīp und (in Bezug auf junge Mädchen) maget. Im Frühneuhochdeutschen wurde das Wort wīp schon, wie heute, als Schimpfwort empfunden, maget änderte seine Bedeutung und bedeutete nun „Dienstmagd“, vrouwe wurde zu der neutralen Bezeichnung, und im Wort juncvrouwe wurde die Jungfräulichkeit und Ehelosigkeit zum wichtigsten Bedeutungsbestandteil.
- Edel: Im Mittelhochdeutschen war das Wort neutral und bezeichnete lediglich adlige Herkunft bzw. Dinge aus der Lebenssphäre des Adligen. Jetzt wurde das Wort bei der Beschreibung geistiger und moralischer Qualitäten benutzt.
- Eine ähnliche Bedeutungserweiterung erfuhr auch das Wort leie. Seit der Periode des Frühneuhochdeutschen bedeutet es nicht nur „Nicht-Geistlicher“, sondern auch jemand, der auf einem Gebiet keine Fachkenntnisse hat („Laien“ waren zum Beispiel gebildete Bürger, die ihre Ausbildung nicht einem Studium an einer Universität verdankten).

#### Einführung von Familiennamen
Im Spätmittelalter (im 13. und 14. Jahrhundert) wurden schließlich im deutschen Sprachraum feste Familiennamen eingeführt. Immer größere Bevölkerungszahlen in Städten bewirkten, dass Rufnamen nicht mehr ausreichten, um die Einwohner zu identifizieren. Die Familiennamen stammten sehr oft von Berufen (Hofmeister, Schmidt, Müller) aber auch von Eigenschaften der Menschen (Klein, Lang, Fröhlich), ihrer Herkunft (Beier, Böhme, Schweizer) oder Wohnstätte (Angermann, Bachmann).

#### Entlehnungen aus Fremdsprachen
Rege Handelskontakte der deutschen Städte mit dem Ausland trugen in der frühneuhochdeutschen Periode, wie in früheren und späteren Epochen, zur Aufnahme vieler fremdsprachlicher Wörter bei. Im Spätmittelalter kam dem Italienischen besondere Bedeutung zu – auf dem Gebiet des Geld- und Handelsverkehrs war Italien anderen europäischen Staaten weit überlegen. Aus dem Italienischen stammen zum Beispiel Wörter wie Bank, Risiko, Golf, Kompass, Kapitän.
In der Zeit der Renaissance wirkten italienische Einflüsse fort, zum Beispiel im Bereich der Musik (Bratsche, Cembalo). Ab der 2. Hälfte des 16. Jahrhunderts tauchten immer mehr französische Wörter im Deutschen auf, was Ausdruck der Ausstrahlung der französischen Kultur und der absolutistischen Politik Frankreichs war, deren Vorbildern der deutsche Adel und die deutschen Fürsten zu folgen versuchten. Aus dem Französischen übernahm man Wörter aus den Bereichen des Hoflebens (Ball, Ballett, Promenade), der Küche (Kompott, Kotelett, Marmelade), der Mode (Frisur, Garderobe, Kostüm) oder des Militärwesens (Armee, Leutnant, Offizier).

### Humanismus, Beginn der wissenschaftlichen Beschäftigung mit der Sprache
Seit der ersten Hälfte des 16. Jahrhunderts begannen nach Deutschland in starkem Maße die Ideen der Renaissance und des Humanismus durchzudringen. Obwohl diese Strömungen gewöhnlich mit der Rückkehr zum klassischen Latein und der griechischen Sprache der Antike assoziiert werden, trugen sie auch zur Entwicklung der deutschen Sprache bei. Immer mehr Gelehrte verfassten ihre Werke in deutscher Sprache, zum Beispiel Paracelsus, Autor der Schrift Die große Wundarznei (1536). In deutscher Sprache wurden auch historische Werke, wie Germaniae chronicon oder Chronica des gantzen Teutschen lands, aller Teütschen […] (Apiario, Bern 1539) von Sebastian Franck, und schließlich, insbesondere nach dem Beginn der Reformation im Jahre 1517, theologische Schriften verfasst.
In das 16. Jahrhundert fallen auch Anfänge der wissenschaftlichen Beschäftigung mit der deutschen Sprache, obwohl die die sprachwissenschaftlichen Themen erörternden Werke oft noch in lateinischer Sprache verfasst waren. Die Frucht humanistischer Interessen deutscher Gelehrter waren deutsch-lateinische Wörterbücher, wie das Dictionarium latino-germanicum von Petrus Dasypodius (1535), das erste nach wissenschaftlichen Prinzipien erarbeitete Wörterbuch der deutschen Sprache, oder das gleichnamige Wörterbuch von Johannes Fries aus dem Jahre 1541.
Aus dem 16. Jahrhundert stammen auch erste theoretische Abhandlungen über die deutsche Sprache, nämlich Grammatiken (zum Beispiel Ein Teutsche Grammatica von Valentin Ickelsamer aus 1534) und Handbücher der Rechtschreibung (zum Beispiel Orthographia von Fabian Frangk aus dem Jahre 1531).

### Sprachgesellschaften

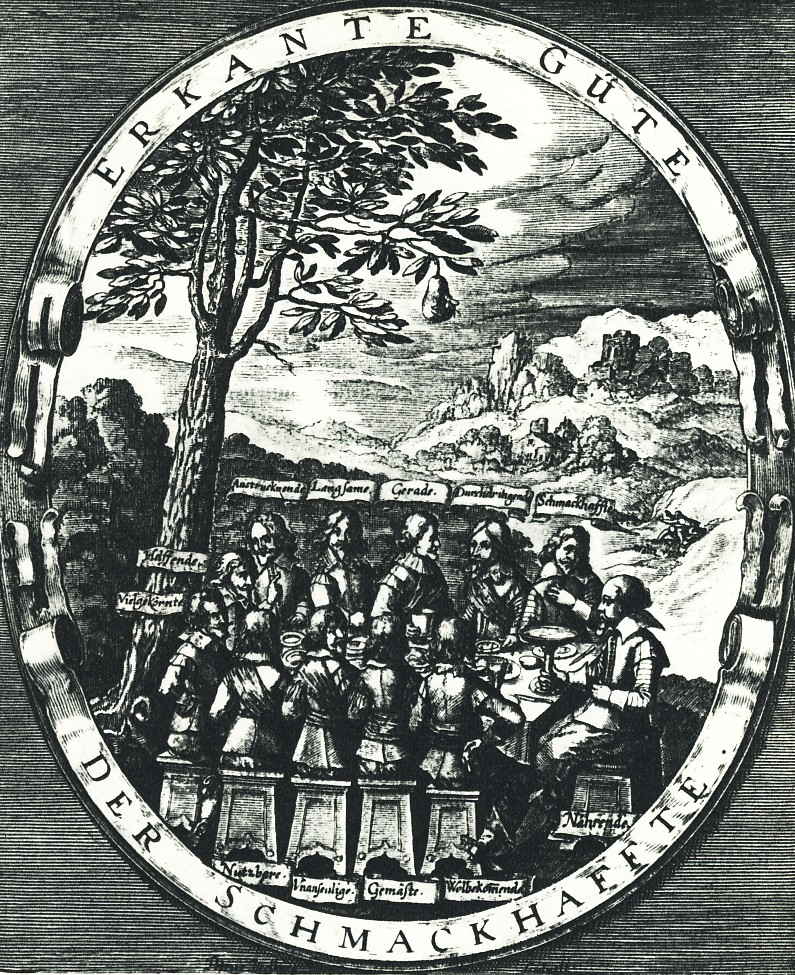
Sitzung der Fruchtbringenden Gesellschaft

Nach dem Muster ausländischer Gesellschaften (zum Beispiel der italienischen Accademia della Crusca) entstanden in Deutschland auch Sprachgesellschaften, die sich die Pflege der nationalen Sprache und Literatur zum Ziel nahmen. Die erste und bekannteste von ihnen war die 1617 in Weimar gegründete Fruchtbringende Gesellschaft. Die Mitglieder dieser Gesellschaften sowie Dichter (wie Martin Opitz, Andreas Gryphius, Hans Jakob Christoffel von Grimmelshausen) bemühte sich um die Aufwertung der deutschen Sprache. Hierzu kämpften die sogenannten Sprachpuristen mit unterschiedlicher Intensität gegen die „Wortmengerey“ in der deutschen Sprache. Während beispielsweise von Zesen selbst etablierte Fremdwörter wie „Natur“ in „Zeugemutter“ eindeutschen wollte, vertrat Leibniz einen gemäßigten Sprachpurismus. Viele der von ihnen vorgeschlagenen Formen setzen sich durch, doch nicht unmittelbar, sondern erst in zunehmendem Maße im 18. Jahrhundert: Durchmesser und Erblasser, die die älteren Begriffe Diameter und Testator ersetzten. Manchmal wurde das neue, deutsche Wort in das Allgemeingut übernommen, ohne dass das fremde Wort verdrängt wurde (zum Beispiel Bruchstück, Briefwechsel, Bücherei, die anstelle von Fragment, Korrespondenz bzw. Bibliothek vorgeschlagen wurden); manchmal schlugen aber auch die Vorschläge fehl, wie die Wörter Tageleuchter und Zitterweh, die die Wörter Fenster und Fieber (beide lateinischer Herkunft) ersetzen sollten. Den Bemühungen der Sprachgesellschaften verdanken wir auch deutsche Entsprechungen grammatikalischer Begriffe, wie Fall (in der Bedeutung „Kasus“), Geschlechtswort („Artikel“), Hauptwort („Substantiv“) und Rechtschreibung („Orthographie“).
Die größte Wirkungsgeschichte hatten die Sprachgesellschaften jedoch nicht durch ihre Eindeutschung und die (unmögliche) Abwehr von fremden Einflüssen. Vielmehr blieb sprachgeschichtlich in erster Linie die Kodifizierung und Normierung der deutschen Sprache ein wegweisender Beitrag für die Entwicklung des Deutschen. Auswirkungen auf die moderne Standardsprache hatten die Bemühungen jedoch (laut C.J. Wells) keine.

### Rechtschreibung und Zeichensetzung
In die Zeit des Frühneuhochdeutschen fallen auch erste Versuche der Formulierung orthographischer Regeln.
Zu nennen ist hier vor allem die Frage der Großschreibung der Substantive. Die Annahme der Regel, dass alle Substantive großgeschrieben werden sollen, war ein langwieriger Prozess, der noch in der mittelhochdeutschen Periode eingesetzt hatte, über die ganze Periode des Frühneuhochdeutschen dauerte und erst in der nächsten Periode (im Neuhochdeutschen – Mitte des 18. Jahrhunderts) weitgehend abgeschlossen war. Anfangs waren nur bestimmte Wörter, insbesondere aus der religiösen Sphäre, durch Setzung in Versalien (zum Beispiel GOtt) hervorgehoben. Der Prozess wurde im 16. und 17. Jahrhundert fortgesetzt; es gab aber hier keine klaren Regeln – Schreiber hoben durch Großschreibung diese Substantive hervor, die sie für wichtig hielten. Die folgende Tabelle zeigt Unterschiede in der Großschreibung in zwei Übersetzungen des Psalms 17:

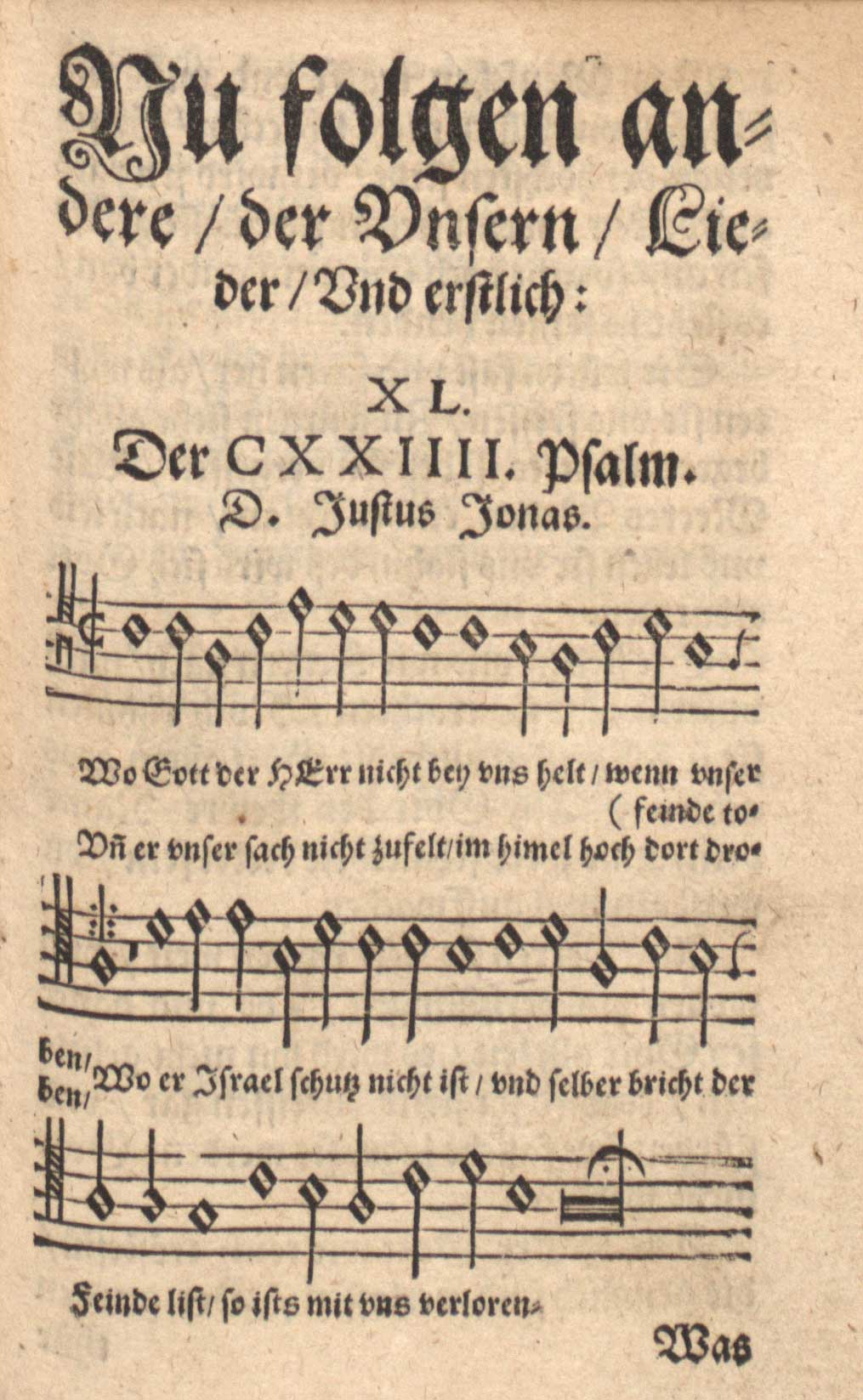
Psalm, Seite aus einem kirchlichen Liederbuch von 1563

| Luthers Übersetzung (1523) | Übersetzung von 1545 |
| --- | --- |
| Er ist gleich wie eyn / lewe, der des raubs begerd wie eyn iünger lewe / der ym verborgen sitzt. Herr mach dich auff vnd / kom yhm zuor und krume yhn / errette meyne seele von den gottlosen / deyns schwerd | Gleich wie ein Lewe / der des Raubs begert Wie ein junger Lewe / der in der hüle sitzt. Herr mache dich auff / vberweldige jn, vnd demütige jn / Errette meine Seele von dem Gottlosen / mit deinem schwert |

Der frühneuhochdeutschen Periode verdanken wir auch die Anwendung der ersten Satzzeichen, die im Mittelhochdeutschen grundsätzlich noch fehlten. Zuerst bediente man sich nur des Punktes am Ende der Sätze. Um die Atempausen beim Lesen zu betonen, begann man im 16. Jahrhundert auch die so genannten Virgeln (Schrägstriche) anzuwenden, wie in dem folgenden Zitat vom Sendbrief vom Dolmetschen Martin Luthers aus 1530 ersichtlich ist:
… den man mus nicht die buchstaben inn der lateinischē sprachen fragē / wie man sol Deutsch redē / wie diese esel thun / sondern / man mus die mutter jhm hause / die kinder auff der gassen / den gemeinen mā auff dem marckt drumb fragen / vn den selbigē auff das maul sehen / wie sie reden / vnd darnach dolmetzschen / so verstehen sie es den / vn mercken / das man Deutsch mit jn redet.
Die Schrägstriche wurden durch die heutigen Kommas erst Ende des 17. Jahrhunderts, also in der nächsten (neuhochdeutschen) Periode, verdrängt. In die Zeit des 17. Jahrhunderts fallen auch erste Beispiele der Anwendung des Ausrufezeichens (!), des Fragezeichens (?) und des Semikolons (;).

### Herausbildung der deutschen Gemeinsprache
Ende der frühneuhochdeutschen Periode begannen, nicht zuletzt dank der Arbeit und Bemühungen der Wissenschaftler, Dichter und Humanisten, die Unterschiede zwischen verschiedenen Literatursprachen, die in verschiedenen Regionen Deutschlands im Gebrauch waren, zu verschwinden. Noch zu Beginn des 16. Jahrhunderts existierten in Deutschland zwei Varianten der Standardsprache – die im Einflussbereich der Wettiner im mittleren Osten und die im Einflussbereich der Habsburger im Südosten – die auch in anderen Teilen des Landes Anerkennung fanden. Ende des Jahrhunderts war schon die Vorrangstellung der ostmitteldeutschen Sprache sichtbar, unter anderem dank der Reformation, die in dieser Region ihren Anfang nahm und sich dort besonders gut entfaltete. Die Literatursprache des Wettiner Raums gewann immer mehr an Bedeutung; sie eroberte allmählich sowohl den katholischen Süden als auch den Norden Deutschlands, wo sie zur Sprache der Bildung und der Literatur wurde, im Gegensatz zu den niederdeutschen Mundarten, die von den dort lebenden Einwohnern vor allem im Alltagsleben benutzt wurden (und werden). Schließlich wurde die ostmitteldeutsche Sprache auch in der Literatursprache der Schweiz akzeptiert, obwohl das erst in der zweiten Hälfte des 17. Jahrhunderts erfolgte. Die obigen Entwicklungstendenzen waren natürlich viel komplizierter als hier dargestellt. Trotz der Vorrangstellung der ostmitteldeutschen Variante kann man nicht feststellen, dass sie Ende der frühneuhochdeutschen Periode schon völlig die Funktion der Gemeinsprache der Deutschen in dem heutigen Sinne des Wortes übernahm.

### Die Bedeutung Martin Luthers für die Entwicklung der deutschen Sprache
Martin Luther gilt vielfach als Schöpfer der neuzeitlichen deutschen Sprache. Diese Sichtweise wurde noch in der ersten Hälfte des 20. Jahrhunderts auch von einigen Sprachwissenschaftlern vertreten, so meinte etwa 1947 Wolfgang Jungandreas, dass

„Luther überall die entscheidenden Schritte zum Neuhochdeutschen hin gemacht hat, dass wir ihn also mit vollem Recht als den Schöpfer der neuhochdeutschen Schriftsprache ansehen können.“

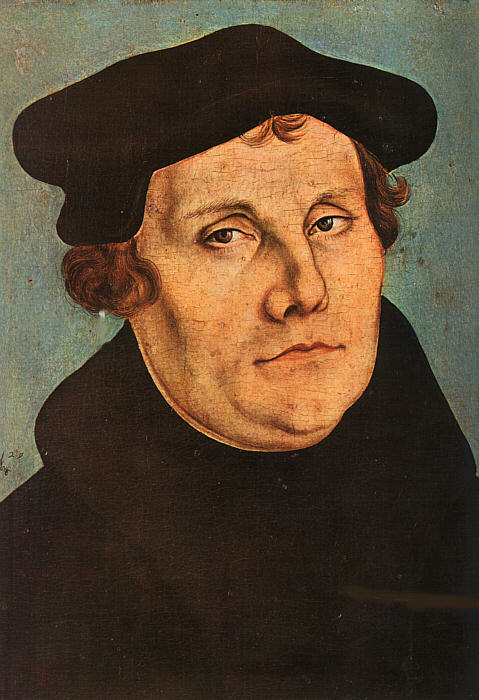
Martin Luther, Porträt von Lucas Cranach dem Älteren

Neuere Forschungen schätzen die Rolle Luthers zurückhaltender ein, denn bereits über hundert Jahre vor Luther hatte die sprachliche Standardisierung des Deutschen mit den Kanzleisprachen Sachsens und Österreichs begonnen. Jedoch hat Luther die frühneuhochdeutsche Sprache insbesondere mit seiner Bibelübersetzung stark beeinflusst, wahrscheinlich mehr als jede andere einzelne Person. Luther popularisierte viele Sprichwörter und bildhafte Redewendungen, obwohl sie überwiegend nicht von ihm stammen, wie beispielsweise Stein des Anstoßes, ein Dorn im Auge, sein Licht unter den Scheffel stellen.
Durch Luthers Werke setzten sich außerdem viele Wörter aus dem ostmitteldeutschen Raum gegenüber ihren Entsprechungen aus anderen Dialekten durch. Beispiele dafür sind die Worte Heuchler, Hügel, Scheune, Kahn – diese ersetzten in Süddeutschland Gleißner, Bühel, Scheuer und Nachen, die heute nur landschaftlich oder poetisch verwendet werden. Noch stärker war die Veränderung des Wortschatzes der norddeutschen (niederdeutschen) Dialekte durch die Lutherbibel. Bei Luther finden wir auch Beispiele der ersten Verwendung von Wörtern in neuen Bedeutungen, die später in die Standardsprache übergingen. Dazu gehören zum Beispiel anfahren (in der Bedeutung „in heftigem Ton zurechtweisen“), verfassen („schriftlich niederlegen“) oder fromm (das „tüchtig, rechtschaffen“ bedeutet hatte und erst bei Luther in der Bedeutung „gläubig, religiös“ benutzt wurde).
Während Luther die deutsche Sprache in vielen Punkten bereichert hat, gehen auch ein paar sprachliche Verluste auf seinen Einfluss zurück. Wie die meisten Sprachen hatte auch das Germanische sowie das Alt- und Mittelhochdeutsche noch unterschieden zwischen Glück im Sinne von engl. luck (lat. fortuna, frz. bonne chance usw.) und im Sinne von engl. happiness (lat. beatitudo, frz. bonheure); die entsprechenden Begriffe lauteten im Mittelhochdeutschen geluck(e) und sæl(e)de (< ahd. sālida) und im Frühneuhochdeutschen Glück und (regional) Sälde. Im Ostmitteldeutschen, in das Luther die Bibel übersetzte, war das Wort Sälde verloren gegangen, Glück stand für beides. Mit Luthers Bibelübersetzung setzte sich in der Folgezeit überall in Deutschland das Wort Glück in beiden Bedeutungen durch und das Wort Sälde ging unter. Die deutsche Sprache kann seitdem einen nicht ganz unwichtigen psychologischen und philosophischen Bedeutungsunterschied nur noch mit Umschreibungen ausdrücken.

### Textproben
Die Zahl erhaltener frühneuhochdeutscher Texte ist sehr groß und übersteigt die aus früheren Perioden weit. Dies war unter anderem der Erfindung des Drucks mit austauschbaren Lettern zu verdanken, der große Auflagen von Büchern und Flugschriften ermöglichte. Weiter folgen nur zwei Beispiele frühneuhochdeutscher Literatur.
Der Ackermann aus Böhmen von Johannes von Tepl (um 1400)

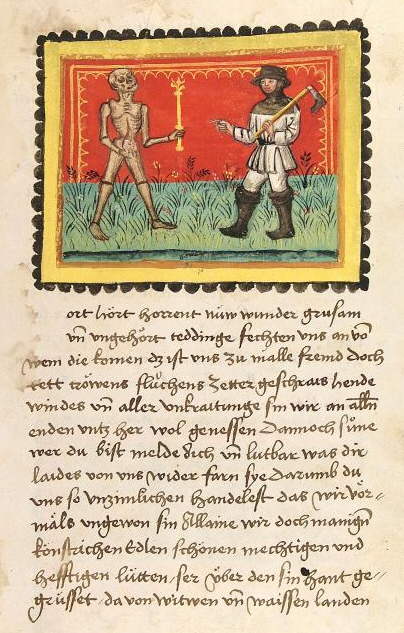
Der Ackermann aus Böhmen

Grimmiger tilger aller lande, schedlicher echter aller werlte, freissamer morder aller guten leute, ir Tot, euch sei verfluchet! got, ewer tirmer, hasse euch, vnselden merung wone euch bei, vngeluck hause gewaltiglich zu euch: zumale geschant seit immer! Angst, not vnd jamer verlassen euch nicht, wo ir wandert; leit, betrubnuß vnd kummer beleiten euch allenthalben; leidige anfechtung, schentliche zuversicht vnd schemliche verserung die betwingen euch groblich an aller stat; himel, erde, sunne, mone, gestirne, mer, wag, berg, gefilde, tal, awe, der helle abgrunt, auch alles, das leben vnd wesen hat, sei euch vnholt, vngunstig vnd fluchend ewiglichen! In bosheit versinket, in jamerigem ellende verswindet vnd in der vnwiderbringenden swersten achte gotes, aller leute vnd ieglicher schepfung alle zukunftige zeit beleibet! Vnuerschampter bosewicht, ewer bose gedechtnuß lebe vnd tauere hin on ende; grawe vnd forchte scheiden von euch nicht, wo ir wandert vnd wonet: Von mir vnd aller menniglich sei stetiglichen vber euch ernstlich zeter geschriren mit gewundenen henden!
Vorrede Martin Luthers zu seiner Übersetzung des Neuen Testaments (1522)

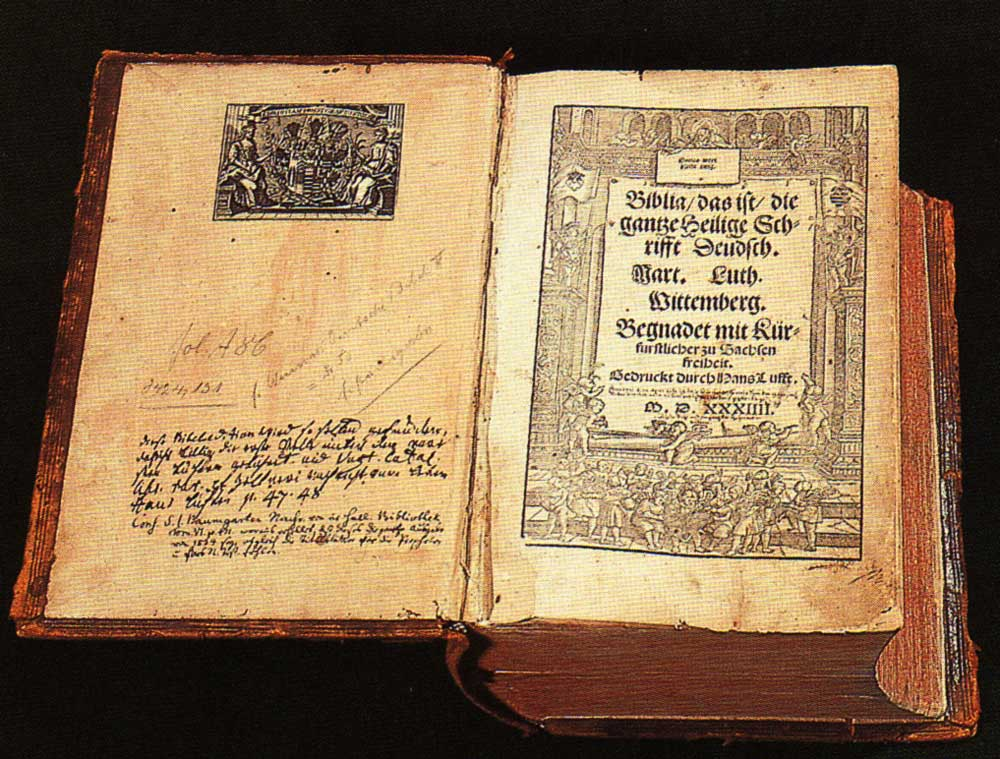
Lutherbibel

Es were wol recht vnd billich, das dis buch on alle vorrhede vnnd frembden namen außgieng, vnnd nur seyn selbs eygen namen vnd rede furete, Aber die weyl durch manche wilde deuttung vnd vorrhede, der Christen synn da hyn vertrieben ist, das man schier nit mehr weys, was Euangeli oder gesetz, new oder alt testament, heysse, fodert die noddurfft eyn antzeygen vnd vorrhede zu stellen, da mit der eynfelltige man, aus seynem allten wahn, auff die rechte ban gefuret vnd vnterrichtet werde, wes er ynn disem buch gewartten solle, auff das er nicht gepott vnnd gesetze suche, da er Euangeli vnd verheyssung Gottis suchen sollt.
Darumb ist auffs erste zu wissen, das abtzuthun ist der wahn, das vier Euangelia vnd nur vier Euangelisten sind, vnd gantz zuverwerffen, das etlich des newen testaments bucher teyllen, ynn legales, historiales, Prophetales, vnnd sapientiales, vermeynen damit (weyß nicht wie) das newe, dem alten testament zuuergleychen, Sondern festiglich zu halten, das gleych wie das allte testament ist eyn buch, darynnen Gottis gesetz vnd gepot, da neben die geschichte beyde dere die selben gehallten vnd nicht gehallten haben, geschrieben sind, Also ist das newe testament, eyn buch, darynnen das Euangelion vnd Gottis verheyssung, danebe auch geschichte beyde, dere die dran glewben vnd nit glewben, geschrieben sind, Also das man gewisß sey, das nur eyn Euangelion sey, gleych wie nur eyn buch des newen testaments, vnd nur eyn glawb, vnd nur eyn Gott, der do verheysset.
Denn Euangelion ist eyn kriechisch wortt, vnd heyst auff deutsch, gute botschafft, gute meher, gutte newzeytung, gutt geschrey, dauon man singet, saget vnd frolich ist, gleych als do Dauid den grossen Goliath vberwand, kam eyn gutt geschrey, vnd trostlich newtzeyttung vnter das Judisch volck, das yhrer grewlicher feynd erschlagen, vnd sie erloset, zu freud vnd frid gestellet weren, dauon sie sungen vnd sprungen vnnd frolich waren, Also ist dis Euangelion Gottis vnnd new testament, eyn gutte meher vnd geschrey ynn alle wellt erschollen durch die Apostell, von eynem rechten Dauid, der mit der sund, tod vnnd teuffel gestritten, vnd vberwunden hab, vnnd damit alle die, ßo ynn sunden gefangen, mit dem todt geplagt, vom teuffel vberweldiget gewesen, on yhr verdienst erloset, rechtfertig, lebendig vnd selig gemacht hat, vnd da mit zu frid gestellet, vnd Gott wider heym bracht, dauon sie singen, dancken Gott, loben vnd frolich sind ewiglich, ßo sie des anders fest glawben, vnd ym glawben bestendig bleyben.

## Neuhochdeutsch
Die Entwicklung der modernen deutschen Sprache datiert seit um 1650, also seit Ende des Dreißigjährigen Kriegs. Im phonologischen und morphologischen System erfolgten in dieser Zeit nur geringfügige Änderungen – die Sprache der zweiten Hälfte des 17. und des 18. Jahrhunderts ist grundsätzlich dieselbe, die wir heute sprechen. Größeren Wandel erfuhr in dieser Periode von etwa 350 Jahren der Wortschatz der deutschen Sprache, und zwar durch kontinuierliche Änderungen im politischen und gesellschaftlichen Leben und durch den enormen Fortschritt der Wissenschaft und Technik. Neue Wörter wurden geprägt oder sie änderten ihre Bedeutung, Fremdsprachen übten auch Einfluss auf die deutsche Sprache aus.

### Die deutsche Sprache von 1650 bis Ende des 18. Jahrhunderts

#### Herausbildung der einheitlichen Literatursprache

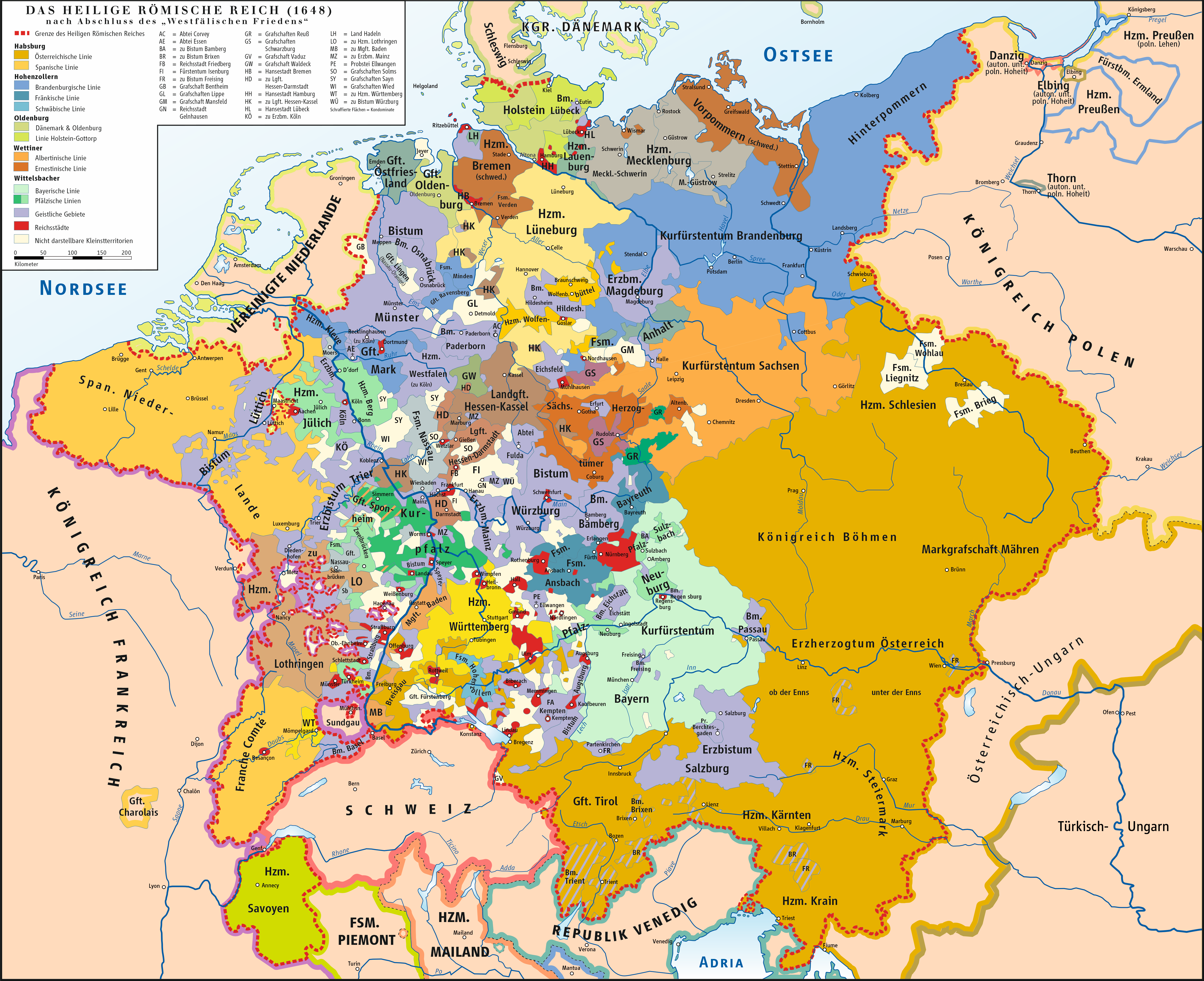
Heiliges Römisches Reich nach dem Westfälischen Frieden im Jahre 1648

In der neuhochdeutschen Periode kam es endlich zur Entstehung der einheitlichen deutschen Literatursprache mit überlandschaftlichem Charakter, und das trotz der großen politischen und konfessionellen Zersplitterung deutscher Gebiete nach dem Ende des Dreißigjährigen Kriegs. Zum großen Teil basierte diese Gemeinsprache auf der ostmitteldeutschen Variante des Deutschen, für die noch im 17. Jahrhundert zum Beispiel Martin Opitz und Hans Jakob Christoffel von Grimmelshausen und im 18. Jahrhundert Johann Christoph Gottsched plädierten. Diese Vorrangstellung der ostmitteldeutschen Variante bedeutete natürlich nicht, dass andere Varianten, zum Beispiel die oberdeutsche Variante, für die sich zum Beispiel süddeutsche Gelehrte aussprachen, völlig verdrängt wurden. In Wirklichkeit war die Literatursprache ein Konglomerat verschiedener Dialekte und Varianten der deutschen Sprache.
Im 18. Jahrhundert entwickelten sich auch verschiedene Umgangssprachen, die sich aus Territorialdialekten herausbildeten, in einem größeren Gebiet gesprochen wurden und eine Zwischenstellung zwischen der Literatursprache und den Dialekten einnahmen. Sie gewannen erst später, im 19. und 20. Jahrhundert, an Bedeutung, als große Menschenmassen auf der Suche nach Arbeit in andere Regionen auszuwandern begannen.

#### Änderungen im phonologischen und morphologischen System
Im Bereich der Phonologie erfolgten im Neuhochdeutschen keine wesentlichen Änderungen mehr, obwohl es natürlich weiterhin Unterschiede in der Aussprache in einzelnen Regionen gab – eine standardisierte, landesweit bindende Aussprache existierte nicht.
In der Morphologie wurden Tendenzen fortgesetzt, die auf die klare Unterscheidung der Singular- und Pluralformen zielten. Zu diesem Zweck wurde häufiger der Umlaut (zum Beispiel Hahn – Hähne, Bogen – Bögen) und das Suffix -r (zum Beispiel Männer, Geister, Würmer statt mittelhochdeutsch manne, geiste, würme) benutzt.
In der Flexion entstand ein ganz neues Deklinationsmuster, in dem die so genannte starke Deklination (mit -s im Genitiv) mit der schwachen (mit -n) zusammenfiel. Im Singular werden Wörter dieser Klasse (zum Beispiel Auge, Bett, Ohr) stark und im Plural schwach dekliniert:
| Singular                             | Plural                                  |
| ------------------------------------ | --------------------------------------- |
| das Auge des Auges dem Auge das Auge | die Augen der Augen den Augen die Augen |

Im Präteritum der starken Verben kam es zur endgültigen Angleichung der Singular- und Pluralformen. Während sie im Mittelhochdeutschen oft noch unterschiedlich (ich sang – wir sungen, ich fand – wir funden) waren, setzte im Frühneuhochdeutschen der Prozess ihrer Anpassung ein, der jetzt im Neuhochdeutschen zum Schluss kam – sowohl die Singular- als auch die Pluralform haben jetzt den gleichen Vokal im Verbstamm (ich sang – wir sangen).
Zu einer Angleichung kam es auch beim Perfektpartizip. Noch im 16. Jahrhundert bildeten manche Verben (werden, kommen, finden, bringen) dasselbe ohne das Präfix ge- (vgl. darum bin ich kommen und taufe im Wasser); im Neuhochdeutschen werden geworden, gekommen, gefunden, gebracht verwendet. Als Relikt der frühneuhochdeutschen Periode ist worden nur in Passivformen der Vorzeitigkeit (wie im Satz er ist nach Berlin versetzt worden) bis heute erhalten geblieben.

#### Änderungen im Wortschatz

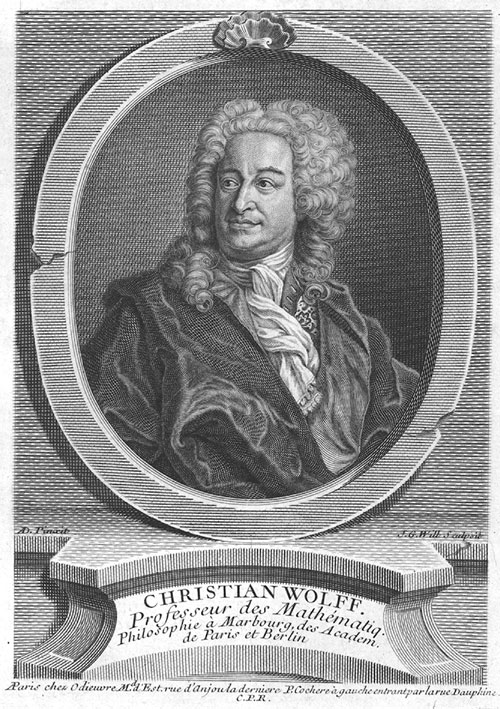
Christian Freiherr von Wolff

Das 18. Jahrhundert, das Zeitalter der Aufklärung, war das Zeitalter der Anfänge der modernen Wissenschaft, was auch auf den Wortschatz der deutschen Sprache Einfluss hatte. Neue Wörter wurden geprägt (zum Beispiel Sauerstoff als Lehnübersetzung des französischen oxygène); die Präzision des Ausdrucks wurde wichtig, was zu Versuchen der klaren Abgrenzung des Bedeutungsumfangs der Wörter führte. Die Sprache der Wissenschaft beeinflusste aber auch die Gemeinsprache, die viele Wörter aus dem Fachwortschatz einzelner Wissenschaftsgebiete übernahm. Aus dem Wortschatz der Philosophie wurden Wörter wie Bedeutung, Bewusstsein, Verhältnis, Verständnis übernommen, aus dem Bereich der Mathematik Abstand, Schwerpunkt, Spielraum (viele dieser philosophischen und mathematischen Begriffe stammen vom Universitätsgelehrten, Philosophen und dem Mathematiker Christian Wolff).

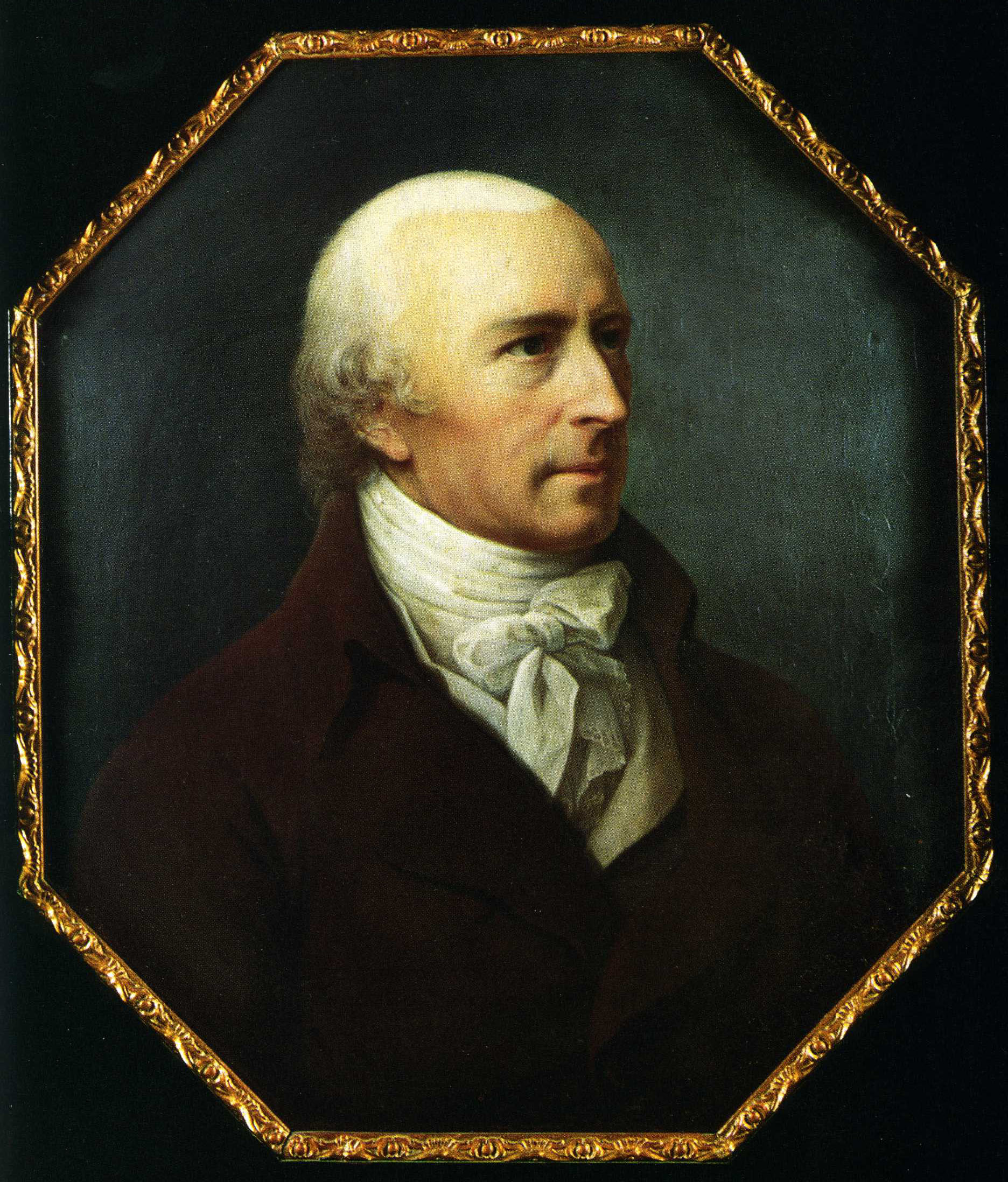
Joachim Heinrich Campe

Wie in früheren und späteren Perioden wurde die deutsche Sprache durch Fremdsprachen beeinflusst, besonders Französisch, seinerzeit die Sprache eines Großteils des Adels und der wissenschaftlichen Elite. Aus der französischen Sprache übernahm man insbesondere Wörter, die sich auf die Mode bezogen, aber auch Verwandtschaftsbezeichnungen: Onkel, Tante, Cousin, Cousine sind alle französischer Herkunft. Besonders im Westen Deutschlands, etwa im Rheinland, in der Rheinpfalz und in Baden, war der Einfluss des Französischen stark. Von Friedrich dem Großen ist überliefert, dass an seinem Tisch stets Französisch gesprochen wurde und dass er erst vor der Schlacht bei Leuthen an seine Offiziere eine Ansprache auf Deutsch richten mochte.
Viele Dichter und Wissenschaftler bekämpften solche Übernahmen anderssprachiger Wörter. Zu nennen ist hier vor allem Joachim Heinrich Campe, der bekannteste Sprachpurist dieser Zeit, der in seinem 1801–1804 erschienenen Wörterbuch zur Erklärung und Verdeutschung der unserer Sprache aufgedrungenen fremden Ausdrücke Neuprägungen zum Ersatz dieser Fremdwörter vorschlug. Von Campe stammen zum Beispiel Erdgeschoss (das er für Parterre vorschlug), Hochschule (Universität) oder Stelldichein (Rendezvous).
Auch vorrangig als Dichter bekannte Persönlichkeiten dieser Zeit trugen so zur Bereicherung der deutschen Sprache bei. Von Johann Christoph Gottsched stammen angemessen (für adäquat), Begeisterung (Enthusiasmus), von Friedrich Gottlieb Klopstock Einklang (Harmonie), von Johann Wolfgang von Goethe beschränkt (für borniert) und hochfahrend (arrogant) und von Friedrich Schiller Gaukelbild (für Phantom).

#### Theoretische Beschäftigung mit der deutschen Sprache

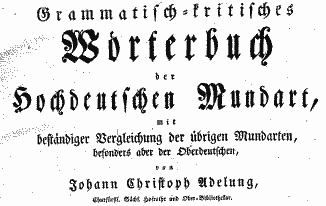
Deckblatt von Adelungs Grammatisch-kritischen Wörterbuchs der Hochdeutschen Mundart

Im 17. und 18. Jahrhundert vertiefte sich das wissenschaftliche Interesse für die deutsche Sprache. Wörterbücher wurden verlegt, darunter Großes Teutsch-Italienisches Dictonarium, oder Wort- und Red-Arten-Schatz der unvergleichlichen Hoch-teutschen Grund- und Hauptsprache von Matthias Kramer (1700), Teutsch-Lateinisches Wörterbuch von Johann Leonhard Frisch (1741) und vor allem der fünfbändige Versuch eines vollständig grammatisch-kritischen Wörterbuchs der Hochdeutschen Mundart, mit beständiger Vergleichung der übrigen Mundarten, besonders aber der oberdeutschen von Johann Christoph Adelung (1774–1786), mit dem der Verfasser ein normatives Werk für alle Deutsch Sprechenden und Schreibenden zu schaffen versuchte.
Der letzte Autor verfasste auch Werke aus dem Bereich der Grammatik, wie Deutsche Sprachlehre (1781) oder Umständliches Lehrgebäude der Deutschen Sprache (1782). Früher (1748) erschien die Grundlegung einer Deutschen Sprachkunst, nach den Mustern der besten Schriftsteller des vorigen und jetzigen Jahrhunderts von Johann Christoph Gottsched, der sich auch für die Einfachheit, Klarheit und Sachlichkeit im Geiste der Aufklärung einsetzte.

### Die deutsche Sprache im 19. Jahrhundert
Das 19. Jahrhundert war das Zeitalter der Industriellen Revolution in deutschen Ländern und der Vereinigung Deutschlands zu einem Nationalstaat (1871). Vor allem der Fortschritt der Wissenschaft und Technik beeinflusste die Entwicklung der deutschen Sprache durch neue Wörter und neue Bedeutungen vorhandener Wörter; neue gesellschaftliche Prozesse kamen auch in der Sprache zum Ausdruck.

#### Entstehung der modernen Sprachwissenschaft (Linguistik)
Anfang des 19. Jahrhunderts wurde die Linguistik im heutigen Sinne des Wortes begründet. Im Zentrum stand nun die Untersuchung der Geschichte und Gegenwart des bestehenden Sprachsystems, während im 17. und 18. Jahrhundert die Erarbeitung sprachlicher Normen, die Sprachpflege und teilweise auch die Bekämpfung von Fremdwörtern im Vordergrund gestanden hatten.

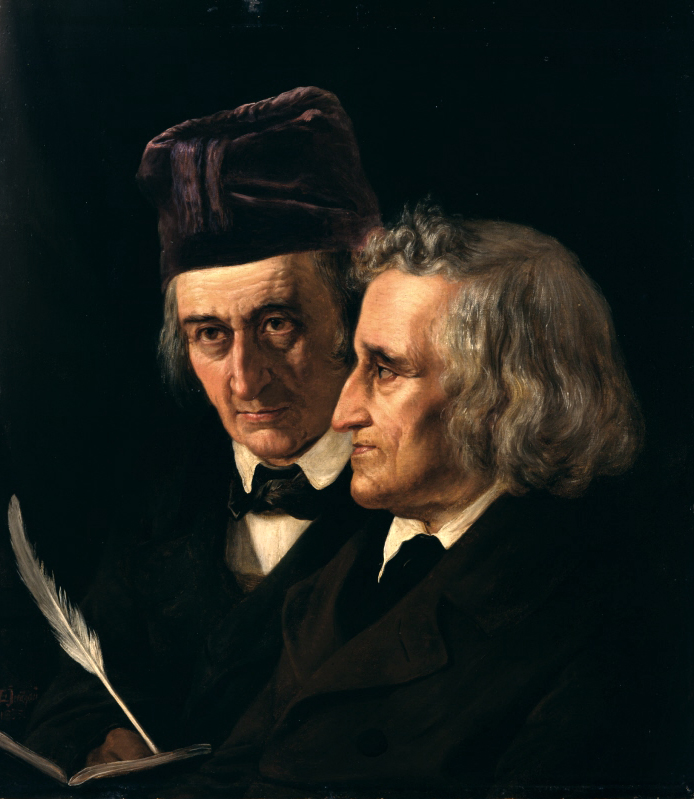
Die Brüder Wilhelm (links) und Jacob Grimm

Die führenden Sprachwissenschaftler dieser Zeit waren die Brüder Grimm, Autoren des Deutschen Wörterbuchs, dessen erster Band 1854 erschien (das Wörterbuch wurde erst 1960 vollendet), und vieler anderer Werke auf dem Gebiet der Germanistik, zum Beispiel der historisch-vergleichenden Deutschen Grammatik von Jacob Grimm aus dem Jahr 1819. Sie gelten als Begründer der modernen Germanistik.
Ihnen folgten in der zweiten Hälfte des 19. Jahrhunderts die so genannten Junggrammatiker, die sich für die historische Entwicklung der deutschen Sprache und Indogermanistik interessierten. Zu den Vertretern dieser Richtung gehörten Wilhelm Scherer, Autor des Werks Zur Geschichte der deutschen Sprache (1868), und Hermann Paul, Autor der Prinzipien der Sprachgeschichte. Als ein Ergebnis ihrer Vergleiche indogermanischer Sprachen formulierten sie die These von der Ausnahmslosigkeit der Lautgesetze. Um jene zu bestätigen, begann Georg Wenker 1876 Arbeiten am Sprachatlas des Deutschen Reiches, dem späteren Deutschen Sprachatlas, die aktuell noch andauern. Die Ergebnisse dieser Arbeiten widerlegten jedoch die genannte These.

#### Änderungen im Wortschatz
Im 19. Jahrhundert führte der wissenschaftliche und technische Fortschritt zur schnellen Entwicklung des Fachwortschatzes. Aus der Notwendigkeit, neue Erfindungen und Entdeckungen zu benennen, entstanden neue Wörter wie elektrisch, Elektrizität (griechischer Herkunft) und vieler neuer Komposita wie Waschmaschine, Nähmaschine, Gasanstalt, Eisenbahn. Neuer Wörter bedurften auch neue Erscheinungen aus dem politischen und gesellschaftlichen Leben, wie Reichsgesetz, Streik. Viele der neuen Wörter waren fremder, meist englischer oder französischer Herkunft (Lokomotive, Telegramm, Perron, Coupé, Conducteur, Billet), was aus dem wirtschaftlichen Übergewicht dieser Länder Anfang des 19. Jahrhunderts folgte. Anfang des 20. Jahrhunderts wurden sie auch wegen nationalistischer Stimmungen im damaligen Deutschland zum Teil durch Neuprägungen (Bahnsteig, Abteil, Schaffner, Fahrkarte) verdrängt.

#### Normierung der deutschen Rechtschreibung und Aussprache

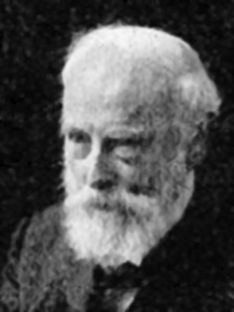
Konrad Duden

Bis zum Ende des 19. Jahrhunderts war die deutsche Rechtschreibung nicht normiert. Wie aktuell im englischen Sprachraum, in dem verschiedene Schreibweisen eines Wortes (zum Beispiel realise – realize) zulässig sind, gab es keine Behörde, die allgemeinverbindlich über die Fragen der orthographischen Richtigkeit entschieden hätte. So kamen zum Beispiel außer den Formen Hilfe, Silbe auch Hülfe, Sylbe vor; bei Fremdwörtern waren verschiedene Schreibweisen (Medizin – Medicin, Kanal – Canal) zu finden, beim Suffix -ieren auch die Form ohne e (studieren – studiren). 1880 versuchte Konrad Duden die Fragen der deutschen Rechtschreibung zu regeln, indem er in diesem Jahr sein Vollständiges orthographisches Wörterbuch der deutschen Sprache herausgab. Die Vorschläge Dudens wurden weitgehend auf der Orthographischen Konferenz im Jahre 1901 angenommen, auf der erstmals in der Geschichte die deutsche Rechtschreibung amtlich festgelegt wurde. Die Regeln, die damals angenommen wurden, galten bis zur Reform der deutschen Rechtschreibung von 1996.
Ende des 19. Jahrhunderts wurde auch die deutsche Aussprache normiert. Zum diesbezüglichen Standardwerk wurde Die Deutsche Bühnenaussprache (1898) von Theodor Siebs.

### Die deutsche Sprache im 20. Jahrhundert

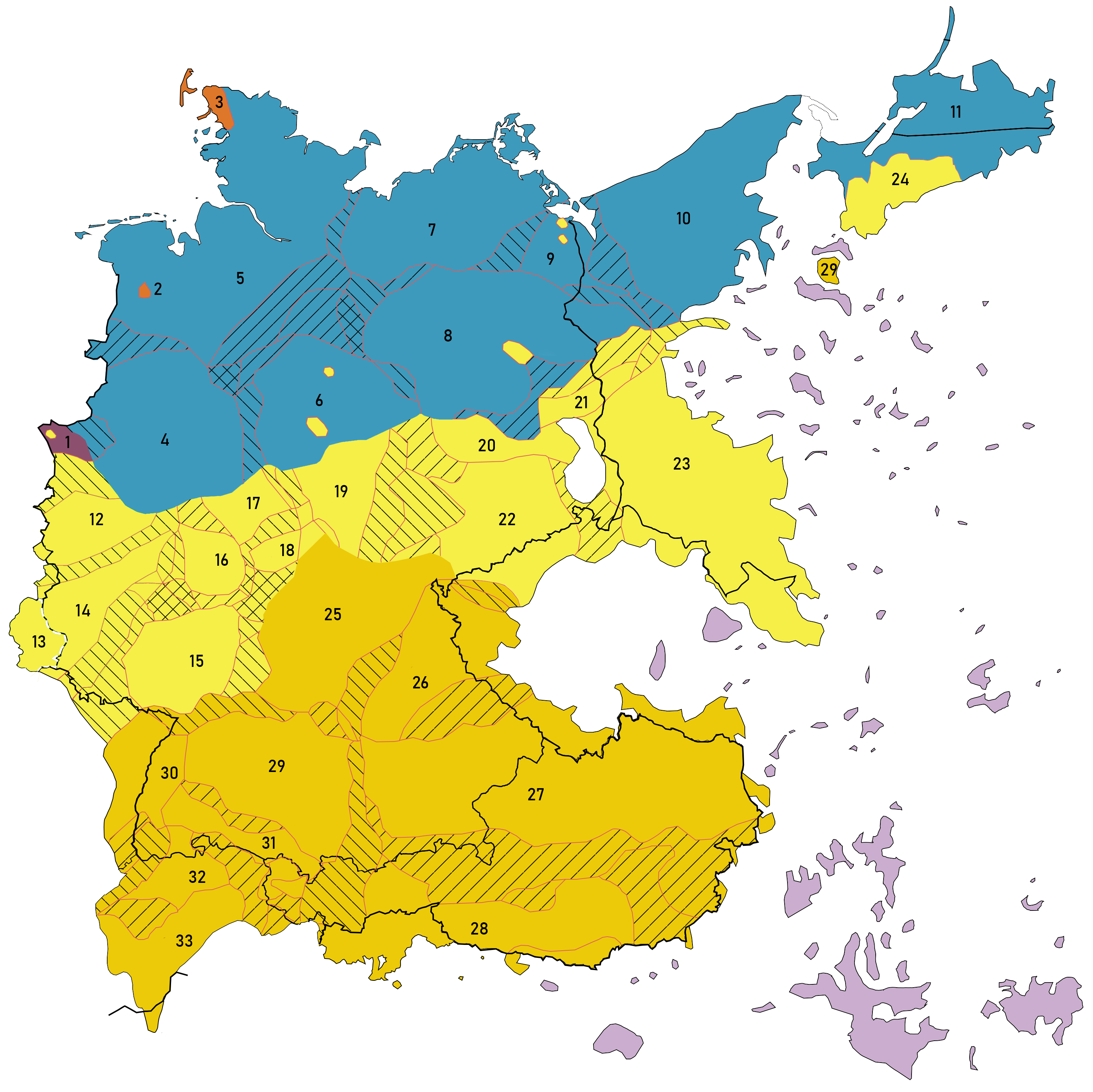
Deutsches Sprachgebiet um 1900 (nach Peter Wiesinger und König) mit den folgenden dialektalen Großgruppen:
Deutsche Sprachinseln in fremdsprachigem Gebiet

Die Entwicklung der deutschen Sprache im 20. Jahrhundert setzte viele Tendenzen fort, die noch im vorangehenden Jahrhundert begonnen hatten; hinzu kamen die Einflüsse zweier totalitärer Ideologien (Nationalsozialismus und kommunistischer Sozialismus), unter deren Zeichen das 20. Jahrhundert stand. Wie im 19. Jahrhundert änderte sich vor allem der Wortschatz; Ende des Millenniums wurde jedoch auch gefordert, die 1901 normierte Rechtschreibung zu reformieren.
Infolge der Vertreibung Deutschsprachiger aus den Ostgebieten des Deutschen Reiches und der Vertreibung der Deutschen aus der Tschechoslowakei verkleinerte sich das geschlossene deutsche Sprachgebiet. Durch Vertreibung der Deutschsprachigen aus Mittel- und Osteuropa siedelten Sprecher der Dialekte dieser Gebiete im Nachkriegsdeutschland. Infolgedessen haben Dialekte wie Schlesisch, Niederpreußisch und Ostpommersch nur noch wenige Sprecher. Im Elsass und im nördlichen Lothringen wurde in der Nachkriegszeit Deutsch weitgehend durch Französisch verdrängt.

#### Entwicklung der modernen Sprachwissenschaft

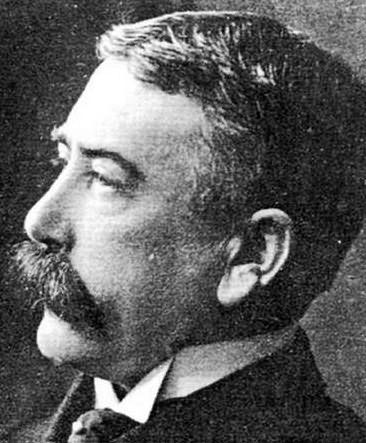
Ferdinand de Saussure

Im Gegensatz zum 19. Jahrhundert, in dem Sprachwissenschaftler die Sprache in ihren historischen (diachronischen) Aspekten untersuchten, verschob sich das Interesse der Linguistik im 20. Jahrhundert auf die Erforschung der Gegenwart (Synchronie) der Sprache. Zur dominierenden Richtung in der Sprachwissenschaft wurde der Strukturalismus, dessen Grundlagen sich in den (erst 1916, also postum, herausgegebenen) Vorlesungsschriften Cours de linguistique générale des schweizerischen Sprachwissenschaftlers Ferdinand de Saussure finden. De Saussure lehnte sprachgeschichtliche Forschungen ab und sah wie andere Strukturalisten in der Beschreibung des Sprachsystems in seinen aktuellen Zusammenhängen die einzige Aufgabe der Linguistik. De Saussure war auch der erste, der zwischen der Sprache als System von Zeichen (langue) und dem Sprechakt (parole) unterschied. Ausgehend von den Ansichten de Saussures entwickelten sich innerhalb der strukturalistischen Sprachwissenschaft später eine Vielzahl verschiedener, oft weit voneinander entfernter Strömungen.

#### Die deutsche Sprache im Nationalsozialismus
Die von der NS-Propaganda genutzten Wörter spiegelten die nationalistische und rassistische Ideologie des Dritten Reichs wider: Sie gebrauchte zum Beispiel Begriffe wie Rassenbewusstsein, Rassenschande, Arier, Halbjude. Nur wenige dieser Wörter wurden jedoch von den Nationalsozialisten selbst geprägt; die meisten wurden am Anfang des 20. oder noch Ende des 19. Jahrhunderts aus der völkischen Ideologie übernommen. „Das Dritte Reich hat die wenigsten Worte seiner Sprache selbstschöpferisch geprägt.“ stellte Victor Klemperer in seiner Abhandlung über die Sprache des „Dritten Reichs“ (LTI – Notizbuch eines Philologen) fest.
Zur Sprachpolitik der Nazis gehörten Ortsumbenennungen. Allein im heutigen Brandenburg wurden zwischen 1936 und 1938 49 Orte umbenannt oder ihre Namen "eingedeutscht", weil sie slawisch klangen. Außerdem wurden sieben weitere Namen geändert, in denen die Bezeichnung "Wendisch" vorkam, so wurde Wendisch Buchholz zu Märkisch Buchholz, weil der alte Name an die Sorben (Wenden) erinnerte; dieser Name gilt bis heute. In den damaligen Ostprovinzen ging die Zahl der umbenannten Orte sogar in die Hunderte, in Ostpreußen wurden vor allem baltisch klingende Namen verändert. Dabei unterliefen einige Fehler, teilweise wurde der eine slawische oder baltische Name durch einen anderen, ebenfalls slawischen oder baltischen Namen ersetzt.
Besonders nach dem Beginn des Zweiten Weltkrieges im Jahr 1939 nahm die Verwendung und Neuprägung militärischer Ausdrücke zu – auch in Bezug auf das zivile Leben. Dazu gehören zum Beispiel Komposita mit Schlacht (Arbeitsschlacht, Ernteschlacht) oder Wörter wie kämpferisch, Einsatz, marschieren.
Die von den Nationalsozialisten benutzten Wörter waren oft Euphemismen oder Verhüllungen. Das bekannteste Beispiel ist die Endlösung der Judenfrage, aber auch Evakuierung für die systematische Ermordung der Juden Europas. Weitere Beispiele sind Feldzug statt Krieg, Rückschlag statt Niederlage und Frontbegradigung statt Rückzug. Beispiele im politischen Bereich sind die Heimkehr der Ostmark ins Reich für den Anschluss Österreichs (die Nutzung des Namens Österreich war in Deutschland außer im historischen Kontext verboten), oder die Rückgliederung des Sudetenlandes für die Annexion der deutschsprachigen Grenzgebiete der Tschechoslowakei nach dem Münchner Abkommen im Jahre 1938.
Im übrigen wollte Hitler als Zentralist die Dialekte zugunsten einer einheitlichen deutschen Sprache zurückdrängen. In einer Auseinandersetzung über die Pflege von Dialekten im Radio ließ er das Propagandaministerium erklären: „Wie durch die lutherische Bibelübersetzung eine klare deutsche Schriftsprache und der Reichsgedanke sich durchgesetzt haben, so müsse jetzt der Großdeutsche Rundfunk die Aufgabe übernehmen, gewissermaßen das klassische Deutsch zu sprechen und damit seinen Teil zur Überwindung der volkstrennenden Erscheinungen auf dem Gebiet der Sprache (…) beizutragen.“ Dabei war Hitler sogar der Ansicht, dass der Nationalsozialismus langfristig ein neues, modernes Deutsch schaffen würde, das die sprachlichen Relikte der Vergangenheit hinter sich lasse. Allerdings stoppte er persönlich eine von Reichserziehungsminister Bernhard Rust angestrebte Rechtschreibreform weil für solche Nebensächlichkeiten im Krieg keine Zeit sei.

#### Die deutsche Sprache in der DDR
Nach 1945 betrieben die Herrschenden der sowjetischen Besatzungszone wie auch später der DDR eine zentral gesteuerte, propagandistisch untermauerte gesellschaftliche Umgestaltung. Dem entsprachen auf sprachlicher Ebene neue Wörter und Wortverbindungen wie Neuererbewegung oder Plansoll. Zahlreiche Neuprägungen wie Kulturhaus, Wandzeitung, Pädagogischer Rat (in der Bedeutung „Gesamtheit der Lehrkräfte einer Schule“), Brigade („Arbeitsgruppe in einem Produktionsbetrieb“) oder sozialistisches Lager („Gesamtheit der Staaten mit entsprechender Gesellschaftsordnung“) waren Lehnübersetzungen oder Lehnbedeutungen aus dem Russischen. Einige dieser Wörter (zum Beispiel Neubauer, Aufbauhelfer oder Arbeiter-und-Bauern-Fakultät) gerieten rasch außer Gebrauch, wenn sich politische Ziele oder Prioritäten verändert hatten.
DDR-typische Euphemismen waren die offizielle Bezeichnung des Baus der Berliner Mauer als Sicherung der Staatsgrenze und des errichteten Bauwerkes als antifaschistischen Schutzwall. Umgekehrt wurde der Aufstand vom 17. Juni 1953 ein gescheiterter konterrevolutionärer Putschversuch genannt, und auch weitere Begrifflichkeiten dienten vor allem der Diskreditierung der Wirtschafts- und Gesellschaftsordnung des KAs („kapitalistischen Auslands“), insbesondere der Bundesrepublik Deutschland.

#### Staatsbezeichnungen während der Zweistaatlichkeit Deutschlands
Die wechselseitigen Bezeichnungen der Bundesrepublik Deutschland, abgekürzt BRD, und der Deutschen Demokratischen Republik, abgekürzt DDR, in Medien und im öffentlichen Leben während der Zweistaatlichkeit Deutschlands geben einen interessanten Einblick in die propagandistische Funktion der Sprache. Der Selbstbezeichnung der DDR wurde in der BRD insoweit gemieden, als deren Eigenstaatlichkeit nicht anerkannt wurde. Dies betonende Printmedien schrieben die Abkürzung in Anführungszeichen („DDR“), solange jene existierte. Alternativ war geläufig, von der sowjetischen Besatzungszone oder der Ostzone zu sprechen. Die Bezeichnung Mitteldeutschland für das Gebiet der DDR berücksichtigte eine bundesrepublikanische Rechtsauffassung, die das nach 1945 von Polen und der Sowjetunion verwaltete Gebiet östlich der Oder und Neiße als weiterhin zum deutschen Staatsgebiet gehörig betrachtete und als „Ostdeutschland“ bezeichnete (vgl. Rechtstheorien zum Fortbestand des Deutschen Reiches). In der BRD war „Deutschland“ als Selbstbezeichnung ebenfalls üblich. Da auch diese implizit die Eigenstaatlichkeit der DDR bestritt, wurde in der DDR die BRD nie als „Deutschland“ bezeichnet. Die Langform Bundesrepublik war in DDR-Medien selten; man bevorzugte die Abkürzungen BRD und DBR. Wiederum als Reaktion hierauf wurde in der Bundesrepublik Deutschland diese Abkürzung seltener gebraucht.

#### Reform der deutschen Rechtschreibung 1996

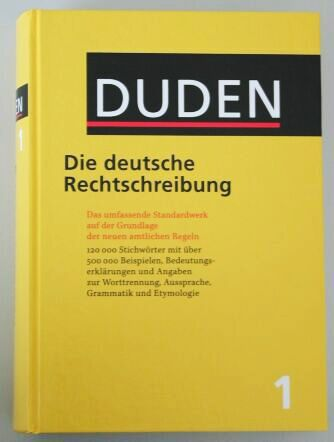
Der Duden

Die formale Kodifizierung der deutschen Orthographie auf der Orthographischen Konferenz 1901 setzte den Diskussionen über deren mögliche Vereinfachung und Vereinheitlichung kein Ende. 1954 wurden auf einer der nächsten Orthographiekonferenzen die Stuttgarter Empfehlungen formuliert, die unter anderem die in anderen europäischen Sprachen übliche Kleinschreibung aller Substantive bis auf Eigennamen vorschlugen. Die Umsetzung dieser Vorschläge scheiterte am Widerstand insbesondere von Schriftstellern und Journalisten.
Seit 1954 wurde das Duden-Wörterbuch separat in der BRD (im Bibliographisches Institut & F. A. Brockhaus in Mannheim) und in der DDR (im VEB Bibliographisches Institut Leipzig) verlegt. Die unterschiedlichen politischen und gesellschaftlichen Verhältnisse in den beiden deutschen Staaten spiegelten sich erstrangig im Wortschatz wider; abweichende Orthographie betraf hingegen allenfalls einige nichtdeutsche Eigennamen (zum Beispiel Costa Rica in der BRD vs. Kostarika in der DDR) und Entlehnungen (zum Beispiel Woiwodschaft in der BRD vs Wojewodschaft in der DDR für den polnischen Verwaltungsbezirk).
In den 1980er Jahren wurden Diskussionen über eine Reform und Vereinfachung der orthographischen Regeln wieder stärker. Verschiedene Vorschläge mündeten 1995 in einen Beschluss der Ständigen Konferenz der Kultusminister der Länder in der Bundesrepublik Deutschland, zum 1. August 1998 eine Reform der deutschen Rechtschreibung einzuführen; eine Übergangsphase bis zum 31. Juli 2005 war vorgesehen. 1996 folgte eine entsprechende Selbstverpflichtung anderer Länder mit deutschsprachiger Bevölkerungsmehrheit (Österreich, Schweiz, Liechtenstein). Die Reformvorschläge stießen insbesondere unter Autoren auf nicht wenig Kritik; die vorgesehenen Änderungen seien zu weitgehend, in sich widersprüchlich oder sie führten zu Mehrdeutigkeiten. Letzteres bezog sich vor allem darauf, dass zunächst die traditionellen Zusammenschreibungen konsequent getrennt werden sollten; ein "viel versprechender" und ein "vielversprechender" Politiker wäre dann trotz des evienten Bedeutungsunterschiedes in der geschriebenen Sprache nicht mehr zu unterscheiden gewesen. In der Folge setzten mehrere Zeitungen, Zeitschriften und Verlage die Regeländerungen nicht oder nur teilweise um und folgten somit einer Hausorthographie. Daraufhin wurden 2006 einige Regeln (vor allem der Groß- und Klein- sowie der Zusammen- und Getrenntschreibung) modifiziert, sodass für manche geänderte Schreibweise die vor 1995 geltende Form (etwa es tut mir leid, sogenannte) wieder zulässig ist. Die so reformierte Rechtschreibung hat sich in der Folgezeit weitgehend durchgesetzt, nur wenige Periodika folgen noch den alten Regeln.

### Die Gegenwart: Entwicklungstendenzen der deutschen Sprache im 21. Jahrhundert

#### Änderungen in der Aussprache (Phonologie)
Schon seit einiger Zeit entfernt sich die deutsche Aussprache in mehreren Punkten von den Regeln, die Theodor Siebs Ende des 19. Jahrhunderts aufgestellt hat. Beispielsweise wurde das Zungenspitzen-r [r] fast ganz vom Zäpfchen-r [ʀ] oder dem Reibe-r [ʁ] verdrängt. Insbesondere nach "a" verstummt das "r" zunehmend ganz, so dass Wörter wie Start und Staat, warten und waten, Jahr und ja, scharf und Schaf, Charme und Scham, Garbe und Gabe, Farne und Fahne, Harn und Hahn, Sarg und sag! usw. homonym werden. Ausgangsgebiet dieser phonologischen Innovation waren im 20. Jahrhundert Hessen und das Ruhrgebiet, sie hat sich unterdessen ziemlich weit verbreitet und ist seit einigen wenigen Jahren sogar bei Sprechern im öffentlich-rechtlichen Rundfunk zu hören – trotz der nicht wenigen, teilweise störenden Homophonien, die sie verursacht.
Der Langvokal ä (etwa in Ähre oder Bären [Plural]) wird immer häufiger nicht mehr offen [ɛ:] ausgesprochen, sondern – an sich falsch – geschlossen [e:] wie e in Ehre oder Beeren, so dass die genannten Wörter homophon werden. Homophonien entstehen dadurch auch zwischen einigen Verbformen von Indikativ und Konjunktiv (ich lese / läse, ich gebe / gäbe).
Auch in der Aussprache des Deutschen verlieren sich Regionalismen immer mehr. Helmut Schmidt hat noch als Bundeskanzler anlautend "st" nach traditionell Hamburger und niederdeutscher Art wie im Englischen als [st] artikuliert ("S-traßenbau", "S-teigerung"), was seit längerem kein Hamburger Politiker mehr tut, erst recht nicht, wenn er auf Bundesebene agiert. Ein erheblicher und rasch wachsender Teil der jungen Generation spricht heute ein Deutsch ohne jede regionale Färbung, also eine Sprachform, die nach Einschätzung der meisten Linguisten selbst in den 1970er Jahren noch gar nicht existiert hat.

#### Änderungen im Formensystem (Morphologie) und in der Syntax (Satzbau)
Die zunehmende Nutzung des Suffixes -s besonders in Abkürzungen (PKWs, LKWs) ist an sich ungenau, denn der Plural von Lastkraftwagen lautet ebenfalls Lastkraftwagen; das Suffix markiert aber den Plural eindeutig und ist insofern nützlich. Seine Verbreitung wird durch eine morphologische Interferenz infolge des Kontakts mit dem Englischen begünstigt. Im Deutschen kam der Plural auf -s ursprünglich nur in einigen niederdeutschen Dialekten vor. Kurzformen wie Uni (anstatt Universität), Akku (Akkumulator), Labor (Laboratorium) haben insbesondere in der gesprochenen und informellen Sprache die umständlichen, längeren Formen nahezu vollständig verdrängt.
Auch ersetzt die analytische Form „Konjunktiv II von werden + Infinitiv eines gegebenen Verbs“ zunehmend den (synthetischen) Konjunktiv II des gegebenen Verbs (Beispiel: ihr würdet biegen statt ihr böget). Die analytische Form hebt sich formal vom Indikativ Präteritum ab, was der Konjunktiv II bei schwachen Verben nie leistet (Beispiel: Er hoffte, dass sie diese Gelegenheit nutzen würde. gegenüber Er hoffte, dass sie diese Gelegenheit nutzte.). Die analytische Form wird auch nie zum Homophon des Indikativ Präsens, was aber beim Konjunktiv II starker Verben eintreten kann, wenn der Langvokal ä nicht [ɛ:], sondern [e:] ausgesprochen wird (siehe oben; Beispiel: Nur dann läse ich das. kann wie Nur dann lese ich das. klingen; demgegenüber kann Nur dann würde ich das lesen. nicht mit der Indikativ-Formulierung verwechselt werden). Seit einiger Zeit wird die analytische Form auch unabhängig von einer möglichen Verdunklung des Konjunktivs II durch Homophonie als zulässig betrachtet. So kann sie in einem Bedingungssatz stehen (Beispiel: wenn du kommen würdest,… statt wenn du käm(e)st,…), obwohl in diesem Fall bei einem schwachen Verb die satzeinleitende konditionale Konjunktion, bei einem starken Verb dessen regelgerechte Aussprache den Konjunktiv II unzweideutig als solchen kenntlich macht. Aus diesem Grund galt früher in einem solchen Fall die Verwendung der analytischen Form als falsch.
Syntaktisch ersetzen Funktionsverbgefüge (auch Streckformen genannt; i.Folg. FVG) häufiger Verbalkonstruktionen. Beispielsweise wird erklären durch eine Erklärung abgeben ersetzt oder anzeigen durch zur Anzeige bringen. Der Übergang zu einem FVG verschiebt den Fokus des Satzes vom Verb auf ein Objekt, das als Nomen gegenständlich feststehend und (vor)gegeben erscheint; gleichzeitig lässt sich durch diese Verschiebung die Rolle des Subjekts nicht so fein abstufend beschreiben wie bei verbfokussiertem Satzbau. Vgl. hierzu etwa die FVG einen Befehl ausführen / verweigern / umgehen mit den Verben gehorchen, folgen / aufbegehren, sich widersetzen / ausweichen, taktieren, die in einem gegebenen Zusammenhang bedeutungsgleich sein können. Die Angemessenheit einer FVG oder aber einer Verbalkonstruktion bemisst sich insoweit an der Angemessenheit objekt- oder aber subjektfokussierter Sprechweise.
Dagegen hält sich der Genitiv bis heute besser als es im späten 20. Jahrhundert von Wissenschaftlern und in der breiten Publizistik (vgl. den Bestseller "Der Dativ ist dem Genitiv sein Tod") vielfach prognostiziert worden war. Auch heute sind Redewendungen wie sehenden Auges und stehenden Fußes Teil der (gehobenen) Umgangssprache, weiterhin klingt deinetwegen nicht falsch oder affektiert, auch wenn wegen Dir in der gesprochenen Sprache häufiger ist. Immer noch wird der Opfer gedacht und nicht den Opfern, es gibt also weiterhin nach einigen wenigen Verben reine Genitivobjekte. Diese zähe Beharrungskraft des Genitivs hängt damit zusammen, dass dieser durch die prägnante Verbindung Eigenname + Objekt ("Petras Auto" statt umständlich "das Auto von Petra") als solcher auch in der einfachen Umgangssprache fest verankert ist. Von dieser Basis aus bleibt der Genitiv dann in der guten und gehobenen Umgangssprache auch in anderen, "schwierigeren" Verwendungen lebendig, vor allem im schriftlichen Sprachgebrauch.

#### Änderungen im Wortschatz (Lexikon)
Im 19., 20. und 21. Jahrhundert bereicherte die Notwendigkeit, zahlreiche neue Entdeckungen, Erkenntnisse, Erfindungen und gesellschaftliche Prozesse zu bezeichnen, die deutsche Sprache um Wörter wie Radio, Stereoanlage, Raumschiff, Minirock, fernsehen. Viele solche wie etwa Computer, Job, Team, Comeback, Petticoat, Bikini entstammen dem Englischen. Des Weiteren gingen Wörter aus verschiedenen Jargons und Gruppensprachen (Soziolekten), etwa der Jugendsprache, in die Standardsprache ein. Beispiele hierfür sind toll (in der Bedeutung „großartig“), total („völlig“) oder spinnen („Unsinniges sagen“).
Beide Vorgänge dauern an. Die Zunahme an Wörtern und Wortverbindungen ermöglicht stilistische Differenzierung: Der gleiche Gedanke kann mit verschiedenen Wörtern auf verschiedenen Stilebenen (gehoben, amtlich, umgangssprachlich usw.) ausgedrückt werden (vgl. seinen Geist aushauchen, entschlafen, versterben, abkratzen oder Automobil, Auto, Personenkraftwagen, Kiste, Karre). Diese Differenzierung wird besonders in Medien genutzt, um das Interesse der Nutzer zu wecken.